# 銀河英雄伝説の登場人物・銀河帝国
本項では田中芳樹のSF小説『銀河英雄伝説』の登場人物のうち、銀河帝国に所属する人物について解説する。
なお、特に断りがない場合、原作の記述・設定をメインとして説明している。出典や声優の記載ルールなど、凡例は銀河英雄伝説の登場人物#凡例を参照のこと。 

## ラインハルトとその縁者
ラインハルト・フォン・ローエングラム / ラインハルト・フォン・ミューゼル
本作の主人公の一人。帝国軍将校。後に新銀河帝国初代皇帝。旧姓ミューゼル。

ジークフリード・キルヒアイス
ラインハルトの幼馴染で親友であり公私の側近。

ヒルデガルド・フォン・マリーンドルフ
ラインハルトの首席秘書官。後に妻（皇妃）。通称ヒルダ。

アンネローゼ・フォン・グリューネワルト
ラインハルトの姉。皇帝フリードリヒ4世の公妾で、通称：グリューネワルト伯爵夫人。旧姓ミューゼル。

アレクサンデル・ジークフリード・フォン・ローエングラム (Alexander Siegfried von Lohengramm)
ラインハルトとヒルダの間に生まれた息子。後の新銀河帝国第2代皇帝。
柊館炎上事件の騒動の最中、新帝国暦3年5月14日に生まれる。名付け親はラインハルトで、ミドルネームは親友キルヒアイスのファーストネームにちなむ。後に「アレク大公（プリンツ・アレク）」と呼ばれるようになったという。
セバスティアン・フォン・ミューゼル (Sebastian von Müsel)
声 - 矢田耕司(旧) / 星野充昭(黄) / 北田理道(D)
ラインハルトとアンネローゼの実父。帝国騎士（ライヒスリッター）。故人。
身分は帝国騎士だが、貴族とは名ばかりの極貧の中年男性。事業に失敗し、妻のクラリベルと死別してから事実上子どもたちの養育を放棄して酒に溺れる日々を続ける。15歳になったアンネローゼが後宮に入ることが決まると、支度金や年金として大金を得るが、これも酒に変えて飲み続けた挙げ句に肝硬変を患い、帝国暦484年に亡くなる。墓地や棺はアンネローゼが用意し、14年前に亡くなっていた妻クラリベルの隣に埋葬される。
息子ラインハルトからは最愛の姉を大金と引き換えに嬉々として手放したと見なされており、皇帝並に嫌悪される。彼がミューゼルの名をあっさり捨て、怨敵である皇帝から下賜されたローエングラムの家名を継いだのも、憎い男の家名をさっさと捨てたかったというほどであった。ただし、これはあくまでラインハルトからの視点であり、作中では違う可能性も示唆されている。例えば実娘が皇帝の寵妃となったにもかかわらず、地位が爵位のない帝国騎士のままだったことについて「男爵位を自ら希望したが拒絶された」と「自ら授与を固辞した」という2つの噂が存在していたとされる（ラインハルトは前者を信じていた）。
道原版や劇場版における外伝『黄金の翼』では、妻の死が門閥貴族が起こした自動車事故によるもので、謝罪はおろか事故自体がもみ消されたことから社会に絶望し酒に逃避した経緯が描かれている。藤崎版でも同様の描写がある。
クラリベル・フォン・ミューゼル (Klaribel von Müsel)
声 - 安永沙都子(黄)
ラインハルトとアンネローゼの実母。故人。
本編中には特に言及はなく、名前も不明。短編「朝の夢、夜の歌」にて名前が登場し、その14年前に亡くなっていたことが明かされる（帝国暦470年頃に死亡）。
道原版『黄金の翼』にて死の状況が描写されており、外出していたミューゼル一家に門閥貴族の運転する車が突っ込み、家族の前で轢かれ亡くなる。劇場版『黄金の翼』も同様に雪の日の自動車事故による死となっているが、子供たちを助けるために身代わりとなる形となっている。

## ローエングラム陣営
ラインハルト・フォン・ローエングラム

ジークフリード・キルヒアイス

ヒルデガルド・フォン・マリーンドルフ

### 主要提督
ウォルフガング・ミッターマイヤー
「帝国軍の双璧」「疾風ウォルフ」と呼ばれる勇将。ローエングラム朝で宇宙艦隊司令長官。後の「獅子の泉の七元帥」筆頭。

オスカー・フォン・ロイエンタール
「帝国軍の双璧」と呼ばれる金銀妖瞳（ヘテロクロミア）の名将。ローエングラム朝で統帥本部総長。後に新領土（ノイエラント）総督。

パウル・フォン・オーベルシュタイン
両眼が義眼、冷徹さで知られる宇宙艦隊総参謀長。ローエングラム朝で軍務尚書。

カール・グスタフ・ケンプ
かつては戦闘艇（ワレキューレ）乗りとして撃墜王であった、豪放かつ公明正大な提督。

フリッツ・ヨーゼフ・ビッテンフェルト
「黒色槍騎兵艦隊（シュワルツ・ランツェンレイター）」を率いる猛将。後の「獅子の泉の七元帥」。

エルネスト・メックリンガー
文化人としても一流で「芸術家提督」の異名をとる名将。統帥本部次長。後の「獅子の泉の七元帥」。

ウルリッヒ・ケスラー
憲兵総監兼帝都防衛司令官。後の「獅子の泉の七元帥」。

アウグスト・ザムエル・ワーレン
勇気と用兵術の均衡のとれた良将。後の「獅子の泉の七元帥」。

コルネリアス・ルッツ
非凡な作戦指揮能力を有す正統派の用兵家。

ナイトハルト・ミュラー
後に「鉄壁ミュラー」の異名をとる少壮の勇将。後の「獅子の泉の七元帥」。

ヘルムート・レンネンカンプ
軍政にも秀で部下に公正な良将。後に同盟駐在高等弁務官。

カール・ロベルト・シュタインメッツ
一流の用兵家・将帥と評される実直な提督。

エルンスト・フォン・アイゼナッハ
沈黙提督の異名をとる名将。後の「獅子の泉の七元帥」。

アーダルベルト・フォン・ファーレンハイト
リップシュタット戦役で敵対しながらも迎え入れられた勇将。

### ラインハルトの幕僚・近侍
ヒルダ及び主要提督を除く人物をここに記載する。
アルツール・フォン・シュトライト (Artur von Streit)
声 - 戸谷公次(旧) / 山内健嗣(D)
ブラウンシュヴァイク公の部下。後にラインハルトの主席幕僚。准将（最終は中将）。
幕僚として非常に有能な軍人。当初はブラウンシュヴァイク公の部下であったが、後述の経緯でラインハルトに高く評価され、彼の主席幕僚（副官）となる。優れた洞察力を持って（たとえ主人の意に反しても）意見具申を行い、蔑ろにされても主人に忠節を尽くそうとする誠実な性格。そのため、キルヒアイス亡き後、何人ものラインハルトの副官が能力不足で更迭される中にあってシュトライトが補任されるとようやく人事が安定し、リュッケと共にラインハルトの死まで彼に仕えることとなる。その役職上、作中の主要な会議にも名前が登場し、シュタインメッツやケンプらよりも登場が多い。
物語上の本格的な登場はリップシュタット戦役の直前から。あくまで正面決戦を望むブラウンシュヴァイク公に、フェルナーと共に戦後統治を見越してラインハルト暗殺を具申するが却下される。その後、独断専行で動いたフェルナーの計画が失敗して急遽、門閥貴族らが帝都を脱出していく中で取り残され、ラインハルト勢に拘束される。ラインハルトとの引見の際、合理的観点から彼への暗殺を進言したことを物怖じせずに説明したことで気に入られ、幕僚に入るよう誘われるが道義心から固辞する。リップシュタット戦役の翌年、ある貴族にラインハルトへの執り成しを依頼された際に、交換条件として改めて麾下に入るよう誘われ、少将に昇進の上で元帥府に登用される。物語の終わりまでラインハルトの優秀な副官として行動を共にし、ラインハルトの死にも他の主要提督たちと共に立ち会う。
外伝『星を砕く者』にもわずかに登場しており、激情のままにミッターマイヤーの処刑を命じようとするブラウンシュヴァイク公をアンスバッハと共に抑えている。
テオドール・フォン・リュッケ (Theodor von Lücke)
声 - 松本保典(旧) / 大隈健太(D)
ラインハルトの次席幕僚（登場時はケンプの幕僚）。少尉（最終は少佐）。
ラインハルトと同年齢で、まだ少年っぽいと描写される青年将校。当初はケンプ艦隊所属であったが、元帥府の窓口勤務を経てラインハルトの次席幕僚となる。作中で目立った活躍は少ないものの、ラインハルトの幕僚として物語序盤から終盤まで頻繁に登場しており、特にキュンメル事件では犯人の一人を射殺する手柄を挙げる。ケンプ艦隊時代はアムリッツァ会戦において任官間もなく経験不足ゆえに、ヤン艦隊の狙い（逃亡）を正しく把握する。また、元帥府の窓口勤務時代には、アポ無しでラインハルトに会いにやってきたヒルダに配慮し（3割方演技であった美人の必死の表情を見て中世騎士道精神に駆られたとある）、関係各所に連絡を回して二人が出会う手配を行っている。
ギュンター・キスリング (Günther Kißling)
声 - 橋本晃一(旧) / 沖野晃司(D)
ラインハルトの親衛隊長（大佐）。ローエングラム朝で皇帝親衛隊長（准将）。
硬い光沢のある銅線のような頭髪と、黄玉（トパーズ）のような瞳を持つ青年士官。地上戦や要塞戦で武勲を立て、また、その勇敢さと沈着さを評価されてラインハルトより身辺護衛に抜擢される。軍靴でも音を立てない歩き方と、その黄玉の瞳から豹に例えられる（悪口で猫よばわりもされるという）。原作では黒と銀の華麗な軍服とあるが、OVA版では彼だけが上着の裾が長い特別な軍服を着用している。口が硬いのも特徴とされ、仮にラインハルトが夜ごと別の女性を訪れても口外しなかっただろうとされる（醜聞とは無縁の主君にあって、ヒルダと一夜を共にしたこと、翌朝にバラの花束をかかえてマリーンドルフ邸を訪問した一件でようやく真価を発揮したとある）。
物語に最初に登場したのは端役ながら第8次イゼルローン攻防戦の時であり、当時は親衛隊長。重傷を負って帰還し、御前報告の末に倒れたミュラーを支える。ローエングラム朝成立後は皇帝親衛隊長として作中に頻繁に登場し、その役職通りの活躍で、キュンメル事件では実行犯のキュンメルを取り押さえ、ウルヴァシー事件でもラインハルトの生還に貢献する。シヴァ星域の戦いでは最後の関門としてユリアンとポプランの前に現れ、ポプランと取っ組み合いの死闘を演じる。最後の勝負の詳細は不明であるが、ラインハルトの停戦命令があと1分遅ければポプランは死んでいたとある。
OVA版では概ね原作に沿うが、最後のポプランとの戦いの詳細が描かれており、特に最後は停戦命令の放送の中で互いにボクシングのクロス・カウンターを放ち合って両者ノックダウンする引き分けとなっている。
エミール・フォン・ゼッレ (Emil von Seclä)
声 - 置鮎龍太郎(旧)
幼年学校生徒。14歳。ブリュンヒルトの乗員から後にラインハルト専属の従卒（近侍）となる。
とび色の髪と暗緑色の瞳が特徴の少年兵。元はブリュンヒルトの一乗員であったが、後述の経緯からラインハルトの専任の近侍となる。父は巡航艦の艦医を務めていたが、アムリッツァ会戦で戦死しており、将来は軍医を目指しているという。ラインハルトを「熱烈に崇拝」と表現されるほどに強く敬愛しており、近侍としてそれなりの期間を経てもラインハルトの前では緊張して身を固くし、それゆえにその忠誠心の高さをラインハルトから気に入られている。純粋かつ善良な性格であり、ラインハルトから「たとえ技術が完璧でなくとも患者が喜んで生命を託すような（良い医者になる）」と評される。
初登場はランテマリオ星域会戦の直前で、ラインハルトに対する崇拝と憧憬の想いが感極まり、作戦会議を終えて廊下を歩いていたラインハルトに無礼を承知で戦勝を願ったことで知遇を得る。その後、軍医を目指しているという来歴もあってヒルダの推薦を受け、ラインハルトの近侍となる。宮廷務めの傍らに医学勉強も許されており、将来の皇帝専属医とも揶揄される。また、弟のように思っているという旨の発言もしている。その職務上、頻繁に登場し、特に物語終盤では不治の病を患い病臥することが多くなったラインハルトの身を気遣うシーンが多い。ラインハルトの死にも他の主要提督たちと共に立ち会う。
列伝「竜神滝の皇帝陛下」ではその後ラインハルトの名を冠した軍事医科大学に進学、卒業後に軍医少尉に任官しその後二代皇帝アレクサンデル付侍医長に就任したとされている。

### ローエングラム陣営の軍人
アルフレット・グリルパルツァー (Alfred Grillparzer)
声 - 嶋崎伸夫(旧:第46話) → 咲野俊介(旧:第66〜97話)
大将。元レンネンカンプの幕僚（OVA版では参謀長）。のちにロイエンタール麾下。旗艦はウールヴールンの姉妹艦エイストラ（OVA版）。
バイエルライン、トゥルナイゼンと共に帝国の将来を嘱望されている若手提督。軍人以外にも帝国地理博物学協会の会員資格を持つ探検家提督としても知られており、地理学者としても将来を期待されているなど、大将級の若手提督の中では最も期待されている人物。一方で作中では野心家として思慮の浅い行動を取ることが多く、致命打となるウルヴァシー事件以外にも、ケンプの葬儀の場で学会の入会認可の報を聞いてトイレで喜んだり、同格の大将といえど年長で先任であるベルゲングリューンの軍事査閲監就任に公然と不満の態度を示すなどのエピソードがある。野心が強く栄達を望むがゆえに、戦乱の世が終わりかけ、功績を上げる機会が減っていることを憂慮している。
登場以前はレンネンカンプの幕僚で、彼の高等弁務官就任に伴い指揮艦隊が二分された際にその1つを率いる提督に任命される。ラグナロック作戦において物語に登場し、マル・アデッタ星域の会戦ではクナップシュタインと共に先鋒を務める。同盟領が完全に併呑されると、ハイネセンに着任し、旧同盟領統治の暫定的なトップとなる。ロイエンタールがノイエラント総督に就任するとクナップシュタインと共に彼の指揮下に入る。ウルヴァシー事件が発生すると事件の調査と治安回復のために現地に派遣されるがロイエンタールに有利な情報（地球教の関わり）を隠して彼の叛乱を既定化させ、逆賊となった彼を討つことで功績を上げようと企む。そして同僚のクナップシュタインを説得して引き込み、彼と共に第2次ランテマリオ会戦で機を見ての裏切りを画策する。会戦終盤でロイエンタールに裏切りの砲火を浴びせるも、結局は返り討ちにされるという醜態を見せ戦線離脱、さらにロイエンタールの親友であるミッターマイヤーを避けて（比較的穏やかな）ワーレンに降伏する。以上の醜態に加えて、メックリンガーのウルヴァシー事件再調査により、彼の調査事実隠匿がロイエンタールの叛乱の遠因となったことが明らかになり、メックリンガーから「晩節を汚した」と厳しく糾弾され、最期はラインハルトによって軍籍・階級を剥奪された上で自裁を命じられる。
ブルーノ・フォン・クナップシュタイン (Bruno von Knapfstein)
声 - 檜山修之(旧)
大将。旗艦はウールヴールン（OVA版）。のちにロイエンタール麾下。
グリルパルツァーの同僚で、真面目な性格から清教徒のようであると評される若手提督。レンネンカンプの忠実にして有能な教え子と評され、ごく正統的な用兵術を用いる。グリルパルツァーほどあからさまではないが栄達を望んでおり、彼と同じくベルゲングリューンの軍事査閲監就任には公然と不満の態度を示し、ロイエンタール叛逆事件では最終的に裏切りの計画に乗る。
登場以前はレンネンカンプの幕僚で、彼の高等弁務官就任に伴い指揮艦隊が二分された際にその1つを率いる提督に任命される。ラグナロック作戦において物語に登場し、マル・アデッタ星域の会戦ではグリルパルツァーと共に前衛を務める。その後、ロイエンタールがノイエラント総督就任するとグリルパルツァーと共に彼の指揮下に入る。その後、ウルヴァシー事件が起こりロイエンタールの叛逆が既定のものになると、当初は王朝への忠誠心からロイエンタールへの協力を拒み官舎に軟禁状態となる。しかし、グリルパルツァーから裏切りによって功績を立てる計画を打ち明けられてこれに与し、表向きロイエンタール軍として第2次ランテマリオ会戦に臨む。だが自軍をロイエンタール軍の弱点とみなされたため、裏切りを実行する間もなく、ミッターマイヤー艦隊の猛攻を受け戦線は崩壊、自身も旗艦の爆発に巻き込まれ戦死する。その後、裏切りの計画を部下達はまったく知らなかったため、グリルパルツァーの裏切りを最も果敢に迎え撃って抵抗したのがクナップシュタイン艦隊だったという皮肉な結末が続く。戦後処理においてもロイエンタールに最後まで従ったものは処分されないこととなり、戦死したクナップシュタインもその生前の地位と名誉が保証される。
カール・エドワルド・バイエルライン (Karl Edward Beyerlein)
声 - 大山尚雄(旧:第20、26話) → 林延年(旧:第44 - 103話)
ミッターマイヤーの幕僚。中将（のち大将）。
ミッターマイヤーの部下であると同時に将来を期待されるローエングラム陣営の若手提督の一人。ミッターマイヤーを強く敬愛しており、作中ではアッテンボローと戦闘指揮能力は拮抗すると説明され、さらに後世に「ミッターマイヤーの後継者、有能で誠実で清廉な軍人」と評されたとあるが、本編時間軸上ではしばしば経験の浅さゆえの欠点を窘められる（最終盤でも、若手提督の代表として名を挙げられるも、ミッターマイヤーから全般的な上級大将と大将の能力差を嘆かれた上で、バイエルライン個人については「なお経験をかさね、視野を広くし、識見を養う必要がある」と評される）。基本的にはミッターマイヤーの部下として彼との会話シーンが多く、バイエルラインの視点でミッターマイヤーほか、ロイエンタールなどの他の主要人物について語られることも多い。
物語上の初登場は第8次イゼルローン攻防戦で、救援に来たミッターマイヤー艦隊指揮下の提督の一人として登場する。その後はミッターマイヤーが参加した戦闘において、彼の指揮下の提督として名が登場することが多く、また、上記の通り、ミッターマイヤーと会話を交わすシーンも多い。戦闘においては、回廊の戦いではミッターマイヤー艦隊の先鋒を務め、数で劣るアッテンボロー艦隊と対峙するが、罠と知りつつ相手の後退にわざと乗り、半包囲されかかって損害を出す（ただし即座に退却して損害を最小に押し止める）。第2次ランテマリオ会戦では突出したところを用兵巧者であるロイエンタールに狙われ、副司令レマー中将ほか3名の提督戦死という大損害を被る。
アントン・フェルナー (Anton Ferner)
声 - 堀内賢雄(旧) / 千葉一伸(D)
大佐（のちに少将）。ブラウンシュヴァイク公の部下で、後にオーベルシュタインの副官。
如何なる危機でも自分の才覚で切り抜けることが出来ると考えている自信家の青年将校。当初はブラウンシュヴァイク公の部下であったが、後述の経緯から敵であるラインハルトに自らを売り込み、その神経の図太さを評価され、その場で難物であるオーベルシュタインの副官に任命される。実際、仕事ぶりは優秀で指示を忠実に実行しながら自己の裁量で適切と思われる行動を取る柔軟さを持ち、そもそもオーベルシュタインの部下でいられるという豪胆さを見せる。上司のオーベルシュタインを観察し、作中ではフェルナーの推測という形でオーベルシュタインの意図が述べられることが多い。
物語への登場はリップシュタット戦役の直前からで、シュトライトと共にラインハルトの暗殺計画をブラウンシュヴァイク公に具申するが却下されると、独断専行でラインハルト襲撃を自ら部隊を率い行おうとする。だが先を見越していたラインハルトが配備した部隊に追い返され逃亡し、門閥貴族派の拘束が始まると自ら元帥府へと出頭する（ノイエ版ではアンネローゼを人質にしようとしてその場で拘束される）。そこで自らを売り込み、その忠誠心のあり方を非難されても一顧だにしなかったことから、半ば呆れつつもオーベルシュタインの副官として登用されることとなる。オーベルシュタインが軍務尚書になった後も引き続き彼の側近を務め、第8次イゼルローン攻防戦ではオーベルシュタインに指名されてケンプが同作戦の最高司令に相応しいと具申する。ローエングラム王朝成立後は軍務省調査局長となり、階級も准将となる。物語終盤、オーベルシュタインがハイネセンに着任したときには軍務省官房長（少将）となっており、ラグプール刑務所の暴動事件では味方の誤射で左上腕貫通銃創の重傷を負うものの、現場指揮官として適切に対処する。
ハンス・エドアルド・ベルゲングリューン (Hans Eduard Bergengrün)
声 - 田中亮一(旧) / 樋渡宏嗣(D)
元キルヒアイス麾下の提督（少将）でロイエンタールの幕僚（参謀長）。中将（のち大将）。終盤は新領土総督府軍事査閲監（総督代理）。
ロイエンタールの参謀長として十分な知性と見識を有する年長の将校。気質的には行動の人とも評され、元はキルヒアイス麾下の提督として勇名を謳われた人物。しばしば野心的な冗談を言うロイエンタールに対し、讒言の原因となるかもしれないので慎むべきと忠告するなどし、彼から得難い存在だと評され、人格的にも能力的にも最大の信頼を寄せられる。また、元上官のキルヒアイスを強く慕っており、その死の原因の一端となったオーベルシュタインに反感と不満を抱えており、終盤にロイエンタールに付き従った理由の1つともなる。
本格的な初登場は「神々の黄昏」作戦からであり、以降上記の通り、ロイエンタールの信頼する幕僚として作中に登場する。以前はキルヒアイス艦隊に所属していたが彼の死に伴いロイエンタールに転属した経緯を持つ。エルフリーデに絡むロイエンタールの皇帝への叛逆嫌疑では、彼への忠誠心の他にも黒幕がオーベルシュタインの可能性もあって盟友ビューローらと事態解決に奔走する。物語終盤、ウルヴァシー事件に端を発するロイエンタール叛逆事件では、ラインハルトの下へ赴き釈明すべきとロイエンタールを諌めるが、これがオーベルシュタインやラングの策謀であれば暗殺される恐れもあるというロイエンタールの指摘を認め、最後まで従うことを決める。第2次ランテマリオ戦後、致命傷を負ってハイネセンに戻ったロイエンタールに帯同し、その死後にやってきたミッターマイヤーにも代表として出迎える。その後、敬愛するキルヒアイスとロイエンタール両提督を失ったショックからブラスターで自殺し、また、その際にはラインハルトを痛烈に批判する。
原作本伝ではキルヒアイス時代のことは描かれていないが、外伝2巻で扱われた捕虜交換式には、彼の部下としてわずかに登場している。また、OVA版ではキルヒアイス麾下時代の登場が増えている。特にカストロプ動乱において、当初ラインハルトの幼馴染に過ぎないとされていたキルヒアイスの能力に懐疑的で、軍事行動中にもかかわらず酒びたりになっていたが、彼の素質を見抜くと即座にタンク・ベッド睡眠で酒気を抜いて作戦に備える潔さを見せるエピソードが追加されている。
フォルカー・アクセル・フォン・ビューロー (Volker Axel von Bülow)
声 - 村山明(旧) / 西嶋陽一(D)
元キルヒアイス麾下の提督でミッターマイヤーの幕僚。大将。
年長の相談役としてミッターマイヤーより信頼される提督。元はキルヒアイス麾下の提督で、ベルゲングリューンと勇名を競い合った人物。基本的にはミッターマイヤー艦隊の提督としてバイエルライン、ドロイゼン、ジンツァーと共に名が挙がることが多く、個人としての活躍は少ないが、終盤では盟友ベルゲングリューンとの絡みで登場することが多い。
物語上の初登場は第8次イゼルローン攻防戦で、救援に来たミッターマイヤー艦隊指揮下の提督の一人として登場する。その後は上記の通り、ミッターマイヤーが参加した戦闘において、彼の指揮下の提督として名が登場することが多い。エルフリーデに絡むロイエンタールの皇帝への叛逆嫌疑において盟友ベルゲングリューンと共に事態の解決にあたる。また、第2次ランテマリオ会戦戦後は、自殺を決意したベルゲングリューンを必死に説得するも、無駄に終わってしまう。
OVA版ではベルゲングリューンと同じく、キルヒアイス麾下時代の登場が増えている。ベルゲングリューンほどあからさまではないが、当初はキルヒアイスの能力に懐疑的であり、その後、その軍事の才を見て評価を改める。
ホルスト・ジンツァー (Horst Sintzer)
声 - 林一夫(旧) / 名村幸太朗(D)
キルヒアイス艦隊の幕僚。大佐。のちにミッターマイヤー麾下の提督（少将）。
人物描写は特に無いが、キルヒアイスの部下としては彼の存命中に登場している珍しい人物（ほとんどは元キルヒアイス麾下として作中に初登場する）。アムリッツァ星域会戦やリップシュタット戦役中にコーネフの輸送船がミッターマイヤー艦隊と遭遇した場面で登場し、また外伝では捕虜交換式にも参加していたことが明かされる。キルヒアイス死後は、ミッターマイヤー艦隊に配属され、以降、バイエルラインら同僚と共にミッターマイヤーが参加した戦闘で姿を見せる。原作においては「神々の黄昏」作戦で名前が登場したのを最後に、以降の動向は不明である。
道原版ではカストロプ動乱時にワルキューレのパイロットとして参戦していたことが描かれている（当時は中佐）。
ドロイゼン (Dreusen)
声 - 斉藤茂一(旧) / 後藤光祐(D)
ミッターマイヤー麾下の提督。登場時の階級は不明だが最終は大将。
バイエルラインやビューローと共に名が挙がる勇将。作中ではもっぱら他の同僚提督らと共に名が挙がり、人物描写はほぼないが、オーデッツとミッターマイヤーの会見ではラインハルトを侮辱する発言を行ったオーデッツにビューローと共に怒声をあげる。物語終盤、シヴァ星域の前哨戦となる不意の遭遇戦の帝国側の指揮官としても登場し、最終的には撤退を選ぶが、手堅い判断能力を示す。
アムスドルフ (Amsdorf)
声 - 清川元夢(旧1期)・水内清光(旧2期以降) / 鷲見昂大(D)
ミッターマイヤーの副官。少佐。
原作ではランテマリオ星域会戦時に副官を務めており、その後、回廊の戦い時にも登場する。
OVA版ではリップシュタット戦役時から登場し、第2次ランテマリオ星域会戦時にもその職位にある。
エミール・フォン・レッケンドルフ (Emil von Reckendorf)
声 - 安宅誠(旧) / 辻井健吾(D)
ロイエンタールの副官。少佐。
作中で詳しい人物描写はないが、少なくとも第8次イゼルローン攻防戦からロイエンタールの副官を務めており、彼の新領土着任、そして叛逆事件を経ての彼の最期まで付き従う。第2次ランテマリオ戦後はハイネセンにやってきたミッターマイヤーらを総督府にて出迎える。
ゾンネンフェルス (Sonnenfels)
声 - 内田聡明(旧)
ロイエンタール麾下の提督。中将。
第2次ランテマリオ会戦から登場し、詳しい来歴は不明だが、ロイエンタールの新領土総督着任に伴って彼の麾下に加わった新参ではない。第2次ランテマリオ会戦の激闘では、ロイエンタールの高級幕僚の中では頭部を負傷するもベルゲングリューンと共に生き残り、総督府への帰還まで付き従う。戦後、ハイネセンにやってきたミッターマイヤーらを総督府にて出迎え、なおも配下の兵士で武装をとかずに銃口を彼らに向けたものを叱咤する。
アレクサンデル・バルトハウザー (Alexander Barthauser)
ロイエンタール麾下の提督。少将。
ロイエンタール麾下の勇将として知られ、際立った才幹はなく、大兵力を統率する器量もないが、命令に忠実で骨惜しみせず働くためロイエンタールから信頼される。少数の兵の動向によって局面が変わるような場面で起用されたといい、回廊の戦いではわずかな時間と言えど、ヤン艦隊の猛攻からブリュンヒルトが退避する時間を稼ぐ。第2次ランテマリオ会戦にもロイエンタール麾下で参加するも戦死する。
ディッタースドルフ (Dittersdorf)
声 - 古澤徹(旧)
ロイエンタール麾下の提督。
第2次ランテマリオ会戦から登場し、詳しい来歴は不明だが、ロイエンタールの新領土総督着任に伴って彼の麾下に加わった新参ではない。第2次ランテマリオ会戦の激闘ののち、負傷して降伏する。
リッチェル (Ritzschel)
声 - 岸野一彦(旧)
シュタインメッツの幕僚（ガンダルヴァ駐留艦隊司令部総書記）。少将。のちロイエンタールの幕僚（新領土総督府査閲副総監、中将）。
ロイエンタールがノイエラント総督に着任するにあたって旧同盟領に関する知識を買われて軍事査閲副総監となった人物（それ以前にもシュタインメッツの幕僚の一人としてわずかに名前が登場している）。目立った登場はなく、ロイエンタール叛逆事件の際の動向も不明で、第2次ランテマリオ戦後はハイネセンにやってきたミッターマイヤーらを武官の代表として文官代表であるエルスハイマーと共に出迎えている。
セルベル (Serbel)
声 - 不明(旧)
シュタインメッツの副官。中佐。
回廊の戦いにおいて旗艦が被弾した際にシュタインメッツと共に戦死する。その際、閣下の左脚は完全に潰れていると最期まで客観的な報告を行い、シュタインメッツからいつも正確な報告で今まで助かったと労われる。
ハルバーシュタット (Harberstadt)
声 - 茶風林(旧)
ビッテンフェルトの幕僚（副司令官）。大将。
上官ビッテンフェルトに似て血の気の多い軍人。ただし、ビッテンフェルトと同じく卑劣は嫌い、回廊の戦いの直前の艦隊内での作戦会議において、ある幕僚が卑劣な策を献策してビッテンフェルトに罵倒された際には、グレーブナーと司令官の見識を感心し合う。のちオーベルシュタインとの諍いでビッテンフェルトが軟禁された時には、冷静なオイゲンと異なり、脅迫するような真似の言動をしたため、ワーレンに窘められる。ラグプール刑務所の暴動では黒色槍騎兵を率いて鎮圧にあたり、憲兵隊と一触即発のところをフェルナーに制される。
グレーブナー (Grahbner)
声 - 山下啓介(旧)
ビッテンフェルトの幕僚（参謀長）。大将。
上官ビッテンフェルトに似て血の気の多い軍人。ただし、ビッテンフェルトと同じく卑劣な行動は嫌う。オーベルシュタインとの諍いでビッテンフェルトが軟禁された時にはハルバーシュタットと行動する。
オイゲン (Eugen)
声 - 北島淳司(旧) / 喜山茂雄(D)
ビッテンフェルトの幕僚（副参謀長）。少将。道原版ではリヒャルトとファーストネームが設定されている。
指揮官のビッテンフェルトを頂点に猪武者が多い黒色槍騎兵艦隊において、ほぼ唯一例外的に冷静で慎重な人物。回廊の戦いでは猪突猛進するビッテンフェルトを的確になだめ、第2次ランテマリオ会戦では機転を利かせて戦線崩壊を防ぐ。ビッテンフェルトがオーベルシュタインとの諍いで拘禁された際には激発する他の同僚たちとは違い、冷静にミュラーとワーレンに対処を頼み、ワーレンから「ビッテンフェルトには過ぎた部下」と評される。
原作では特に外見に関する描写はなく、OVA版では地味な中年男性として描かれている。道原版ではビッテンフェルトより年少に見える青年に描かれており、登場シーンが多い。また道原版の『銀河英雄伝説画集』に原作者自ら書き下ろした4コマにも登場する。ノイエ版では口と顎に髭をたくわえた武人然とした容姿で描かれている。
ホルツバウアー (Horzbauer)
声 - 竹村拓(旧)
ルッツの補佐役。中将。
詳しいことは不明だが、かつて自身と兄が救われたことからルッツを強く敬愛する軍人。ルッツからも事前に結婚することを明かされるなど信頼されていた。作中にはワーレンとルッツの歓送迎会で起こったテロ事件において負傷した上官ルッツとオーベルシュタインに代わり、現地の警備と犯人捜査の担当者として登場する。ルッツの死後は復讐のため、自ら望んでミッターマイヤー艦隊に移り、第2次ランテマリオ会戦に参加する。
OVA版では第2次ランテマリオ会戦での活躍も描写されており、クナップシュタインを戦死させている（原作ではクナップシュタインを討った艦隊は不明）。
コンラート・リンザー (Konrad Linser)
声 - 稲垣雅之(旧) / 赤城進(D)
リッテンハイム艦隊所属の輸送艦デューレン8号の副長。大尉。後にワーレン艦隊の艦隊航法オペレーター（中佐）。
リップシュタット戦役において、リッテンハイム艦隊の後方部隊として補給を担当していた輸送艦の副長。キフォイザー星域の会戦の終盤において逃走を図るリッテンハイムの基幹部隊の航路上にいたため、邪魔だと攻撃され、その際に右腕を失う重傷を負う。その後、門閥貴族に悪態をついてコンラート・フォン・モーデルと共に降伏し、続くガルミッシュ要塞包囲戦では、キルヒアイスに門閥貴族の非道の生き証人として要塞への降伏勧告を行うことを訴え出て認められる。戦役後はワーレン艦隊に所属し、地球侵攻戦では義手であったことから同じく義手であったワーレンの知遇を得て先鋒役を務める。また、その際に地球教団に潜入していたユリアンと出会う。
コンラート・フォン・モーデル (Konrad von Model)
声 - 菊池正美(旧) / 富樫美鈴(D)
リッテンハイム艦隊所属の輸送艦デューレン8号に搭乗していた少年兵。登場時12歳。のちアンネローゼの近侍。子爵家出身。
リップシュタット戦役でラインハルトに敵対したモーデル家の子息。幼年学校生で、上等兵待遇でガルミッシュ要塞に配属される途中、リッテンハイム艦隊の補給部隊に配属されていたが、そこでキフォイザー星域の会戦に巻き込まれることとなる。リッテンハイムの味方殺しで、死屍累々の輸送艦内で奇跡的に無傷で済み、重傷を負った輸送艦の副長で同じコンラートという名のリンザー大尉と出会う。その後、彼に従って共にキルヒアイスに降伏する。
戦役後にはアンネローゼに引き取られ、彼女の近侍として登場する。物語終盤にアンネローゼがフェザーンに移った時にも彼女の近侍として登場している。
ハインリッヒ・ランベルツ (Heinrich Lanbertz)
声 - 山口勝平(旧)
幼年学校生。ロイエンタールの従卒。14歳。のちミッターマイヤー家の一員。
第2次ランテマリオ会戦ののち、ハイネセンに帰還したロイエンタールの最期を看取った人物であり、その際に、彼の最期の言葉「わが皇帝（マイン・カイザー）、ミッターマイヤー、勝利（ジーク）、死」を記録したことで後世に知られる。また、エルフリーデが置いていったロイエンタールの息子（のちのフェリックス）を預かり、ロイエンタールの遺言に従ってミッターマイヤーに引き合わせる。その後も乳児を抱いてミッターマイヤーに帯同し、そのまま彼の被保護者としてミッターマイヤー家の一員となる。
アイヘンドルフ (Eichendorff)
声 - 桑原たけし(旧) / 辻井健吾(D)
ケンプ艦隊の分艦隊司令官。少将。第3巻の登場人物。
ケンプ麾下でまず一流の用兵家と評される提督。第8次イゼルローン攻防戦の前段となるイゼルローン回廊での偶発的遭遇戦（ユリアンの初陣）の帝国側の司令官。訓練が目的であった同盟側が明らかに不利であったが、ヤンの勇名を踏まえて罠の可能性も考慮し、慎重策を取ったことで勝機を逃す。最終的にヤン率いる増援の到着を受けて、潔く撤退を決める。のちの第8次イゼルローン攻防戦にも名前が登場しており、ケンプから危機に陥ったミュラー艦隊を救うよう命令されている。以降、登場はなく動向は不明。
フーセネガー (Fußenegger)
声 - 依田英助(旧) / 城岡祐介(D)
ケンプの幕僚（参謀長）。中将。のち大本営情報主任参謀。
第8次イゼルローン攻防戦の終盤において登場し、ケンプに撤退を進言する（そこでケンプが要塞に要塞をぶつける案を思いつき、同戦役の最後のシーンに移る）。その後、致命傷を負って死を覚悟したケンプに要塞から撤退するよう命令され、ミュラーにケンプの最期を伝える。その後の去就は不明だが、物語後半の回廊の戦いにおいて大本営情報主任参謀として再登場している。
モルト (Molt)
声 - 鈴木勝美(旧)  / 麻生智久(D)
リップシュタット戦役時の帝都駐留部隊司令官。のち宮廷警備最高責任者（職責上はケスラーの部下）。
誠実で重厚な初老の武人。用兵の名人というタイプではないが、リップシュタット戦役で帝都の留守居役を任されるなど、ラインハルトから信頼される。ラインハルトが事実上帝国の実権を握った後には宮廷警備の責任者となる。後の幼帝誘拐事件においては、事前に計画を察知したラインハルトより、たとえ赦しても責任を感じて自裁してしまうだろうと危惧される（まったく瑕疵がないモルトを死なせてしまうことはラインハルトに陰謀を見逃すことを躊躇させる）。誘拐発生後、やはり正式な処分前に自殺してしまい、彼の名誉と遺族を保護するようラインハルトから通達される。
グレーザー (Graeser)
声 - 亀井三郎(旧)
陸戦隊指揮官。大佐。第4巻9章の登場人物。
帝国によるフェザーン占領において、同盟弁務官事務所の制圧の命令を受ける。しかし、ユリアンの策によって足止めされ、最重要であったコンピューターの情報確保にも失敗し、歯ぎしりを立てる。
ゾンバルト (Sombardt)
声 - 加門良(旧)
少将。第5巻6章の登場人物。
若手将校の一人で、「神々の黄昏」作戦において功への焦りからラインハルトにウルヴァシーへの物資輸送船団の護衛を直訴し、その任を受ける。その際、ラインハルトから補給の重要性や敵が狙ってくる危険性を再三注意されるが、失敗したら自らの命をもって全軍の綱紀粛正の材料として欲しいと高言を吐く。無能ではなかったものの、自身の適性には合わない輸送護衛の任務から油断し、ヤンのゲリラ戦法の餌食となる。生還を果たすものの、何度も注意されたにもかかわらず油断したことや、その高言によって毒による自裁を命じられる。
OVA版では帝国暦490年の新年のパーティーにてトゥルナイゼンとの会話シーンが追加されている。この会話中で同年代でミュラーだけが昇進したことに対して不満や功に焦った発言をしており、上記のエピソードの印象を強めるものとなっている。
ラッツェル (Lattzer)
声 - 相沢正輝(旧)
レンネンカンプの部下。大佐。第6巻の登場人物。
バーラトの和約体制下においてレンネンカンプ高等弁務官の命令でヤン家の監視にあたった軍人。実直な人物であるがゆえに、私怨に近いレンネンカンプに反感を覚え、むしろ監視対象であるヤンに好感を抱く（ヤンも彼の立場を慮って友好的に接する）。その後、根拠薄弱な密告状を信用するレンネンカンプを諫言し、極めて論理的にヤンの反乱はありえないと指摘する（しかしレンネンカンプはこの告発状を根拠にヤンを逮捕させ、一連の騒動が起こる）。レンネンカンプ誘拐後にはミュラーに事のあらましを報告し、「あえて平地に乱をおこすもの」と一連の騒動がレンネンカンプに原因があったことの証人となる。
その後、ヤン暗殺事件においてミュラーがイゼルローンに弔問した際にも、その随行員の中に彼の名前がある。
オットー・ヴェーラー (Otto Wehler)
声 - 上田敏也(旧・第70話)
ルッツの部下。中将。第7巻5章の登場人物。
第10次イゼルローン攻防戦において、ヤン側の罠で要塞から誘い出されたルッツに代わり、要塞防衛の最高司令官となる。前もって仕込まれていた要塞システム無効化のキーワードによって手も足も出ない状態に追い込まれ、ユリアンの降伏勧告に対して部下の安全な退去を要求して受諾する。その後、要塞失陥の責任をとり、司令室でピストル自殺する。その際に自らの血で汚さないようテーブルクロスを引くなどの事後の配慮を行っており、ユリアンから敬服される。
アルフレット・アロイス・ヴィンクラー (Alfred Alois Winkler)
ウルヴァシー基地司令官。中将。第9巻の登場人物。
ラインハルトのハイネセン御幸の際、道中で頼ったウルヴァシー基地の最高指揮官。能力と閲歴を買われてその重責を担ったが、地球教の陰謀によってサイオキシン麻薬の中毒者にされ、ウルヴァシー事件に関与したことが示唆される。事件後は行方不明となり、死体も発見されなかった。グリルパルツァーの捜査では軍医のカルテによって上記の麻薬中毒の症状を見せていたことまでは判明していたが、それ以上の情報はなく捜査は行き詰まり、ロイエンタール叛逆事件に発展することになる。
マインホフ (Meinhof)
声 - 成田剣(旧)
ウルヴァシー基地の兵長。第9巻5章の登場人物。
ウルヴァシー事件において10億帝国マルクの懸賞金に目がくらみ、仲間達と共にラインハルトの命を狙う。しかし、土壇場で思い直して味方を撃ち殺し、ラインハルトに謝罪する。その場でラインハルトに赦されると軍曹に任命され、ブリュンヒルトへの案内役となるも、間もなく別の襲撃者に襲われて射殺される。
ホフマイスター (Hoffmeister)
声 - 山野史人(旧)
元ファーレンハイト麾下で、ビッテンフェルト麾下の提督。中将。第9巻7章の登場人物。
ファーレンハイト麾下の勇将として知られた提督。ファーレンハイトの戦死後、同艦隊はビッテンフェルト艦隊に吸収されていたが、第2次ランテマリオ会戦に登場し、故ファーレンハイトの勇名を辱めるなと激励して旧来の黒色槍騎兵たちと功を競い合う。その勢いのままにロイエンタールの巧妙な用兵策を食い破り、普段冷静な彼を唖然とさせ、失笑させかける。
ヴァーゲンザイル (Wagenseil)
声 - 山口健(旧)
艦隊司令官。大将。10巻2章の登場人物（名前だけは大親征時にも登場し、グリルパルツァー、クナップシュタイン両艦隊に次ぐ位置で艦隊を指揮している）。
イゼルローン回廊帝国方面の警備を担当していた艦隊司令官。イゼルローン革命軍から攻撃を受けると、ヤン亡き後の敵を捨犬と侮蔑して舐めてかかり、そのまま第11次イゼルローン攻防戦に発展する。第5次イゼルローン攻防戦でのシトレの並行追撃策を採用して意気揚々と挑むものの、ユリアンも策を熟知しておりトゥールハンマーの射程内に引きずりこまれてしまう。最終的には自らの危機も厭わないワーレンの救援で生還を果たすものの、自身はワーレンを狙う別働隊の存在を知らせる余裕もないほど慌て、結果、ワーレン艦隊は大きな損害を被ってしまう。
この戦いはローエングラム陣営の主要提督らにヤン亡き後もイゼルローン軍は手強い存在であることを示すと同時に、ヴァーゲンザイルの醜態は帝国軍の上級大将と大将の間の能力格差を目立たせ、ミッターマイヤーに危惧される。
ヤーコプ・ハウプトマン (Jakob Hauptmann)
声 - 掛川裕彦(旧)
少佐（後に大佐）。OVA版のオリジナル人物。
元はフェルナーの部下で、彼によるリップシュタット戦役前夜のシュワルツェンの館襲撃に参加する。その後、ラインハルトの部下となったフェルナーの命令でスパイとして貴族連合軍の一員を装いガイエスブルク要塞に潜入し工作活動を行う。特にヴェスターラントへの核攻撃に関して説得に失敗したアンスバッハの嘆きをブランシュヴァイク公に密告した当人であり、これによって聡明なアンスバッハを指揮中枢から遠ざけさせるという功績をあげる（原作では密告した者がいると記述される）。また最終決戦時には要塞の主砲制御室の守備兵を説得し降伏させる。
ローエングラム朝でもフェルナーの部下であり、ラグプール刑務所の暴動鎮圧で彼を補佐する。
クルト (Kurt)
声 - 屋良有作(我・旧)
伍長。戦艦の砲手。当初はブリュンヒルト、5話ではキルヒアイス艦隊の高速戦艦に所属。OVA版のオリジナル人物。
戦いの意義やキルヒアイスの戦術を後輩のトニオに説いて聞かせるという形で、視聴者への解説役を務める。『わが征くは星の大海』では出撃前夜の上陸時にトニオと行動を共にし、若く美人のホステスが飾り窓にいるクラブに入ったが、直後、熟女の群れに取り囲まれるというコメディリリーフ役も務める。アスターテ会戦時には既に左腕が義手になっていた（いつ負傷したのかは不明）。
トニオ (Tonio)
声 - 小林通孝(我・旧)
二等兵。ミューゼル艦隊の兵士。OVA版のオリジナル人物。
状況をよく理解できておらず、クルトから説明を聞くという形で視聴者への解説役を務める。『わが征くは星の大海』では前夜に遊びすぎて戦闘の最中に眠りこけてしまい、戦闘が終わった途端に目が覚めたというコメディリリーフ役も務める。
ルイ・ヘルム (Louis Helm)
声 - 菊池正美(我)
中尉。ミューゼル艦隊に所属する巡航艦ニューベのオペレーター。『わが征くは星の大海』に登場するオリジナル人物。
イゼルローン要塞のクラブで他の艦隊の士官が口にしたラインハルトへの誹謗に反発して殴りかかるが、キルヒアイスに止められる。第4次ティアマト会戦ではミューゼル艦隊に前進命令を出して自らは動かない本隊に憤る。
ウイン・ファンデンベルグ (Winn Vandenberg)
声 - 堀内賢雄(我)
少尉。ミューゼル艦隊に所属する巡航艦ニューベのオペレーター。『わが征くは星の大海』に登場するオリジナル人物。
巡航艦ニューベのオペレーター。第4次ティアマト会戦前、ルイ・ヘルムの引き起こした喧嘩に加わり、キルヒアイスに止められる。会戦中にはルイとともにミューゼル艦隊の扱いに憤る。

### ラインハルトの直属艦隊の提督及びブリュンヒルト艦長
イザーク・フェルナンド・フォン・トゥルナイゼン (Isaac Fernand von Turneisen)
声 - 大滝進矢(旧)
ラインハルト直属の艦艇司令官。元ケンプ麾下。中将。
”神々の黄昏”作戦におけるラインハルト直属艦隊の提督の一人。グリルパルツァー、バイエルラインと共に将来を嘱望される若手提督の一人としても挙げられる。ラインハルトとは同年齢で（そのため少壮のローエングラム陣営の中でも最年少の高級士官）、幼年学校時代の同級生でもあり、首席のラインハルトに次ぐ優等生集団に属していた。その後、士官学校では俊英と評されるも中途退学すると前線指揮官や作戦参謀として実戦経験を積み、リップシュタット戦役ではラインハルトに与してその見識の高さを示す。現職の前にはケンプ艦隊麾下で少なくない功績を挙げたという。しかし、無能でこそないものの、過度にラインハルトを羨望している節があり、彼の模倣者であろうとしていることをヒルダから危惧される。また、その高い戦意と野心も悪い方向に働いてしまう。作中で本格的に登場したのはバーミリオン会戦であるが、序盤から戦列を乱してラインハルトに激怒され、その後もヤンの機略によって包囲殲滅を受け危機に瀕するなど、終始足手まといとなる。戦後、登場することはなく、物語終盤においてバーミリオン会戦の失敗により閑職に左遷されていたことが判明する。
ウェルナー・アルトリンゲン (Werner Altringen)
声 - 飯田道朗(旧:第52話)
元キルヒアイス麾下の提督で、ラインハルト直属艦隊の司令官。中将。
”神々の黄昏”作戦におけるラインハルト直属艦隊の提督の一人。人物描写はなく不明。元はキルヒアイス麾下で、第8次イゼルローン攻防戦の頃にブラウヒッチやザウケンと共にラインハルト麾下に転属する。バーミリオン会戦においては、他の同僚提督の艦隊と共にヤンの罠に掛かり、最終的にはブラウヒッチ艦隊と共に「軍隊の残骸」と呼称されるほどに壊滅させられる。以降は登場せず、生死も不明。
OVA版では以後も大本営直属の指揮官として何度か登場する。
ロルフ・オットー・ブラウヒッチ (Rolf Otto Brauhitsch)
声 - 松田重治(旧)
元キルヒアイス麾下の提督で、ラインハルト直属艦隊の司令官。中将（のち大将）。
”神々の黄昏”作戦におけるラインハルト直属艦隊の提督の一人。前線でも後方でも一流の処理能力を有し、用意周到な事前準備と本番での勇敢な活躍で若くして高位にあると説明される（自分が行った準備を忘れて無闇に突進するとも評される）。元はキルヒアイス麾下で（キフォイザー会戦にも参加していたとある）、第8次イゼルローン攻防戦の頃にアルトリンゲンやザウケンと共にラインハルト麾下に転属する。バーミリオン会戦においては、その前段において先行偵察部隊からの些細な情報を無視することなく、情報分析によって敵主力の位置を割り出すという功績を挙げ、戦場がバーミリオン星域になることを決める。本戦では他の同僚提督の艦隊と共にヤンの罠に掛かり、最終的にはアルトリンゲン艦隊と共に「軍隊の残骸」と呼称されるほどに壊滅させられる。その後、ラインハルト直属艦隊の提督では唯一回廊の戦いにも登場し（大将）、本隊の先鋒を務め、ヤン達が敷設した機雷原の除去を行う。敵の集中砲火を浴びるものの予め授けられていたラインハルトの策によって被害を最小限に抑える。
ディートリッヒ・ザウケン (Dietrich Sauken)
声 - 長克巳(旧:第52話)
元キルヒアイス麾下の提督で、ラインハルト直属艦隊の司令官。中将。
本編中に人物描写はないが歳は30代で、第8次イゼルローン攻防戦の頃にアルトリンゲンやブラウヒッチと共にラインハルト麾下に転属した提督。しかし、ラグナロック作戦には登場せず、去就は不明。捕虜交換式ではベルゲングリューン、ジンツァーと共にキルヒアイスに同行している。
OVA版では”神々の黄昏”作戦にラインハルト直属艦隊の司令官の一人として登場しており、バーミリオン星域会戦では原作の他の提督らと同じくヤンの囮作戦にかかる。
カルナップ (Karnapp)
声 - 山本龍二(旧)
ラインハルト直属艦隊の司令官。中将。
ラグナロック作戦におけるラインハルト直属艦隊の提督の一人。人物描写はなく不明。バーミリオン会戦において、他の同僚提督の艦隊と共にヤンの罠に掛かり、包囲殲滅を受けて長時間の苦闘を強いられる。24時間以上の死闘の末にラインハルト本隊に救援を求めるが、「吾に余剰兵力なし。そこで戦死せよ」の命令を受け、死兵となって最後の強行突破に臨む。うまく行けば包囲網を瓦解させるほどのものであったが、むしろこの動きを利用したヤンの巧妙な用兵術によって、自身は一点集中砲火を浴び戦死した上に包囲の外にいた救援部隊も巻き込んで被害を拡大させられる。
グリューネマン (Grunemann)
声 - 田原アルノ(旧:第52話)
ラインハルト直属艦隊の司令官。中将（のち大将）。
ラグナロック作戦におけるラインハルト直属艦隊の提督の一人。人物描写はなく不明。バーミリオン会戦において、他の同僚提督の艦隊と共にヤンの罠に掛かり、包囲殲滅を受けて長時間の苦闘を強いられる。戦闘中に負傷して指揮を参謀長に譲るも生還を果たす。ロイエンタール叛逆事件頃に長期療養から復帰して戦死したルッツに代わってその艦隊を引き継ぎ、不在のメックリンガーに代わって旧帝国本土の治安維持を任される。
ロイシュナー (Leuschner)
ブリュンヒルト艦長（2代目）。大佐。
シュタインメッツの後任としてブリュンヒルトの2代目艦長となった人物。作中では詳しい説明はなく、アスターテ会戦時は現職にあったが、第8次イゼルローン攻防戦の頃には艦長職は既にニーメラーとなっている。
ニーメラー (Niemeller)
ブリュンヒルト艦長（3代目）。中佐。
ロイシュナーの後任としてブリュンヒルトの3代目艦長となった人物。作中では詳しい説明はなく、第8次イゼルローン攻防戦の前段となるガイエスブルク要塞のワープ実験の際に名前が出てくる。回廊の戦い時には艦長職は既にザイドリッツとなっている（具体的にいつ交代したかは不明だが、回廊の戦い時点でザイドリッツが最も長く、ロイシュナーとニーメラーは短期間で交代したとある）。
ジークベルト・ザイドリッツ (Siegbert Seidritz)
声 - 村田則男(旧)
ブリュンヒルト艦長（4代目）。准将。31歳。
ニーメラーの後任としてブリュンヒルトの4代目艦長となった人物。ザイドリッツの頃はローエングラム王朝となっており、移動する大本営を運用する最高責任者という重職であることから、艦長職としては異例の将官の地位にある。ブリュンヒルトの艦長として完璧に近い能力の所有者と評され、参加したすべての遠征、すべての戦闘でラインハルトを満足させたという。ザイドリッツ家の当主は6代続けて地上で死ななかったと誇る生粋の宇宙船乗りで乗員の信頼も厚い（唯一、酔うと陰気な歌を愛唱するのが欠点とされる）。登場自体は回廊の戦いが初だが、その時点で前任のロイシュナーやニーメラーよりも長く在職していたとあり、以降、物語最後のシヴァ星域の戦いまでブリュンヒルト艦長として登場する。
初期の版では回廊の戦いにおいて、シュタインメッツの後を受けた2代目艦長と記述されていた。後にロイシュナーやニーメラーがいたことを踏まえ上記のように4代目と修正されている。

### 憲兵隊
ブレンターノ (Brentahno)
声 - 岩田安生(旧:第109話)
憲兵副総監。大将。第7巻9章の登場人物。
ハイネセン大火の折に、原因は失火（事故）であったが、人心安定の名目で憂国騎士団を犯人に仕立て上げる。何ら証拠のない不当な弾圧であったものの、かつて地球教と関わりがあったと判明するに及んで軍事行動は正当化され、18000余りを検挙、5200名射殺、1000名逃亡して憂国騎士団を壊滅させる。多くの武器が発見されたことも弾圧を正当化させ、治安責任者として後の禍根を断つことに成功する。
藤崎版では、オーベルシュタインの指示を受けて憂国騎士団を犯人に仕立て上げたことになっている。
パウマン (Paumann)
声 - 伊藤栄次(旧:第57話)
キュンメル事件における武装憲兵隊の地区責任者。准将（のち少将）。第6巻1章の登場人物。
元装甲擲弾兵という経歴を持つ少壮の士官。キュンメル事件の発生時、キュンメル邸に近い地区責任者であったことからケスラーの命令を受けて事態の対処にあたる。その際、動転することなく冷静に動き、犯人に気づかれないよう現場から1キロ離れた場所から部下2400名と共に裸足で駆けつけさせるなど機転の効いた行動を見せる。ケスラーが生え抜きの憲兵より戦場の勇者を好む性格ということもあって、後には彼の直属の部下として少将に出世し、アンネローゼの護衛任務という重職についている。
ラフト (Raft)
声 - 中村秀利(旧:第57話)
憲兵隊准将。第6巻1章の登場人物。
キュンメル事件の発生に際して、ケスラーの命令を受け、1600名の武装憲兵隊を率いて地球教オーディン支部制圧を担当する。壮絶な銃撃戦で味方に死傷者も出る中、支部長ゴドウィン大主教の確保に成功する。

### ローエングラム朝の官僚・行政官
フランツ・フォン・マリーンドルフ (Franz von Mariendorf)
声 - 中村正(旧) / 田中正彦(D)
伯爵家当主。ヒルダの父。後にローエングラム朝の初代国務尚書。
門閥貴族の一員だが温和で良識的な人柄を持ち、貴族や領民からも信望のある人物。親族であるキュンメル家の後見も務め、その財産に一切手を付けることがなかった誠実さと公明正大さも持つ。また、単に温和なだけではなく、世俗のことに無能でもないと評され、ヒルダはその誠実さは深い知性と洞察力に裏付けられたものだと評する。ラインハルトとヒルダが一夜を共にした際には、その様子からいち早く事情を察し、聡明ながら恋には疎い2人を大人の見識で穏便に対応する。物語への初登場はカストロプ動乱で、カストロプ家と縁戚であったこととその人柄から説得に赴くも逆に拘禁され、領地をカストロプ家に占領される。最終的に討伐軍を率いるキルヒアイスに救出され、これが後に一人娘ヒルダがローエングラム陣営と縁を持つきっかけになる。一人娘のヒルダを評価する良き父であり、後述のようにリップシュタット戦役において聡明な彼女に判断を一任する。ローエングラム陣営の重鎮貴族となって、後にローエングラム朝が成立すると初代国務尚書となり、必要以上の華美を好まない性格などがラインハルトの好みとも一致し、信頼される。
物語への初登場は名前が登場するのみであるが、上記の通りカストロプ動乱である。その後、リップシュタット戦役において中立を第一希望としつつ、おそらく叶わないため帝国貴族の責務として貴族連合に加わるつもりであったがヒルダに説得され、彼女に全権を委ねることにする。その先見の明によって、戦役後はローエングラム陣営の有力貴族となり、ローエングラム朝が成立すると初代国務尚書となる。あくまで臣下としての親切心からラインハルトに結婚を勧めたが、これが娘ヒルダを皇妃にしたい口実だとオーベルシュタインに警戒されたことや、キュンメル事件を除けば、職務を大過なく遂行する。ヒルダがラインハルトの子を身籠り婚約すると、皇太子の祖父にあたる立場の人物が宰相級の地位にいるべきではないとして辞意を表明し、後任にミッターマイヤーを推薦する。ただし、ラインハルトから後任が決まるまでとして遺留され、結果としては物語の最後まで国務尚書の地位にあった。
各派生作品ではカストロプ動乱の掘り下げに伴い、同動乱における登場シーンが原作よりも多い。
ハイドリッヒ・ラング (Heydrich Lang)
声 - 高木均(旧:第41話) → 石田太郎(旧:第64 - 98話) / 野中秀哲(D)
内務省内国安全保障局長（後に内務次官を兼任）。元内務省社会秩序維持局長官（ゴールデンバウム朝）。
ゴールデンバウム朝において、いわゆる秘密警察の長として恐れられた人物。40手前で禿頭だが、唇は赤く肌艶もよく、背が低い割に頭部が大きくて肉付きが良いという赤ん坊を想起させるような外見をしており、およそ秘密警察の長には見えない。声は年相応に低く、そのギャップは尋問に役立ってきたという。社会秩序の維持を名目に、政治犯・思想犯・国事犯の取り締まり、言論活動の監視・弾圧などを行い、旧体制の恐怖政治を代表するような人物であったが、その職務には有能かつ私情を交えず潔癖であったことから粛清されず、ローエングラム朝成立後も、謀略の必要性を強く考えるオーベルシュタインの推薦で、秘密警察という役割をそのままに新設された内国安全保障局長として採用される。人格的に清廉な人物が多いローエングラム朝の幹部達からは、その役職や来歴などからオーベルシュタインと共に嫌われており、何か策謀の影が見えると首謀者として疑われることが多い。一方で私人としては好人物であり、長年、匿名で福祉関係に寄付する篤志家としての一面や、妻子を大事にする良き家庭人であるなど、むしろ私人としてはラインハルトやロイエンタールよりよほど恵まれていたと評される。物語後半に後述の経緯からロイエンタールを逆恨みし、私情から彼を貶めようと暗躍、その果てにルビンスキーと組んだがために彼から野心や無意識の罪悪感を焚き付けられ操作される形となってしまう。
本編登場以前はゴールデンバウム朝の恐怖政治の代名詞であった社会秩序維持局の長官として一般市民から恐れられていた人物であったが、上述の通り、そこに私情を挟んだり、役職を利用して私腹を肥やそうとしたことはなく、あくまで公務に忠実であった。そのためにオーベルシュタインの身辺調査もパスして新政府に採用された経緯を持ち、新政府での取り締まり対象はもっぱら旧帝国時代の不平貴族などに移して、政権の方針には忠実な様子をみせる。ところが、新帝国暦1年のレンネンカンプの拉致に端を発する軍最高幹部会議に、本来は上級大将級以上のみ出席を許されるにもかかわらず出席し、さらに不在の皇帝の威を借って元帥同士の話に割り込み、彼らの正論を批判したことで、ロイエンタールに激しく罵倒され、議場から排斥される。これを逆恨みしてロイエンタールを貶めるために、エルフリーデを使った策謀を行い、さらに国事犯ルビンスキーとも手を組む。結果、ルビンスキーに操作される形となって、無実のボルテックを謀殺したためルッツに嫌疑を抱かれる。物語終盤ではオーベルシュタインさえも排除し、帝国宰相の地位を狙っている野望も吐露するようになる。最終的にロイエンタールに叛乱を起こさせることまで成功したが、ルッツが依頼したケスラーの調査書によってボルテック謀殺の件で間もなく憲兵隊に逮捕される。当初は黙秘を通したが、ロイエンタールの死が伝わると、自白とは言い難い自己弁護と責任転嫁によって内幕を明かし、その罪で死刑に処される。
OVA版では童顔の設定はなく、年相応の顔つきとなっている。
インターネット上では「久々にﾜﾛﾀ」と発言するラングのアスキーアートが有名であり、徳間書店が発売する公式LINEスタンプにも採用されている。
ブルーノ・フォン・シルヴァーベルヒ (Bruno von Schilverberch)
声 - 山寺宏一(旧)
工部尚書。非公式の帝国首都建設長官。
33歳の若さで巨大な工部省のトップを任された非常に有能な人物。文治面でのラインハルトの片腕になると目されていた。また自信家で、やがて自らの才で帝国宰相の座に伸し上がることを公言する野心家でもある。
自らの才を生かして後世に名を残そうと考え、ラインハルトが権力を握ると彼に出仕し、初代工部尚書に任命される。すぐに頭角を現すと、新王朝の建設、社会資本の整備と産業基盤の整備などを一手に引き受け、寝食を自らの執務室で行う激務をこなす。フェザーンにおいては首都移転やそれに伴う都市整備、そして新王朝の宮殿「獅子の泉（ルーヴェンブルン）」の建設などを指揮するが、新帝国暦2年4月19日、ワーレンとルッツの歓送迎会で発生した爆弾テロに巻き込まれ死亡する。
グルック (Gruck)
声 - 後藤敦(旧)
工部省次官（後に工部尚書）。
中年の官僚政治家。ラインハルトの成功した人事の例に挙げられる。逸材のシルヴァーベルヒには劣るが、堅実で有能な人物。一時はシルヴァーベルヒと比べて自信を喪失し辞職を願い出るが、工部省改革後に必要な人材と見られており、ラインハルトから慰留される。シルヴァーベルヒの死後、職務を代行したのち工部尚書となった。
シルヴァーベルヒの亡き後に工部尚書に就任。工部尚書となると、中断していた「獅子の泉」の建設再開をラインハルトに具申し、その際、華美な生活に興味がないラインハルトが難色を示すと「皇帝の私生活が質素すぎると臣下が贅沢出来ない」と進言する。
カール・ブラッケ (Karl Bracke)
声 - 藤城裕士(旧) / こぶしのぶゆき(D)
民政尚書。貴族であるが、その政治姿勢からあえてフォンの称号を外している。
前王朝において革新派・開明派と呼ばれたグループの指導者の1人。ラインハルトが政権を握った際にリヒターと共に登用された人物で、ローエングラム王朝成立後、初代民政尚書に任ぜられる。
ラインハルトによって自身の手腕が発揮できる反面、たとえ名君であろうと独裁体制であることには非常に不服的。帝国軍が外征を繰り返すことに人命と国費の浪費と発言するなど度々辛辣な批判をしており、オーベルシュタインに次いで、ラインハルトへの批判を憚らないとも評される。正論ではあるが、不用意な発言が地球教などの反皇帝派に利用されないかケスラーやワーレンに心配されている。
オイゲン・リヒター (Eugen Richter)
声 - 辻村真人(旧) / 櫻井トオル(D)
財務尚書。貴族であるが、その政治姿勢からあえてフォンの称号を外している。
前王朝において革新派・開明派と呼ばれたグループの指導者の1人。ラインハルトが政権を握った際にブラッケと共に登用された人物で、ローエングラム王朝成立後、初代財務尚書に任ぜられる。
ブラッケと同じくラインハルトに心服しているわけではないが、彼とは違い穏健的。ラインハルトが名君である内に、暴君となった時に対抗できる人材を育てようとブラッケを説き伏せる（道原版ではラインハルト自らが述べた言葉になっている）。
ブルックドルフ (Bruckdorf)
声 - 中江真司(旧)
元大審院判事。司法尚書。法学博士。
緻密な頭脳と厳正な政治姿勢の所有者と評され、40歳過ぎたばかりの法律家としては少壮の身ながら、ローエングラム朝が成立するとラインハルトより初代司法尚書に抜擢される。本編開始以前の大審院判事時代にはグリューネワルト伯爵夫人暗殺未遂事件に関わり、ベーネミュンデ侯爵夫人の自裁に立ち会っている（ここでラインハルトと出会っている）。その厳格さで信頼される反面、その性格ゆえに日頃からロイエンタールの漁色をよく思っていなかったことや、健全な国家のために軍部独裁の傾向を是正しようと考えており、それを後述のラングに利用された面もある。
同盟滅亡後、回廊の戦いの直前の帝国暦2年にオーデッツが流したロイエンタール謀反の噂を調査することになる。上記の私的な感情もあったが、あくまで調査は厳格であり、噂はまったく信じず、わざわざフェザーンに臨時執務室を設けて自ら直接を調査を行い、彼がリヒテンラーデ一族のエルフリーデを囲っていたことを見つけ出す。しかし、それすらもラング（あるいはオーベルシュタイン）の罠と考えるほどの慎重さを見せるが、エルフリーデがロイエンタールの子を宿したことや、彼の叛意を偽証したため報告せざるを得ず、その報告書がラングに利用されてしまう。ラングに激怒するも、法律至上の罠に足をとられた自分自身の愚劣な失敗として潔く退く。
ウド・デイター・フンメル (Udo Dater Fummel)
バーラトの和約後の同盟駐在高等弁務官首席補佐官。
法知識に富み、行政処理能力に優れた勤勉実直な人物。独創性は乏しかったとされるが、むしろそれは軍事占領行政には有益なもので、高等弁務官であるレンネンカンプにとって満足すべき補佐役と評される。その期待通りに着任早々に同盟の法律や法令を調査して把握し、ヤンを貶めたいレンネンカンプに対し、同盟の法に基づく的確な（そして法の穴を突くような）法的助言を与える。しかし、結果として策を採用したレンネンカンプは、ヤン奪還に関わる一連の騒動の末に自縊を選ぶことになる。その後、レンネンカンプの死を大義名分に起こった”大親征”において同盟のロックウェルらがレベロを暗殺したのはフンメルが教唆したからだと判明する。卑劣な勝利を嫌うラインハルトから出頭命令を受けてこれを詰問されると「陛下の御手をわずらわせることを恐れた」と答え、それに対し、それならレンネンカンプの軽挙を制するべきだったと返されて即日更迭され、オーディンへ送還される。
実はオーベルシュタインと繋がっており、レンネンカンプの言動や勤務実態を報告する密命を受けていた。
ユリウス・エルスハイマー (Julius Elsheimer)
声 - 鈴木清信(旧)
技術官僚。民政省次官と内務省次官を経てノイエ・ラント総督府民事長官。ルッツの義弟(妹婿)。
高い行政処理能力を持ち、民政省次官と内務省次官を短期間歴任した後に、ラインハルトの推挙によってノイエ・ラントの民事長官に就任する。ロイエンタールの内政面の補佐役として信頼される。ウルヴァシー事件に端を発するロイエンタールの反乱が起こると、ロイエンタールの協力要請を恐怖に震えながらも頑なに拒否した上に義兄ルッツの死の責任を追及し、逆にロイエンタールから「文官ながら胆力の据わった男」と評価される。そして軟禁に留められた上に、エルスハイマーが反乱に加担しなかったことを保証する手紙を渡される。第2次ランテマリオ会戦後は致命傷を負って帰還したロイエンタールより後事を託され、これを謹んで受ける。
ニコラス・ボルテック
フェザーン代理総督。
→銀河英雄伝説の登場人物・その他#フェザーン自治領
ヨブ・トリューニヒト
ノイエ・ラント高等参事官。

## 主要人物の家族・縁者
エヴァンゼリン・ミッターマイヤー (Ewanselin Mittermeyer)
声 - 山本百合子(旧) / 潘めぐみ(D)
ミッターマイヤーの妻。愛称「エヴァ」。
クリーム色の髪とすみれ色の瞳とバラ色の頬をした明るく献身的な女性。ミッターマイヤーの母の遠縁にあたり、12歳の時に彼女の父の戦死によってミッターマイヤー家に引き取られた。当時、士官学校2年生（16歳）であったミッターマイヤーが実家に帰省した歳に出会い、互いに惹かれ合ってその7年後にミッターマイヤーからのプロポーズでようやく結婚に至る（本編開始の6年前にあたる）。仲睦まじい夫婦だが、子供には恵まれなかった。
ロイエンタールの叛乱後、ロイエンタールとエルフリーデとの間に生まれた子供を引き取りたいという夫の提案を快く賛同し、「幸福」を意味するフェリックスと名付けて養育する。同時にロイエンタールの元従卒ハインリッヒ・ランベルツ（直前に両親を亡くしていた）の保護者にもなる。また、ラインハルト・ヒルダ夫妻からも婚姻生活の先達者として信頼を受けており、彼らの話し相手となる。
フェリックス・ミッターマイヤー (Felix Mittermeyer)
声 - 半場友恵(旧)
ロイエンタールとエルフリーデの息子で、後にミッターマイヤー夫婦の養子。新帝国暦2年5月2日生まれ。
ロイエンタールと、家に居着いたエルフリーデとの間にできた息子。瞳の色は両方とも青。第7巻9章においてラングがロイエンタールに仕掛けた策謀で登場したエルフリーデが身籠った子であり、その後にラインハルトの計らいで無事に出産されていた。後述の経緯から後にミッターマイヤー家の養子となり、エヴァンゼリンによってフェリックス（古い言葉で「幸福」を意味している）と名づけられる。姓はミッターマイヤーだが、ミッターマイヤーは実父・ロイエンタールが素晴らしい男であったことをいずれ教え、彼が成人して自らの考えと価値観を持った時、実父の姓を名乗らせてもいいと考えている。
出産後間もなくエルフリーデが子供を連れて姿を消したために行方不明となる（その間は母子共にルビンスキーの隠れ家に匿われていた）。第2次ランテマリオ会戦後、敗北し致命傷を負って死につつあるロイエンタールの前に、母エルフリーデに連れられて現れる。初めて会った息子の瞳が「金銀妖瞳」でないことをロイエンタールに安心させ、その上で親友ミッターマイヤーの養子とすることが決められる。亡きロイエンタールの希望通りにミッターマイヤー夫妻に引き取られると、上記の通りフェリックスと名付けられる。本編最終盤、死の床にあるラインハルトの元にも彼の希望で連れてこられ、そこで生後間もない彼の息子アレクの友人になって欲しいと願われる。そこで互いに小さな手を合わせて2人の将来を暗示させ、ラインハルトを満足させる。ラインハルト崩御後、ミッターマイヤー夫妻に抱きかかえられて庭に出た際に、上空の星を取ろうとして手を伸ばし、その姿を見たミッターマイヤーがフェリックスの行く末を想うシーンで物語は終わる。
ハインリッヒ・フォン・キュンメル (Heinrich von Künmel)
声 - 三ツ矢雄二(旧) /逢坂良太(D)
男爵家当主。ヒルダの従姉弟（マリーンドルフ伯の甥）。18歳。キュンメル事件の実行犯。
先天性代謝異常という難病によって幼少よりベッドで人生の大半を過ごしてきた病弱な青年貴族。一方で知的能力は問題なく、学問全般に造詣が深く、自身と相反する存在を切望するために英雄崇拝の傾向がある。特にレオナルド・ダ・ヴィンチや魏の曹操といった複数の分野で業績を残した人物を好み、当代ではメックリンガーを尊敬している。幼少時に両親の死により家督を継ぐが、上記の問題があるため伯父のマリーンドルフ伯が後見人となっており、ヒルダとも昔から実の姉弟のように接していた。
初登場はリップシュタット戦後の第3巻4章でヒルダとメックリンガーの見舞いを受けたシーンから。病床の身ゆえにリップシュタット盟約には加わらず、家を残せたとある。18歳まではなんとか生きながらえたが、もはやこれ以上は無理だろうという死の恐怖と共に、何も残していない自分は死後に忘れ去られてしまうだろうという恐怖に襲われる。それを地球教に利用され、ラインハルト暗殺犯として歴史に名を残すために皇帝暗殺未遂事件、通称「キュンメル事件」を企てる。マリーンドルフ伯を通して自邸に皇帝即位間もないラインハルトの行幸を行わせることに成功し、ゼッフル粒子を使った自爆計画で暗殺成功寸前にまで及んだが、ラインハルトを殺すことよりも彼の命を握っているという優越感を得ることを優先したために、屈服しなかった彼に腹を立て、結果的に暗殺は失敗する。キスリングに身柄を拘束されるも、既に生命力を使い果たしており、最後に心中を独白して息絶える。後にヒルダはキュンメルは実際にラインハルトを殺すつもりはなく、人生の最後のあの数分間を得るために刺客という不名誉な役を表面上引き受けたのではないかと推測している。なお、皇帝弑逆未遂という大罪であったものの、ラインハルトの意向により、真犯人は地球教であってキュンメルはその道具に過ぎないとして、その個人の罪を問わず、これによって親族であるマリーンドルフ伯とヒルダも不問に付された（ただし、2人は自主的に謹慎している）。
マリーカ・フォン・フォイエルバッハ (Marika von Feuerbach)
声 - 久川綾(旧)
皇妃となったヒルダの侍女。物語後にケスラーの夫人。第10巻6章「柊館（シュテッヒパルム・シュロス）炎上」の登場人物。
17歳ぐらいの黒っぽい髪と瞳をした、繊細な顔だちの少女。地球教徒による柊館襲撃時にチョコレートアイスを買いに行っていたため被害を免れる。年相応に世情に疎く、素樸なところがあり、現場にいたケスラーを大佐と誤解し（さらに本当は中佐だと思っていた）、事件は自分がアイスを買いに行っていたせいと言うなど、ケスラーをやや面食らわせる。しかし、建物の間取りを覚えていたことで、事件解決に貢献する。その後、病院でケスラーと共にヒルダの出産にも立ち会い、そこで互いの名を知り、ようやく相手が憲兵総監だったと知る。出産の報を聞くと共に喜びを分かち合い、この2年後に20歳以上の歳の差ながらマリーカがケスラー夫人になったとある（自分から積極的にケスラーにアプローチしたことが示唆されている）。
祖父に教わった幸運のおまじないとして「ホクスポクス・フィジブス、ホクスポクス・フィジブス！（「凶事よ消えうせろ」の意）」という呪文を唱える（この呪文は、他の田中芳樹作品中でも見られる）。
キルヒアイスの両親
声 - 父：屋良有作、母：沢田敏子(旧) / 不明(黄)
父は司法省の下級官吏で、日夜、上司と仕事に追われ、趣味は食後の黒ビールとバルドル星系産の蘭の一種を育てることという平凡で善良な男。隣に引っ越してきたミューゼル家に対する特段の描写はないが、アンネローゼが宮廷に召された後、ラインハルトが息子キルヒアイスを帝国軍幼年学校に誘った際には反対なくこれを認める。作中特に登場することもなく、外伝では息子と月に一度は手紙（ビデオメール）を交換する程度で、直接会うことは年に1度もないという。息子の死後についても不明。
ミッターマイヤーの両親
声 - 父：松岡文雄、母：花形恵子(旧) / 不明(黄) / 父：小谷津央典、母：喜代原まり(D)
父は造園技師という一家。平民だが貴族や富裕な平民を相手に堅実な商売をしており、社会的地位や生活水準はまずまずという生活を送る。階級社会において平民は手に職をつけることが大事だと、息子にも職人の道を歩んで欲しかったらしいが、結果としては軍人として名を残すことになる。引き取った遠縁の少女エヴァンゼリン（エヴァ）と息子が両想いであることに気づいてはいたが、奥手の息子が中々告白しないことを歯がゆく感じていた。
息子とエヴァの結婚式では、父がエヴァがロイエンタールに惚れてしまうのではないかと恐れたが、母は息子も良い男だと一笑に付したという。
ロイエンタールの父
声 - 筈見純(旧)
下級貴族。元財務官僚。故人。
勤勉・実直な人物で、貴族とは名ばかりの家の出身ながら大学卒業後に財務官僚となる。しかし、そうそうに見切りをつけて職を辞し、鉱山投資で富を築く。40まで独身を貫いた後に、困窮していたマールバッハ伯爵家の三女レオノラとの縁談が持ち込まれ、その容姿に一目惚れして結婚に至る。しかし、20という歳の差や元の身分の違いによるコンプレックスから結婚生活は早々に破綻する。しかし、それでも妻レオノラを愛し、ロイエンタール誕生に伴う彼女の自殺の原因を息子に求めて逆恨みし、半ば廃人と化して酒に溺れる毎日を過ごす。物心ついたロイエンタールに「お前など生まれてこなければよかった」と罵倒し続け、彼の人格形成に大きな影響を与えた。その後、死亡し、莫大な財産を残す。
レオノラ・フォン・ロイエンタール (Leonora von Reuenthal)
声 - 元吉有希子(D)
ロイエンタールの母。マールバッハ伯爵家三女。故人。
類いまれな美貌を持つ伯爵令嬢。困窮していた上流貴族であるマールバッハ家の出身で、同家の借金を肩代わりする形でロイエンタール家に嫁ぐ。閉鎖社会の上流貴族出身らしい性格をしており、身分差や年齢差ですぐに夫との結婚生活は破綻する。夫の財力をあてにした放蕩生活と共に、とある黒い目の青年の愛人を密かに囲っていたが、やがて誕生した息子が、青い目と黒い目の「金銀妖瞳」であり、それゆえに愛人との子と短慮してその黒い瞳をナイフで抉ろうとしたが、露見して失敗し、絶望のままに自殺する。これら逸話は成長したロイエンタールに伝えられ、「女という生物は男を裏切る」という彼の女性不信や、金銀妖瞳へのコンプレックスにつながる。
クララ (Klara)
声 - 池本小百合(旧:第77話)
フェザーンでの爆弾テロで負傷したルッツを担当した看護婦。ただし原作にはルッツの婚約者の名は記されず、クララという名はOVA版のみに登場する。後にルッツと婚約したが、ルッツがウルヴァシーで死亡したため婚前未亡人となる。ラインハルトは年間10万帝国マルクの年金を下賜しようとしたが、自立能力があることを理由に固辞している。この年金はヒルダの発案によって従軍看護婦育成費と功労金の基金に充てられることになり、クララが運営委員の1人に就任した。
ラーベナルト (Rabenardt)
声 - 野本礼三(旧) / 田久保修平(D)
オーベルシュタイン家の執事。
夫婦でオーベルシュタインに仕える初老の執事。オーベルシュタインは家族を持たず、その私邸にはこの執事夫婦とダルマチアン種の老犬がいるのみとされる。猜疑心が強いオーベルシュタインにあって自分に忠実だと信頼されていた。その存在は第3巻2章で言及が有り、第4巻2章にもわずかに登場しているが名前がわかるのは、オーベルシュタインが死の間際に遺言を託すシーンである。遺言状の執行と、老い先短い老犬を好きなようさせるよう託される。
ハンス・シュテルツァー
声 - 堀之紀(旧) / 荻野晴朗(D)
マリーンドルフ伯爵家の家令。
妻(声 - 瀬畑奈津子(旧)) と共にマリーンドルフ父娘に仕える初老の家令。

## ゴールデンバウム王朝

### 皇帝・皇族
ゴールデンバウム王朝の歴代皇帝の詳細は「銀河英雄伝説の歴史上の人物#ゴールデンバウム王朝歴代皇帝」を参照
フリードリヒ4世 (Friedrich IV)
声 - 阪脩(旧) / 稲葉実(D)
第36代銀河帝国皇帝。先帝オトフリート5世の次男。63歳。
次期帝位を有望視されていた兄と弟が帝位を争って共倒れしたため即位した凡庸な人物。国政はリヒテンラーデに委ね、自らは放蕩と漁色の果てにバラの栽培に専念する、老成したというより老けて立ち枯れた生活を送る。何一つ業績らしいものは残していないが、特に悪政をしたわけでもない、いかにもゴールデンバウム王朝の末期ぶりを象徴する君主。敬愛する姉を奪ったことで、ラインハルトが憎悪する最大の対象であったが、アムリッツァ星域会戦終了直後に心臓発作で急死し、ラインハルトが自らの手を下すことはできなかった。
帝位に即く前は、無能な上に放蕩者、先帝から勘当寸前であったことから、誰からも皇帝になることはまずないと思われ、何も期待されていなかった。帝位に即いても国政には興味を示さず、結果として、宰相代理リヒテンラーデ侯や後ろ盾となったブラウンシュヴァイク公の跳梁を許すこととなった。また、皇太子時代から漁色の癖があり、皇帝になると当初は円熟した豊麗な女性を好んだが、40代半ばから一転して10代の少女を対象にし始め、アンネローゼの前は、特にベーネミュンデを寵愛していた。
暗君とされるが作中では思慮深い一面を見せることがあり、特にラインハルトを厚遇したのは、単に寵愛するアンネローゼの弟だったからではなく、的確にその能力や野心を評価していたことが示唆され、時系列上ごく初期にあたるヴァンフリート星域の会戦の時点（姉の七光りとしか見られていなった時期）で、その素質を見抜いている発言をしている。さらにはリヒテンラーデに、ラインハルトに帝国を簒奪されても構わないと断言し、不滅の国家はなく、自分の代で滅亡しても問題ないとまで言い、自分がラインハルトに殺される結末まで見据えていたような台詞を残す。また、道原版では死の間際「決めていた、何一つ決めてやるものかと」と言い残し、あえて暗愚を装っていたと示唆するシーンがある（原作とOVA版では臨終シーン自体がない）。
藤崎版では実際年齢以上に老耄とした外見の人物として描かれてる。また、生前に数度に渡り極秘裏にベーネミュンデと共に市中視察を行っていたエピソードが紹介され、また、この際に利用していた秘密通路が幼帝誘拐のエピソードで用いられる。
ルードヴィヒ
フリードリヒ4世の皇太子。故人。
フリードリヒ4世の嫡子で唯一成人した男子。非門閥貴族出身の女性との間に一子エルウィン・ヨーゼフをもうけるが間もなく病没する。
没年について外伝1巻では彼の死が引き金となり、アンネローゼが召し出されたことになっているが（つまり帝国暦477年以前に死去）、エルウィン・ヨーゼフはフリードリヒ4世が亡くなった時（帝国暦487年）に5歳になったばかりとあり（つまり帝国暦482年前後の生まれ）、矛盾が生じている。
エルウィン・ヨーゼフ2世 (Erwin Josef II)
声 - 江森浩子(旧) / 美波わかな(D)
第37代皇帝。皇太子ルードヴィヒの遺児でフリードリヒ4世の孫にあたる。後に銀河帝国正統政府皇帝。
フリードリヒ4世の急死後、利害が一致したラインハルトとリヒテンラーデによって擁立された僅か5歳の幼帝。ブラウンシュヴァイク公ら門閥貴族の跳梁を防止するための擁立であり、何ら実権がない。唯一の直系男子として甘やかされて育てられたために非常に我儘で年齢を考慮しても自制心がまったくない。
リップシュタット戦役で門閥貴族及びリヒテンラーデが失脚し、実質的にラインハルトが最高権力者となった中でも形式的な君主として君臨していた。しかし、フェザーンの思惑（と、事前に計画を察したラインハルトの策謀）によって、ランズベルク伯らに誘拐される形で同盟に亡命する形となり、銀河帝国正統政府の皇帝となる。これが対同盟宣戦布告の大義名分に使われ、またエルウィン・ヨーゼフ自身も廃位される。
同盟敗北による銀河帝国正統政府崩壊の際、ランズベルク伯に連れられて行方不明となる。2年後にランズベルクが逮捕された際に、彼がエルウィン・ヨーゼフのものと思われる幼児のミイラ化遺体を所持し、彼がそれを皇帝として敬っていたことから死亡したと判断され、公共墓地に埋葬される。ところが、後に逮捕されたシューマッハが真相を明かし、ランズベルクの元を逃げ出して行方不明となり、精神の安定を失ったランズベルクが幼児の遺体を盗んでエルウィン・ヨーゼフの遺体と思い込み始めたのだという。実際のエルウィン・ヨーゼフの足跡は行方不明のままとなる。
カザリン・ケートヘン1世 (Kasarin Katchen I)
第38代皇帝。ゴールデンバウム朝の最後の皇帝。
エルウィン・ヨーゼフ2世誘拐事件後にラインハルトが擁立したわずか生後8カ月の幼帝であり、初の女帝。ラインハルトの明白な傀儡かつ建前上の君主であり、乳児ゆえに皇帝の職務を果たすことはできず、父親のペクニッツ公爵が親権者として職務を代行する。間もなく禅譲という形でラインハルトが帝位を継ぎ、ローエングラム王朝が誕生する。また禅譲にあたって、父のペクニッツと共に身の安全や生活は保証されている。
皇族としての血筋は原作では「先々帝ルードヴィヒ3世の第3皇女の孫」となっているが、ルードヴィヒ3世なる皇帝は存在せず、OVA版では「先々帝オトフリート5世の第3皇女の孫」に修正されている。藤崎版とノイエ版は原作に準じる（道原版では皇統との血縁関係に言及していない）。
即位時の月齢は、道原版では原作と同じ8か月、藤崎版では5カ月。
シュザンナ・フォン・ベーネミュンデ (Susanna von Benemünde)
声 - 藤田淑子(旧) / 鶴ひろみ(黄)
通称ベーネミュンデ侯爵夫人。フリードリヒ4世の愛妾。子爵家令嬢。外伝の主要人物で本伝では故人。ただし、各版で時系列上の登場時期が異なる。
かつて漁色家で知られたフリードリヒ4世の寵愛を独占し、やがて皇后になるとみなされていた30歳過ぎたばかりの妙齢の女性。しかし、3度の流産の後に、新たに後宮に入ったアンネローゼ、後のグリューネワルト伯爵夫人にその地位をとって代わられて皇帝から距離を置かれ、現在では幻の皇后と称される。そのために嫉妬に狂い、再び皇帝の寵愛を受けるべくアンネローゼやその弟・ラインハルトを害そうと数々の陰謀を企てる。そのしつこさから当初ラインハルトにヘビ夫人と仇名され、後にラインハルトの苦手な食べ物に引っ掛けてチシャ夫人と呼称される。作中の現在時間軸上ではヒステリックな一面が強調されるが、共犯者のグレーザーによれば宮廷に上がった頃は、「蕾を開いたばかりの桜草にたとえられる可憐な深窓の姫君」だったという。また、3度の流産も自分の血筋を皇位につけたいブラウンシュヴァイク公やリッテンハイム侯が医師を買収して殺したという噂が流れており、彼女自身も死の間際に参加者のブラウンシュヴァイク公に毒を盛られたと主張しているが真偽は不明。
外伝におけるラインハルトの主要な敵役の一人であり、本来の標的であるアンネローゼに安易に手を出せないため、その弟を狙う策謀を企てる（「星を砕く者」「白銀の谷」「黄金の翼」）。しかし、いずれも失敗した上、正式に皇帝愛人の地位を失ったことでいよいよ暴走し、帝国暦486年5月にグリューネワルト伯爵夫人暗殺未遂事件を引き起こす。結局、暗殺計画が露見し、最期は皇帝の慈悲として毒による自裁を命じられ、当時の典礼尚書であるアイゼンフート伯爵の館で毒死する（拒絶しようとしたが無理やり飲まされる）。その死後もラインハルトの怒りは収まらなかったが、アンネローゼはベーネミュンデ侯爵夫人の哀しみを理解して許すよう諭す。
OVA版では暗殺未遂事件の時系列が変更され、本伝中のカストロプ動乱と同盟による帝国侵攻作戦の間（帝国暦486年5月末-8月頭）のエピソードになっているため本伝中に登場する（OVA第11話）。フレーゲルに操られる形でグリューネワルト伯爵夫人暗殺未遂事件を引き起こし、誘拐したアンネローゼに自ら毒を飲ませて殺そうとする。しかし、キルヒアイスらに現場に踏み込まれて失敗し、その場では脱出は果たすものの、後日、原作通り毒による自裁を皇帝より命じられる。衆人環視の中でラインハルトの顔にツバを吐いて悪態をつくなどしたが、最期は無理やり飲まされ毒死する。それ以外の本伝開始以前のエピソードもOVAの外伝で扱われており、OVAオリジナルの『決闘者』にも黒幕として登場する。
藤崎版では短編「白銀の谷」よりヘルダー大佐を使ったラインハルトの暗殺計画エピソードはあるもののグリューネワルト伯爵夫人暗殺未遂事件自体がなく、第6次イゼルローン攻防戦の論功行賞の後、突然アンネローゼの館を訪問してラインハルト、アンネローゼの両名と対面する。フリードリヒ4世崩御の時点でも存命しており、弔問の順序をアンネローゼに越され「あの女」と恨み節を言う。その後は矜持を失わず一般人に紛れて市井で細々と暮らしていたところを旧知のボルテックの訪問を受け、フェザーンに唆される形で皇帝誘拐計画に加担する。フリードリヒ4世が秘密の市中視察に使っていたという新無憂宮の極秘通路を案内し、さらに暴力的なエルウィンに自らの怪我も厭わず優しく接して心を開かせるなど、誘拐に大きく貢献する。
リヒャルト
オトフリート5世の嫡男で、フリードリヒ4世の兄。故人。
開明的ではないが、勤勉で教養に富み思慮深く有能な人物。次の皇帝として有望視されていたが、父である皇帝の弑逆を図ったとして処刑される。後に末弟クレメンツの策謀による冤罪だと発覚する。
クレメンツ
オトフリート5世の三男で、フリードリヒ4世の弟。故人。
行動力に恵まれ明朗快活、クロプシュトック侯爵ら有力貴族からの支持も厚い人物。次期皇帝の有力候補だった長兄リヒャルトの反逆罪が発覚して刑死したため、皇帝位を有力視される。ところが、それがクレメンツ自身の策謀だったと発覚したため、自由惑星同盟へ亡命しようとするが、その道中で「偶然による宇宙船の事故」によって死亡する。これによってフリードリヒ4世が皇位を継ぐことがほぼ確定した。

### ゴールデンバウム朝の官僚・行政官
クラウス・フォン・リヒテンラーデ (Klaus von Lichtenlade)
声 - 宮内幸平(旧) / 糸博(千) / 岡和男(D 邂逅) → 西村知道(D 星乱)
国務尚書、帝国宰相代理。侯爵。後に帝国宰相かつ公爵となる。75歳。
とがった鼻に雪のような銀髪、鋭いというより険しい眼光の老人。内務・宮内・財務尚書を歴任し、帝国宰相代理（事実上の帝国宰相位）として文官筆頭の地位にある。新しい政策や制度を定めたわけではないが、フリードリヒ4世が政治について一切携わらなかったことから銀河帝国の政治を一手に引き受け、それらを大過なく取り仕切ってきた有能な官吏。門閥貴族が跳梁する現状を憂いて帝国の未来を憂慮すると同時に、門閥貴族らほど、あからさまではないが、自らの地位と権力を愛している。また、急速に地位を高めるラインハルトにも危惧を抱いている。
フリードリヒ4世の逝去に際して、ブラウンシュヴァイクら門閥貴族を封じ込める好機とし、ラインハルトの協力を得て幼帝エルウィン・ヨーゼフ2世を擁立する（その際に公爵となり、慣例で長年空位であった宰相に就任、さらに摂政を兼任する） 。これによってリップシュタット戦役が起こるとラインハルトに戦争を任せ、終結後にはラインハルトを排除して権力を独占することを企図していた 。しかし、オーベルシュタインの策によりキルヒアイスの死の黒幕ということにされ、戦役終結直後にオーディンに急行したロイエンタールに逮捕・拘束される。その後、ラインハルトの指示で自殺させられ、一族は10歳以上の男子は死刑、その他の女や9歳以下の子供は流刑に処せられた。
リヒテンラーデ本人は2巻末で死ぬものの、本伝では後に姪の娘を名乗るエルフリーデ・フォン・コールラウシュが登場する。また、本編開始以前を扱った外伝にはその立場柄登場頻度が多く、特に『星を砕く者』ではベーネミュンデ侯爵夫人の対応に苦慮するシーンが多い。
ゲルラッハ (Gelrach)
声 - 八奈見乗児(旧) / 土師孝也(D)
財務尚書。子爵。
文官としてリヒテンラーデに継ぐ地位にあり、彼の側近のような人物。カストロプ動乱において担当者として登場する。エルウィン・ヨーゼフ2世が即位しリヒテンラーデ侯が帝国宰相となると副宰相となる。そしてリップシュタット戦役末にリヒテンラーデが失脚すると自主的に地位を返上することで自らと一族を守る。その後、オーベルシュタインの監視下で生活していたが、フェザーンが裏で糸を引くエルウィン・ヨーゼフ2世誘拐計画がラインハルトに知られると、ラインハルトとオーベルシュタインの談義により、事後対応の一環として、その共犯者として罪を着せられる計画が立てられる。なお、以降にゲルラッハが登場することはなく、誘拐事件の発生後にどうなったかは不明である。
OVA版では本伝においてワイツの役割だったものがゲルラッハに変更されている。またフリードリヒ4世の死（＝エルウィン・ヨーゼフ2世の即位）を境に登場しなくなる。
藤崎版では登場しない。
ヨッフェン・フォン・レムシャイド (Jochen von Lemscheid)
伯爵で門閥貴族。フェザーン駐在帝国高等弁務官。後に銀河帝国正統政府の首相兼国務尚書。
→#銀河帝国正統政府
オイゲン・フォン・カストロプ (Eugen von Kastropf)
前財務尚書。公爵。門閥貴族。故人。
15年にわたって財務尚書を務めるも、その地位を悪用して巨額の不正蓄財を行い、数多くの疑獄事件にも関わった人物。そのため平民からはもちろんの事、特権を乱用するきらいがある貴族階級からさえ「もう少し公人としての法則を守ってもらわなくては困る」と嫌悪される。貴族の犯罪に甘い帝国にあっても看過できず問題視されるも、当時の司法尚書ルーゲ伯から「見事な奇術」と皮肉られるほど、高い政治的手腕と財力を駆使して幾度となく処罰から逃れ続けていた。
帝国暦487年、自家用宇宙船の事故のため突如死亡し、カストロプ動乱の引き金となる。
藤崎版では生前の姿が描かれており、息子と同じくギリシャ風の装いをした、豊かな口髭と胸毛のある中年男性。
ワイツ (Weitz)
声 - 関口英司(D)
リヒテンラーデの政務補佐官。
3代前にようやく帝国騎士の称号を得たという寒門出身の男。宮廷政治に関わる者としては率直で無礼な言動をするが、リヒテンラーデに気に入られ、彼の補佐を務める。本編ではカストロプ動乱でわずかに登場し、その鎮圧の司令官をキルヒアイスにしたいラインハルトに買収され、リヒテンラーデにラインハルトの提案に賛成するよう意見具申を行い、実際に賛同させる。外伝において登場が増えており、ベーネミュンデ侯爵夫人に手を焼くリヒテンラーデに彼女を結婚させるなど穏当な策を具申したり、彼の手足となってグレーザーから聞き取りを行う。また、ベーネミュンデの自裁にも立ち会う。さらにベーネミュンデの問題が片付き安堵するリヒテンラーデに1つ片付けても別の問題が生まれると警句を与え、彼に奇妙な感銘を覚えさせる。
オッペンハイマー
声 - 城山知馨夫(旧:第28話)
大将で憲兵総監。伯爵。OVA版のオリジナル人物。
リップシュタット戦役終結後、ラインハルトに投降した一人。ラインハルトとの引見で、リッテンハイム侯爵の縁者だったために止む無く貴族連合軍に協力していたと弁明し、一度は許される。しかし、その場で礼として名画を贈ろうとし、一度無視されても重ねて贈ろうとしたために逆鱗に触れ、その場で贈賄の現行犯として逮捕される。その場でさらに副官に抜擢されたシュトライトを引き合いに出して免罪を乞うが、ラインハルトから「（オッペンハイマーには）惜しむべきなにものもない」と一蹴される。そして後任の憲兵総監にケスラーが充てられることとなった。
OVA版オリジナルの登場人物であり、原作での憲兵総監の名前は少なくともアスターテ会戦の祝賀式においてクラーマー大将と記述されている。

### ゴールデンバウム朝の軍人
エーレンベルク (Ehrenberg)
声 - 佐藤正治(旧) / 中庸助(D 邂逅) → 飯塚昭三(D 星乱)
元帥。フリードリヒ4世治下の軍務尚書。門閥貴族出身。
武官筆頭だが、軍人と言うより老軍官僚と言った印象が強い人物で旧式の片眼鏡（モノクル）を付けた老人（年齢は80前後）。門閥貴族出身ではあるが公人としての自身の立場はよく弁えていると同時に毅然としており、外伝では大貴族であるブラウンシュヴァイク公に、本伝では自身の拘束に来たビッテンフェルトに、堂々と接する。その職務上、あからさまな不当行為こそしないが、その公職に適う範囲で老練に物事に対処しようとし、ブラウンシュヴァイク公に要求されたミッターマイヤーの処罰も、表向きは公務死とする策謀を企てる。また、体よくミュッケンベルガーに面倒事を押しつけ、彼からあのくたばり損ないと不満をもたれる。本伝での登場は少なく、イゼルローン要塞の陥落を受けて辞表を提出するもラインハルトのとりなしで留任したのち、リップシュタット戦役前夜、ブラウンシュヴァイク公のオーディン脱出を受けたラインハルトの指示によって拘束される。
シュタインホフ (Steinhof)
声 - 勝田久(旧) / 大友龍三郎(D)
元帥。フリードリヒ4世治下の統帥本部総長。
登場は少なく、ほとんど他の三長官との会話シーンのみである。他の者達と同じく、急進するラインハルトには反感を抱く。イゼルローン要塞の陥落を受けて辞表を提出するが、ラインハルトのとりなしで留任する。その後、リップシュタット戦役開戦前夜に拘束される。
グレゴール・フォン・ミュッケンベルガー (Gregor von Mückenberger)
声 - 柴田秀勝(旧) / 沢木郁也(D)
元帥。フリードリヒ4世治下の宇宙艦隊司令長官。伯爵家の次男。乗艦はヴィルヘルミナ。
士官学校を首席で卒業し、その後長い軍歴を誇る人物。歳は50代半ばで半白の眉と半白の頬ひげに堂々たる体躯を持ち、威厳が軍服を纏ったような風格で「皇帝よりも皇帝らしい」と評される。第2次ティアマト会戦で戦死したウィルヘルム（中将）を父に持ち、大叔父のケルトリングは元帥・軍務尚書という武門の名家出身でもあり、帝国の高級軍人として完璧に近い履歴書を持つとまで評される。軍人としての能力はメルカッツの方が宇宙艦隊司令長官にふさわしいという意見もあったというが、客観的には無能ではないと評され、外伝の期間では少なくともミュッケンベルガーが現職にある間は帝国の勢力圏は安定していたと説明される。主としての登場は外伝であり、良くも悪くも武門の名門出身の高級軍人として、門閥貴族の横暴な横槍と共に、姉の七光りで出世していたとみなしていたラインハルトを嫌っていた。しかし、後述のように外伝の時系列上のエピソードを通してラインハルトの評価を改めていき、最後の第4次ティアマト会戦では帝国要人としては珍しい、ラインハルトを認める発言を行う。
時系列上の初登場は外伝『千億の星、千億の光』のヴァンフリート星域の会戦で、前年に宇宙艦隊司令長官に就任したとある。この時、初めてラインハルトと出会い、姉の七光りで出世しているという評判から彼をよく思っていなかった（一方で歯牙にもかけない存在であるがゆえに積極的に害そうという発想もない）。もっともこの頃は、ラインハルトよりも、その上官のグリンメルスハウゼンの扱いに頭を悩ます。続く第6次イゼルローン攻防戦では彼からの作戦具申を軽んじつつもその戦理を認め採用する。その後、外伝『星を砕く者』では第3次ティアマト会戦の総司令官として登場し、この頃はラインハルトの能力を部分的に認めるようになっており、そのために彼に戦功を立てさせないために後方待機を命じるなどの態度をとるようになる（結果的には兵力温存という形になり、さらに同盟のホーランド艦隊による帝国軍の混乱状態をラインハルトに救われる形になる）。惑星レグニツァ上空戦に際してはラインハルトとフレーゲルの感情的対立を制してラインハルトを出撃させ、第4次ティアマト会戦では、フレーゲルらの掣肘を受けてラインハルトを捨て駒として扱うが、逆手に取られて煮え湯を飲まされる。しかし、ラインハルトの策に結果として救われることとなり、不本意ながらラインハルトの正しさや力量を正しく評価し、なおも復讐を狙うフレーゲルを一蹴する。
本編での登場はアスターテ会戦後のラインハルトに対する元帥杖の授与式と、第7次イゼルローン攻防戦直後の2回だけである。皇帝崩御の際にラインハルトが司令長官となったとあるだけで、ミュッケンベルガーがいつ、どのような理由で職を辞したかは記されておらず、リップシュタット戦役との関わりも不明である。元帥杖授与式においては反ラインハルト派で知られたオフレッサーとの会話の中で、上記のようにラインハルトを認める旨を発言を行う。
OVA版ではもともと劇場版『わが征くは星の大海』の製作にあたって、原作上では不明確な部分を補うという観点からミュッケンベルガーをラインハルトの対立者としてクローズアップするための肉付けをしたという。この人物描写を維持する形で、以降の本伝中でも描写される形となって登場頻度が増し、特にその去就は、宇宙艦隊司令長官職をラインハルトに譲り勇退するという好人物となっている。また、来たる内戦に備え、自軍に勧誘するブラウンシュヴァイク公とリッテンハイム侯に、ラインハルトを甘く見ないように警告している。以後は登場はせず、旗艦をフレーゲルに譲ったということ以外、リップシュタット戦役への関与も見られない。
藤崎版では気骨のある軍人として一貫して描写されており、特に貴族たちの争いが軍事行動に絡むことを嫌う。また、自分を超える司令官が現れるまで退役しないと公言する。原作通り第6次イゼルローン攻防戦の活躍でラインハルトを認めるようになり、彼に今後は貴族間の政治劇に巻き込まれることを警告する。続く第3次ティアマト会戦は、原作通り後方待機を命じるものの、その理由はわざと味方を害そうとする者（ノルデン）がいる艦隊を主力に組み込めば軍全体の害になるというもので、一切の反論の余地無くラインハルトに軍令を飲ませる。原作通りの傍目には理不尽な命令も、すべてはラインハルトの実力を試すものとなっており、第4次ティアマト会戦において自分を超える者と認め、彼がローエングラム家を継ぐと同時に原作よりも早く自ら退役する。
ノイエ版はOVA版と同様に、職を辞する時にラインハルトと対面して勇退する形となっており、また、リップシュタット戦役の直前には味方に引き入れようとするオフレッサーの要請を拒否し、忠告する。
クラーゼン (Klasen)
元帥。フリードリヒ4世治下の幕僚総監。
三長官職と同じ元帥号だが、幕僚総監の説明はなく、ほぼ名前だけの登場。OVA版でも顔が何回か出るだけで、台詞もなく字幕も出ない（白髭をたくわえた人物）。なお、武官としての席次はミュッケンベルガーより高い。
ゲームにおいては、セガサターン・プレイステーション版で三長官との会話シーンに参加し、リップシュタット戦役時にエーレンベルク、シュタインホフと共に拘束され引退している。パソコン版ゲームでは、元帥であることから、三長官職に就けることもできる。
オフレッサー (Ovlesser)
上級大将で装甲擲弾兵総監。
→#貴族連合軍の軍人
ウィリバルト・ヨアヒム・フォン・メルカッツ
大将（後に上級大将）。艦隊司令官。リップシュタット戦役で貴族連合軍の実戦総司令官を務め、後に同盟に亡命。ヤン艦隊の客将。

トーマ・フォン・シュトックハウゼン (Thoma von Stockhausen)
声 - 永井一郎(旧) / 津田英三(D)
イゼルローン要塞司令官。大将。50歳。第1巻5章の登場人物。
長身痩身の軍人。駐留艦隊司令官ゼークトと仲が悪い（2人にかぎらず、伝統的に要塞司令官と駐留艦隊司令官は仲が悪いとされている）。
第7次イゼルローン攻防戦においては慎重策を呈したことでゼークトと対立する。その後、ヤンの策に騙されてシェーンコップ率いるローゼンリッター連隊を要塞内に引き入れてしまう。そのままシェーンコップに人質にされ、命惜しさに部下たちに要塞の明渡しを命じる。その後は不明。
外伝『星を砕く者』にも名前が登場しており、要塞に立ち寄ったミュッケンベルガーからゼークトとの不仲を心配されている。
ハンス・ディートリヒ・フォン・ゼークト (Hans Dietrich von Seeckt)
声 - 飯塚昭三(旧) / 北沢洋(D)
イゼルローン要塞駐留艦隊司令官。大将。オーベルシュタインの上官。50歳。乗艦はグルヴェイグ（OVA版）、ヴァナヘイム（ノイエ版）。第1巻5章の登場人物
長身で筋骨たくましい軍人。シュトックハウゼンの項での通り、要塞司令官シュトックハウゼンと仲が悪い。典型的な軍事ロマンチシズムの持ち主で、客観的な戦略や戦術よりも威厳と体面を重んじる性格。
第7次イゼルローン攻防戦において、シュトックハウゼンの慎重策や、普段から嫌っている幕僚のオーベルシュタインの進言を拒絶し、ヤンの策略に嵌って要塞から誘い出される。その間にヤンに要塞を占領され、戦力の差は明らかにもかかわらず、今度はこれを奪還しようと行動を起こす。無駄な血を流したくないヤンから撤退するよう勧告されるが、これを侮辱と受け取り、むしろ駐留艦隊全艦に要塞への突入を命じる。自身の矜持のために部下を無駄死にさせる行為はヤンを怒らせ、ゼークトの本艦を狙った「トール・ハンマー」の直撃で死亡する。
外伝『星を砕く者』にも名前が登場しており、要塞に立ち寄ったミュッケンベルガーからシュトックハウゼンとの不仲を心配されている。
アントン・ヒルマー・フォン・シャフト (Anton Hilmer von Schaft)
声 - 有本欽隆(旧) / 屋良有作(D)
技術大将。科学技術総監。56歳。第3巻の登場人物。
工学と哲学の博士位を有し、指向性ゼッフル粒子の開発責任者として有名な人物。しかし、それ以外に特に功績がなく、技術力より政治力に長け、それによって6年に渡り科学技術総監の役にあった。さらにフェザーンと繋がり、密かに軍事機密を漏洩して金銭を受け取っていた。
ラインハルトが帝国の実権を握り、綱紀粛正される中、フェザーンの思惑もあって焦りから、ガイエスブルク要塞を移動してのイゼルローン攻略を進言する（第8次イゼルローン攻防戦）。戦後、ラインハルト、フェザーン双方から用済みとみなされ、フェザーン側から流された汚職や横領の証拠によってケスラーに逮捕され失脚した。
シュターデン (Staaden)
元士官学校教官。アスターテ星域の会戦はラインハルトの幕僚で中将、リップシュタット戦役は貴族連合軍の大将。
→#貴族連合軍の軍人
フォーゲル (Fogel)
声 - 松尾貴司(新) / 藤原貴弘(D)
艦隊司令官。中将。アスターテ会戦におけるラインハルトの幕僚。第1巻の登場人物。
物語冒頭のアスターテ会戦においてメルカッツやシュターデンと共に登場した高級軍人の一人。実際の戦いにおける描写は一切なく、人物像や力量は不明である。アスターテ会戦後も登場することはなく、エルラッハと異なり、戦死したかも不明である。
劇場版第2作では、ロイエンタールからエルラッハと共に人数合わせの足手まといと評されている。
アーダルベルト・フォン・ファーレンハイト
少将（後に中将）。艦隊司令官。リップシュタット戦役で貴族連合軍の指揮官となり、敗戦後はラインハルトに仕える。

エルラッハ (Elrach)
声 - 佐藤正治(旧) / 屋良有作(新) / 楠見尚己(D)
艦隊司令官。少将。アスターテ会戦におけるラインハルト麾下の指揮官。第1巻の登場人物。
物語冒頭のアスターテ会戦においてメルカッツやシュターデンと共に登場した高級軍人の一人。ヤンが指揮権を握った第4艦隊との戦いにおいて後背を取られ、ラインハルトの命令を無視して敵前回頭を行ったために、同盟軍の砲撃をまともに受けて撃沈され戦死する。
シュムーデ (Schmude)
カストロプ動乱における討伐軍の司令官。階級は不明。
私兵を集めて公然と帝室に敵対し始めたカストロプ公領に最初に派遣された討伐軍の指揮官。非正規軍ということもあって軽視していたこともあり、惑星に強引に着陸したところを奇襲され戦死する。
OVA版では設定変更に伴い、アルテミスの首飾りと同じ防宙システムによって艦隊が全滅し、戦死したことになっている。
道原版ではマクシミリアンと通信を交わすシーンがあり、反射ビーム衛星兵器によって全滅させられる。
レムラー (Lemmler)
声 - 秋元羊介(旧) / 松田健一郎(D)
イゼルローン要塞司令室警備主任。中佐（ノイエ版では少佐）。第1巻5章の登場人物。
第7次イゼルローン攻防戦において要塞内に潜入したシェーンコップに要塞司令官のシュトックハウゼンを人質に取られる。その際、司令官は死よりも不名誉を恐れると発言してシェーンコップに諦めを促すも、当のシュトックハウゼンが死を恐れて逆に降伏を命令してきたため、諦めて捕虜となる。OVA版ではその後にシェーンコップらの不意をついて要塞のコンピューターをロックしたため少し時間を稼ぐことに成功する。
ノイエ版ではシェーンコップの要塞潜入エピソードが大きく翻案されたことで登場が増えている。まず、司令室前でシェーンコップを怪しみ、IDチェックで「IDENTIFIZIERT（「認識」）」と表示されても、あえて認識できないと述べ、確認のための時間を稼ごうと心理戦を行う。結局、シュトックハウゼンに急かされ、入室を許可してしまった後も、シェーンコップの狙いにいち早く気づき、彼の前に立ちはだかってブラスターを放つが、躱された上に、逆に万年筆で左腕を刺されてしまい、彼の要塞占領を許してしまう。
ゲッツ (Goetz)
声 - 平野正人(我)
イゼルローン要塞艦隊の士官。『わが征くは星の大海』のオリジナル人物。
イゼルローン要塞のクラブでラインハルトを中傷していた所、ルイとウィンと殴り合いの喧嘩に発展。キルヒアイスが喧嘩に仲裁される。

### その他の貴族（ゴールデンバウム）
リップシュタット陣営に与したものは#門閥貴族とリップシュタット陣営を参照。
エルフリーデ・フォン・コールラウシュ (Elfride von Kohlrausch)
声 - 富沢美智恵(旧)
リヒテンラーデ侯の姪の娘。フェリックス・ミッターマイヤーの実母。
クリーム色の髪をした気の強い若い女性。リヒテンラーデ家の縁者として、リヒテンラーデの拘束及び一族の処刑を担当したロイエンタールの命を狙うが逆に捕らわれ、そのまま夜を共にする。以後は、ロイエンタールの破滅を見届けるとして、オーディンのロイエンタール家に居付き、フェザーンへの異動にも同行する。表面的にはロイエンタールを憎み、その死を望む言動は変わらないものの、しばしば本心ではロイエンタールを愛していることを匂わす描写が挿入される。なお、ルビンスキーは彼女がリヒテンラーデ家とは無縁の女性で、そう思い込んでいるだけ（さらにそれをラングが仕向けた）ようなことを匂わす発言をしている。
ロイエンタールの子を宿した後に、彼への復讐を狙うラングに目をつけられ謀略に加担し、ロイエンタールの叛意を偽証する。謀略の失敗後はラインハルトの計らいで男児を生むが、間もなく姿を消し、ルビンスキーの隠れ家に逗留する。その後、第2次ランテマリオ会戦において、ドミニクの手筈で死の間際のロイエンタールに生まれた息子を連れて対面する。反乱に失敗してみじめに死ぬところを見物に来たと言いつつも、今なら容易く自分を殺せるというロイエンタールの発言には特に反応を示さず、2人の息子をミッターマイヤーの養子とするロイエンタールの提案を受けると、子供を残し姿を消す。
ウィルヘルム・フォン・クロプシュトック (Wilhelm von Klopstock)
声 - あずさ欣平(旧:第9話) / 北沢洋(D)
侯爵で門閥貴族。クロプシュトック事件の首謀者。外伝『星を砕く者』の第3章「クロプシュトック事件」の登場人物。
門閥貴族の中でも家祖（アルブレヒト）が、ルドルフの銀河連邦議員時代から盟友という名門中の名門で、以来何人もの国務尚書や皇后も輩出したという古い大権門の老当主。30年前の先帝オトフリート5世の治世下でも権勢を誇っていたが、オトフリートの末子クレメンツ大公を支持し、次男フリードリヒを公然と侮辱していたため、クレメンツが長兄謀殺で失脚してフリードリヒが帝位につくと、事実上中央政界から排斥されてしまう。以来、跡継ぎが亡くなるなど家運は転落の一途を辿り、家の将来を悲観し、帝国暦486年、フリードリヒ4世及び自身に取り代わって栄華を極めるブラウンシュヴァイク公に逆恨みで一矢報いるべく、クロプシュトック事件を引き起こす。結局、偶然が重なって標的のどちらも暗殺することはできず、領地の惑星に逃亡する。その後、ブラウンシュヴァイクを長とした討伐軍の侵攻を受け、雇った傭兵で迎え撃った末に毒を飲み自害する。
本伝ではミッターマイヤーに関わるエピソードとして、本編開始以前に起こった事件として軽く触れられている。OVA版では時系列が変更され本伝中の出来事になっている。クロプシュトック事件自体はほぼ原作の通りであるが、自領へ逃げることはせず、最期は暗殺失敗の報を聞いてオーディンの自邸に火を放ち、拳銃自殺する。
ユルゲン・オファー・フォン・ペクニッツ (Peknitz)
第38代皇帝カザリン・ケートヘン1世の実父。公爵（元子爵）。
妻が帝位継承には絡まない皇族の傍流（OVA版ではフリードリヒ4世の姪と明示される）であることを除けば特に特徴のない平凡な30代前半の青年貴族。政治にも軍事にもまったく興味がなくリップシュタット盟約にも参加せず、象牙細工の収集だけが趣味で、それ高じて多額の借金を抱え、商人から民事訴訟を起こされている。そのため、生まれて間もない娘をエルウィン・ヨーゼフ2世の後継皇帝にしても皇帝の実父として権勢を握れるような者ではないと判断され、借金は宮内省が肩代わりした後、カザリンの擁立に繋がる。これに伴い子爵から公爵に陞爵、乳児である娘に代わって親権者として国事行為を代行する。そしてバーラトの和約後に娘が健在である限り年150万帝国マルクの年金が支払われることを前提に退位宣言にサインして、ラインハルトに帝位を禅譲し、ゴールデンバウム王朝を終わらせる。
マクシミリアン・フォン・カストロプ (Maximillian von Kastropf)
声 - 堀秀行(旧) / 吉野貴宏(D)
オイゲンの嫡男。カストロプ動乱の首謀者。第1巻6章「それぞれの星」の登場人物。
重臣、大貴族の息子として特権と富を甘受してきた典型的な貴族主義者の青年。父の死によってその爵位と莫大な財産を相続するはずであったが、不正に貯めた資産の摘発及び、大貴族でも法で罰せられるという見せしめのために宮廷より差し止められたことに不満を持ち、調査官を猟犬で追い払う、宮廷への出頭命令を無視する、説得にやってきた親戚のマリーンドルフ伯を監禁するといった暴挙の果てに私設軍による軍事行動に至る（カストロプ動乱）。おおよそ社会経験のない無能な青年だが、軍事に多少の才を見せ、2度に渡る討伐軍を退けた上に、指揮官のシュムーデを討つ功績を上げる。それに気を良くして近隣のマリーンドルフ伯領を併合しての半独立の地方王国の建国を試みる。しかし、新たにマリーンドルフ伯領軍の救援及び討伐軍として派遣されたキルヒアイスには陽動として本領カストロプ星を突かれてしまったため急いで戻ろうとする。そこを伏兵によって前後を挟撃されて大敗、生還はするものの最期は保身を計った部下に殺害される。
原作では5ページほどのエピソードで容姿の描写などもないが、派生作品では（動乱に至る経緯は同じであるものの）掘り下げられ、オリジナル設定・展開が多いため、下記に個別に記述する。
OVA版
肥満気味の青年で、近世ドイツ的な帝国の風俗に対して、古代ギリシア風の装いをしている（これは彼の部下や侍女も同様）。カストロプ領はフェザーンから購入したアルテミスの首飾りと同じ戦闘衛星で守られており、それによってシュムーデ艦隊が敗北したことになっている。自ら艦隊を率いてマリーンドルフ伯領を攻めることもなく、そのため、マクシミリアン個人の軍事面での才能描写は一切ない。状況が悪化するや動揺して周囲の部下や物に八つ当たりした末、1人の部下を身代わりにして逃亡を図ろうとするが、その部下から刺されたのを機に自分を見限った部下や侍女たちから次々と刺されて死亡する。
道原版
長髪細面の美形で、ある程度の軍事的能力を持つ人物として描かれる。年端のいかない少女を慰み者にする描写もある。反射衛星を利用したビーム兵器で自領を守っており、さらに実妹エリザベートが指揮する迎撃艦隊で敵を迎え撃つ。ビーム兵器基地が破壊され敗北が確定的となった後、執事から降伏か自害を勧められるが拒絶する。このため、彼の名誉を守ろうとする執事によって射殺される。
藤崎版
OVA版と同様に、古代ギリシア風の装いをした肥満気味の青年。マリーンドルフ伯を戦艦の先に晒す様に命じるなど、幼稚な言動が多い。基本は原作のエピソードに沿うが時系列はやや前後しており、半独立の地方王国の建国を試みてマリーンドルフ伯領に攻め込んだ末に、フレーゲルの策謀もあってマリーンドルフ伯を拘禁したことになっている。その後、原作通りキルヒアイス艦隊に追い込まれると自領に逃げ込み、領地の財貨を1マルクも残さず収奪するよう命じて同盟への亡命を企てるが、見限った部下から金貨の詰まった重い袋を頭部に直撃させられる形で死亡する。
ノイエ版
原作の帝国の風俗通りの貴族然とした中肉中背の男。乗艦は旗艦ダインスレイフ。事あるごとに部下（主に副官の2人）を殴りつける粗暴な性格であり、そのため人望がない。キルヒアイスとの正面からの艦隊戦となり、数で劣る上に定石から外れた用兵の相手を侮るが、旗艦と本隊の間を分断される。普通に戦えばなお優勢であったが人望の無さや士気の低さをキルヒアイスに見切られており、降伏すれば兵の罪は不問にするとの勧告を受ける。これに対し艦橋にいた部下たちが承諾する動きを見せた上に銃口を向けられて逆上し、とっさに銃を手に取るもこれによって完全に見限られ射殺される。
エリザベート・フォン・カストロプ
道原版のオリジナルキャラクター。マクシミリアンの実妹。カストロプ家の私設艦隊の司令官。
私設艦隊だが帝国では珍しい女性軍人（提督職に限れば女性と明言されているキャラクターは同盟にもいない）。普段の言動は軍人らしい居丈高なものだが、狼狽すると「兄上」と呼んでいたマクシミリアンを「お兄さま」と呼んで泣きつくようなものになる。
対キルヒアイス戦において兄の命で艦隊を率いて迎撃に出るが、寡兵のキルヒアイス艦隊を侮る。そして小惑星を爆破して降らせる策で艦隊は潰走させられ、要のビーム発射基地も破壊されてしまう。ここでマクシミリアンに通信で泣きつくも、すぐに途絶し、戦死したことが示唆される。

### その他の人物
グレーザー (Graeser)
声 - 石波義人(白・決)
皇帝の侍医団の一人。医学博士。ベーネミュンデ侯爵夫人の協力者。外伝『星を砕く者』の登場人物。
ベーネミュンデの半ば専属医のような形となっており、彼女に命令され、アンネローゼやラインハルトを害する陰謀に加担する。しかし、ベーネミュンデに強い忠誠心があるわけでもなく、あくまでその地位と財産を利用しているに過ぎず、内心では冷静に自分に手が回らないように計算する。最終的にアンネローゼの暗殺計画が露見すると、早々に官憲に侯爵夫人を売り渡す。その後、グレーザー自身がどうなったかは不明。
OVA版では本編時間軸中には明白にグレーザーとわかる人物は登場しない。OVAオリジナル外伝『決闘者』にはベーネミュンデの腹心として登場し、黒いマントの男を雇い、また彼が失敗した場合に備えて自身がラインハルトを暗殺するべく備えていた。
ベーネミュンデ侯爵夫人の執事
名前不明。道原版のオリジナル人物。
20代半ばの若い男性で代々シュザンナの家に仕えてきたという家柄。密かにシュザンナを愛していた。彼女の命を受けてアンネローゼの暗殺を実行するもロイエンタールやミッターマイヤーに阻まれて失敗し、歯に仕込んでいた毒薬を噛んで自害する。

## 門閥貴族とリップシュタット陣営

### 門閥貴族
オットー・フォン・ブラウンシュヴァイク (Otto von Braunschweig)
声 - 小林修(旧) / 斉藤次郎(D)
ブラウンシュヴァイク公爵家当主。帝国最大の権勢を誇る貴族で、リップシュタット戦役における門閥貴族派の盟主。
フリードリヒ4世の即位に際してその後ろ盾となり、後に彼の娘アマーリエと結婚して皇室と親族関係を結ぶなど絶大な権勢を振るう。クロプシュトック侯爵ら数々の政敵を追い落とすなど権勢欲は非常に強く、選民思想も強いなどゴールデンバウム王朝を代表する典型的な大貴族。帝国を我が物として振る舞い、台頭するラインハルトを苦々しく思っている。
フリードリヒ4世の崩御に際して、皇帝の孫娘にあたり自身の娘でもあるエリザベートを帝位に就け、自身は摂政として力を持とうと画策するが、門閥貴族勢力を弱めたいリヒテンラーデ及びラインハルトがエルウィン・ヨーゼフを擁立したため、彼らと対立する門閥貴族派を糾合してリップシュタット盟約を結び、続く戦役へと発展させる。また、その際に有力な軍人であるメルカッツを、家族への危険をほのめかすという形で従わせる。
リップシュタット戦役ではメルカッツに要請された指揮系統の遵守を反故にしたり、リッテンハイムと仲違いするなど終始連合軍の足を引っ張る。甥のシャイド男爵が民衆の蜂起で殺されたことを知るとヴェスターラントの虐殺を実行、民衆の支持を完全に失い連合軍の敗北を決定的なものとする。最期はアンスバッハに服毒によって半強制的に自決させられる。後、その死体は（失敗に終わるが）アンスバッハによってラインハルト暗殺に用いられる。
メルカッツは（長いゴールデンバウム王朝が作り出した）精神面の病人と評するが、アンスバッハ、シュトライト、フェルナーと優秀な部下を持ち、そのシュトライトは「（部下の忠誠心を軽く見るが）決して暗愚な方ではない」と擁護している。ただし、それら有能な部下たちを使いこなせなかったとしてラインハルトからは酷評される。
藤崎版は基本的に原作通りであるが、娘エリザベートの登場によって彼女を溺愛するシーンが挿入されたり、それを踏まえた改変がなされている。例えば戦役終盤にラインハルトの罠に嵌って大敗し、メルカッツに助けられるも「なぜ早く助けなかった」と彼を罵倒するシーンは、エリザベートが死んだためとなっている（原作は単に自分の命が危なかったため）。また、最期の毒死シーンもほぼ原作を踏襲しているが、毒死を提案し、強制するのはアンスバッハではなくフレーゲルになっている。
ウィルヘルム・フォン・リッテンハイム3世 (Wilhelm von Rittenheim III)
声 - 寺島幹夫(旧) / 坂部文昭(決) / 花輪英司(D)
リッテンハイム侯爵家当主。ブラウンシュヴァイクに対抗する大貴族で、リップシュタット戦役における門閥貴族派の副盟主。座乗艦はオストマルク。
ブラウンシュヴァイクと同様にフリードリヒ4世の即位に際してその後ろ盾となり、後に皇帝の娘クリスティーネを妻に娶って皇族の外戚となる。ブラウンシュヴァイクには劣るものの、それでも絶大な権勢を誇り、彼と同じく次の皇帝の座に自身の娘を付けようと画策し、激しいライバル関係にある。ただ、ブラウンシュヴァイクと同類の人物であり、下級貴族や平民の台頭を非常に嫌い、後述するように最後は彼と手を組んでいる。
フリードリヒ4世の崩御に際して、ラインハルトらによってエルウィン・ヨーゼフが擁立されたため、政敵であるブラウンシュヴァイクと手を組み、副盟主という地位でリップシュタット盟約を結ぶ。しかし、内乱後も見据えた主導権争いから間もなく仲違いし、辺境星域の奪回という名目で手勢の5万隻を引き連れ、キフォイザー星域へ向かったものの、別働隊を率いるキルヒアイスに迎え撃たれ、数には優っても錬度・指揮で大きく劣ることから簡単に追い込まれる。さらに後方、味方の輸送艦隊を撤退の邪魔だとして攻撃し、わずか数千に大きく数を減らしてガルミッシュ要塞へ逃げ込む。そして、キルヒアイスらが要塞へ攻め入る前に憤った部下による自爆テロによって死亡する。
名前に関して、原作では「ウィルヘルム・フォン・リッテンハイム3世侯爵」と明記されている。OVA版でも彼の姓名を「ウィルヘルム3世」と記しているが、リマスター版では「3世」の表記がなくなっている。
フレーゲル (Flegel)
声 - 二又一成(旧) / 古谷徹(D)
ブラウンシュヴァイク公の甥で男爵。門閥貴族。24歳（クロプシュトック事件時）。予備役少将。参謀にシューマッハがいる。外伝『星を砕く者』では主要人物を務める。
叔父のブラウンシュヴァイク公が権力者であることも手伝って、帝国貴族らしい傲慢さを持つ典型的な選民主義者の青年。その出自から予備役とは言え少将の地位を持つが、それにいささかも疑念を抱かず、自分の能力を過度に評価し、自己陶酔することも多い。外面に拘るが故に勇ましい面もあり、ミッターマイヤーへの個人的懲罰では、1対1での対決のため、わざわざ彼の手錠を外させたり（ただし、不利になるや仲間に射殺を命じる）、リップシュタット戦役の最期では「滅びの美学」として名誉ある死を望んだりしている。本編における登場期間はリップシュタット戦役の終盤のみで短いが、外伝『星を砕く者』において主要な敵役として登場し、本伝開始以前のクロプシュトック事件からラインハルトと確執が始まったことが明かされる。こうした後に明かされた設定により、OVA版や道原版、藤崎版では物語序盤におけるラインハルトの敵役として登場頻度が増えている。
時系列上の初登場はクロプシュトック事件であり、特にミッターマイヤーへの個人的な懲罰でラインハルトから恥をかかされる。以降、皇帝からラインハルトと仲の悪い者として名前を覚えられているほど、成り上がりの彼を強く憎み、（分析というより中傷に近いが）王朝の打倒を画策していると早くから指摘するようになる。爵位は低いが叔父の権威から比較的自由に立ち回ることができ、第4次ティアマト会戦では帝国軍の重鎮で、作戦の最高指揮官であるミュッケンベルガーを掣肘してまでラインハルトの謀殺を企むも失敗する。
本伝においては上記の通り、リップシュタット戦役の終盤に最強硬派の青年貴族の代表として登場する。ラインハルトが仕掛けた罠に対し、メルカッツの軍令を無視して出撃し、（ラインハルトの狙い通りに）成果をあげる。軍規違反で軍法会議にかけられそうになると、名誉ある死のため自殺させて欲しいとブラウンシュヴァイク公に直訴して処罰を免れ、結果としてラインハルトの策謀通り、貴族達の軍行動への規律と統率を乱し、後の大敗北を招く要因となる。最終盤で貴族連合軍が窮地に陥っても戦意を失っておらず、ラインハルトの首さえ取れば勝ちだとブラウンシュヴァイク公を説得し、要塞から出撃しての最後の決戦を挑ませる。しかし、勝てるはずもなく、瞬く間に敗勢となると今度は「滅びの美学」と称して艦隊戦による一騎打ちによる死を望む。これを貴族の自己満足であり、付き合わされるほうはたまったものではない、と参謀のシューマッハに徹底的に否定され、逆上して彼を殺そうとしたところで、逆にシューマッハを慕う部下達に射殺される最期を遂げる。
OVA版では外伝1巻に相当するクロプシュトック事件やグリューネワルト伯爵夫人暗殺未遂事件の時系列が変更されたこともあって現在時間軸での登場頻度が増え、特に暗殺未遂事件においてベーネミュンデを唆した真の黒幕として登場する。道原版も物語開始時点がクロプシュトック事件直前に早まったことで登場頻度が増えている。
藤崎版では貴族主義者の一面がより強調された一方でかなり思慮深い側面も見せる人物になっており、OVA版や道原版と同様に物語序盤におけるラインハルトの主要な敵役の一人として策謀を巡らす。また、作中に登場するエリザベートとも兄妹のように仲が良い。リップシュタット戦役ではメルカッツの能力を正しく評価して使いこなす一方で、貴族とは能力のある者を使いこなす能力が重要（すなわち功績を挙げたメルカッツよりも、そのメルカッツを用いた自分が有能）だと傲岸不遜な発言をしてシュナイダーを苛立たせる。また、最期のシーンは大きく変更されている。「滅びの美学」を重視するのは同じだが、艦隊戦での死ではなく大貴族の最期（滅び）自体に美を見出し、原作におけるアンスバッハの役に成り代わって叔父ブラウンシュヴァイク公に毒による自死を勧め、土壇場で拒絶しようとした叔父に最後は無理やり毒を飲ませる。その後、自らも毒を呷り「帝国万歳」と声高に叫んで死ぬ。
ノイエ版では原作の設定・描写の他に乗馬用の鞭を持ち歩き、失態を犯した部下を容赦なく打ち据えるシーンが追加されている。
アルフレット・フォン・ランズベルク (Alfred von Landsberg)
声 - 塩屋翼(旧) / 菅原雅芳(D)
伯爵。門閥貴族。作中ではランズベルク伯アルフレットと記述される事が多い。
→#銀河帝国正統政府
ヒルデスハイム (Hildesheim)
声 - 秋元羊介(旧) / 岡井カツノリ(D)
伯爵。門閥貴族。第2巻4章の登場人物。
年相応に功にはやり好戦性を抑えようともしない青年貴族。シュターデンに同行し、リップシュタット戦役の初戦となるアルテナ会戦でミッターマイヤー軍と戦うことになる。敵方の機雷原と情報戦の策の前に慎重策を取るシュターデンに痺れを切らし、他の青年貴族らと共に彼に猛抗議を行い、積極的な軍事行動を起こさせる。そこで右翼部隊を任され、ミッターマイヤー艦隊を挟撃しようとするも見抜かれており、敵の急襲による最初の砲撃で仕留められ、自分が死ぬという認識すらもなく戦死する。艦隊も短時間で全滅。リップシュタット戦役における最初の大貴族の戦死となる。
道原版では挟み撃ちという作戦の本質は理解していたが、相手が疾風の異名を取る機動戦の達人であることから、「我が艦隊の速さを見せてやれ」と暴走し、シュターデンが想定しなかったスピードで戦闘予定宙域に到達する。伸びきった陣形で側面を突かれ、弾幕が薄くそのまま戦死する。ボーステック社のゲームでは機動能力がシュターデンより高く設定されている。
ノイエ版では自分が軍の指揮官であるという意識が薄い人物として描かれ、戦場では軍服ではなく私服のスーツ姿で指揮を執り、艦橋に従者を侍らせるなど緊張感を欠いた態度で戦う。原作と同様に迂回突破による挟み撃ちのため、シュターデンと別れたところを、機雷原の中に仕込まれていた「啓開航路」を突破したミッターマイヤーに後背を衝かれ乗艦が制御不能となる（戦死の描写は無い）。
アマーリエ・フォン・ブラウンシュヴァイク
フリードリヒ4世の娘でブラウンシュヴァイク公爵の夫人。原作では名前だけで出番はない。ノイエ版では夫や娘と共にフリードリヒ4世の葬儀に参列しているが、台詞は無い。
エリザベート・フォン・ブラウンシュヴァイク (Elisabeth von Braunschweig)
声 - 沼倉愛美(D)
ブラウンシュヴァイク公爵の娘。帝位継承権を持つ皇孫。
ブラウンシュヴァイク公とフリードリヒ4世の娘アマーリエの間に生まれた一人娘。16歳。リッテンハイム侯爵家のザビーネは従姉妹にあたる。基本的にはサビーネと同じく名前のみ登場し、本人の登場はなく、リップシュタット戦役後の去就も不明である。OVA版外伝『奪還者』によればサビーネと共に遺伝的欠陥がある。
藤崎版では作中に直接登場し、父・ブラウンシュヴァイク公と行動を共にする。帝位につくために帝王学を学んできたという。リップシュタット戦役最終盤に、貴族連合軍がラインハルトの策によってガイエスブルク要塞から誘い出された際に、勝利を確信する父から箔をつけるためとして旗艦ベルリンに乗って出撃したことが仇となり死亡する。
ノイエ版ではフリードリヒ4世の葬儀においてセリフ付きで登場する。
クリスティーネ・フォン・リッテンハイム (Kristine von Rittenheim)
声 - 佐藤しのぶ(決)
フリードリヒ4世の娘でリッテンハイム侯爵の夫人。原作では名前だけで出番はない。OVA版では「決闘者」で娘のサビーネと一緒に登場している。道原かつみのコミック版では、フリードリヒ4世の死後ラインハルトとリヒテンラーデ公によるエルウィン・ヨーゼフ2世擁立に際して、夫に対し激しく怒るシーンがあり、かなり気が強く描かれていた。ノイエ版では夫や娘と共にフリードリヒ4世の葬儀に参列しているが、台詞は無い。
サビーネ・フォン・リッテンハイム
声 - 榎本温子(決) /松本沙羅(D)
リッテンハイム侯爵の娘。帝位継承権を持つ皇孫。
リッテンハイム侯とフリードリヒ4世の娘クリスティーネの間に生まれた一人娘。14歳。ブラウンシュヴァイク公爵家のエリザベートは従姉妹にあたる。基本的にはエリザベートと同じく名前のみ登場し、本人の登場はなく、リップシュタット戦役後の去就も不明である。
OVA版では、外伝『決闘者』にて母クリスティーネと共にわずかに登場する。また『奪還者』によればエリザベートと共に遺伝的欠陥がある。
藤崎版ではエリザベートと同じく作中に登場し、父・リッテンハイム侯と行動を共にする。男勝りな性格で武芸に秀でると評されるが、実際には下身分の者が家柄に配慮して本気を出せないだけであり、実戦においては単にわがままな娘でしかない。基本的に原作における父の動きに帯同しており、アルテナ星域会戦で遁走した後にガルミッシュ要塞に逃げ込むも、原作と同じくゼッフル粒子発生装置を忍ばせたラウディッツの来訪を受け、装置に気づかず発砲して爆死する。
ノイエ版ではフリードリヒ4世の葬儀においてセリフ付きで登場する。
シャイド (Scheid)
ブラウンシュヴァイク公爵の甥、男爵。
伯父にかわってブラウンシュヴァイク領の1つ惑星ヴェスターラントの防衛と統治を任された青年貴族。必ずしも無能な統治者ではないと評されるが、若いがゆえに施策に柔軟さが欠け、貴族連合軍を後援するために、今までであれば抵抗もなく進んだであろう領民に対する苛烈な搾取をしてしまう。これに思いがけない民衆の反抗を受けたため暴力で鎮圧し、最終的に大規模暴動を招くに至る。重傷を負ってヴェスターラントを逃げ出し、ガイエスブルク要塞に逃げ込むものの、怪我が原因で間もなく死亡する。これに激怒した公爵がヴェスターラント虐殺を行うこととなる。

### 貴族連合軍の軍人
ウィリバルト・ヨアヒム・フォン・メルカッツ

アーダルベルト・フォン・ファーレンハイト

アンスバッハ (Ansbach)
声 - 井上真樹夫(旧) / 東地宏樹(D)
准将。ブラウンシュヴァイク公の腹心。
聡明な人物で、ブラウンシュヴァイク公の人間性の問題に苦慮しつつも忠臣として彼に仕える（道原版では、アンスバッハ家は代々ブラウンシュヴァイク公爵家に仕えていたとされる）。物語へはリップシュタット戦役前夜に、策を弄して公爵のオーディン脱出を成功させた腹心としてその名が登場し、その後のリップシュタット戦役では他の明敏な諸将と同じく、門閥貴族達に振り回されることとなる。本編開始以前を扱った外伝においてはクロプシュトック事件においてラインハルトとフレーゲルの仲裁をしたことがあり、実はリップシュタット戦役以前からラインハルトとは面識を持っていたことが明かされる。
リップシュタット戦役においてはメルカッツと並んで、上記の通り、門閥貴族達に振り回されることとなる。それでもブラウンシュヴァイク公に忠義を尽くすが、ヴェスターラントへの核攻撃に猛反対し、これを拒絶され、退出後に「ゴールデンバウム王朝は終わった」と愚痴を言うと、これを密告されて激怒した公爵に軟禁されてしまう。門閥貴族の敗北が決まった後に再びブラウンシュヴァイク公に頼られ、一切の恨み節なく、最良の方法として自殺を進言し、往生際の悪い彼に半ば強制的にこれを実行させる。その後、最後の忠義に彼の遺体を使ってラインハルトの命を狙うが、キルヒアイスに妨害され、代わりに彼を殺害、取り押さえられたところを歯に仕込んだ毒で自殺する。
ラインハルトの暗殺には失敗したが、半身たるキルヒアイスを殺害したことで、彼の心に大きな傷を与え、後々まで影響を及ぼす。一方でラインハルトはアンスバッハの忠誠心に美を感じており、彼への恨みは持たなかった（ただし、これはキルヒアイスの死に強い自責の念を抱いていたことも理由とされる）。
ノイエ版では軟禁の原因となった台詞が、ブラウンシュヴァイクを直接非難した際に発したものとなっている。
オフレッサー (Ofresser)
声 - 郷里大輔(旧) / 小山剛志(D)
装甲擲弾兵総監。上級大将。ラインハルトの元帥杖授与式の参加者では上級大将筆頭。
身長200cmに達する偉丈夫で、左頬にレーザーで切られた傷跡があり（わざと完治させなかった）、歯は義歯だらけ。年は40代後半。出自は下級貴族ながら、戦場、特に白兵戦において多大な武勲を立て上級大将、装甲擲弾兵総監まで上り詰めた歴戦の猛者で、同盟軍からは「ミンチメーカー」と恐れられる。捕らえられても命乞いをせず、傲然とした態度を通したり、外伝では自分に取り入ろうとしたリューネブルクを「俺は金髪の孺子も嫌いだが、卿も嫌いだ」と一蹴するなど、軍人として気骨に満ちた面も見せる。もっとも、その戦い振りは白兵戦で直接流した血の量によって出世したと言われる程に常人離れした残虐なものであり、ラインハルトは「石器時代の勇者」と蔑みをこめて評し、ロイエンタールとミッターマイヤーも「人を殴り殺す為だけに生まれてきたような男」「野蛮人」などと評している。
反ラインハルト派として著名な人物であり、リップシュタット戦役においては下級貴族出身だが門閥貴族派に与する。戦役序盤、レンテンベルク要塞攻略戦において、要となる第6通路の防衛において他者の倍ほどある戦斧を自在に操り、ラインハルト軍の上陸部隊を9度（OVA版では8回）までも事実上1人で撃退する活躍を見せる。勇猛というより凶暴な戦いぶりには、討伐を命じられたさすがのミッターマイヤー、ロイエンタールも手を焼く。だが、最後は挑発に乗って落とし穴に嵌り、間抜けな形で生け捕りにされてしまう。
あえて生け捕りにさせたのはオーベルシュタインの策であり、（オフレッサーは知らなかったが）部下達は公開処刑された上で、彼だけ生かしてガイエスブルク要塞に送り帰される。結果、裏切ったと疑われてしまい、そこでようやくラインハルトの狙いを理解する。しかし、その性格上、弁明より先に手が出てしまい、ブラウンシュヴァイク公に掴みかかろうとしたところをアンスバッハに射殺される。死後、オーベルシュタインの狙い通り、オフレッサーの裏切りはほぼ確定事項となり、「（ラインハルト嫌いで有名な）オフレッサーまでもが裏切ったか」と貴族連合軍を動揺と疑心暗鬼の渦に落とし込む。
藤崎版ではレンテンベルク要塞攻略戦においてサイオキシン麻薬を使って超人的な防衛を果たしている（他の版でも薬物は使用しているがサイオキシン麻薬だとは明言されておらず、効果が違う）。
シュターデン (Staaden)
声 - 村越伊知郎(旧) / 村松康雄(千) / 水内清光(D)
元士官学校教官。アスターテ会戦ではラインハルトの幕僚で中将、リップシュタット戦役では貴族連合軍に与している。
ナイフのように細身でシャープな印象を与える40代半ばの参謀型の軍人。豊富な戦術理論の知識を持ち、戦術家として一定の能力を有するが、理論と現実に乖離がある場合、理論を優先してしまう傾向がある。士官学校時代の生徒であったミッターマイヤーは「理屈倒れのシュターデン」と呼ばれていたと述べている。弁舌も立つが、ラインハルトからは無能きわまる饒舌家と評される。道原版では野心家という側面も描写されており、リップシュタット戦役では軍事の最高指揮官となったメルカッツにライバル心を抱いていた様子が描写される。
本編での初登場はアスターテ会戦で、この時はラインハルトの幕僚である。帝国軍の約2倍という同盟との兵力差や包囲されかかっていることから、他の幕僚と共に撤退を進言する（特に彼は他の幕僚を代表しており、理屈を重ねて主張する）。だが、ラインハルトはこれをまったく取り合わず、大胆な戦術で大勝利を収める。結果として、ラインハルトに戦術家として泥を塗られた形となり、また読者にはラインハルトが傑物であることを示す役割となっている。加えて、同じく幕僚であったメルカッツとは異なり、戦後もラインハルトの才能を評価しなかった。
リップシュタット戦役では門閥貴族派に与し、貴族連合軍に階級は大将として参戦する。事前の作戦会議においてメルカッツの計画に一部修正を加えるという形で首都攻略を提案し、これは理論上極めて有効な戦術であったが、大貴族同士が主導権を争っている貴族連合軍では政治的に実現が不可能であり、メルカッツ（OVA版ではシュナイダー）から内心で現実感覚に欠けると評される（実際にすぐに貴族同士で牽制しあい不採用となった上に彼らの信頼関係にヒビを入れる形となる）。その後、血気盛んな青年貴族らに押される形で、彼らを率いて先陣を切ることが決まる。戦役の初戦となるアルテナ会戦でミッターマイヤー率いる艦隊と対峙し、彼の機雷源の策や意図的な情報漏洩の罠を警戒して慎重に事を進めるが、痺れを切らしたヒルデスハイム伯らに強く迫られ、進軍せざるをえない状況となる。統制がとれない軍を率いてしまったことを後悔しつつ、軍を二手に分けて敵を挟み撃ちにするという作戦を選択し（これはシュターデンにとって不本意で大雑把な作戦だったが、緻密な行動が不可能な軍だと悟り、選択肢がなかった）、ヒルデスハイム伯に別働隊を任せて進軍を開始する。しかし、ミッターマイヤーに先手をとられ、ヒルデスハイム伯の戦死と艦隊の7割損失という大損害を被ってレンテンベルク要塞に撤退する。なお、この撤退命令に関しては各版で多少異なる。
- 原作：ミッターマイヤー艦隊に背後を突かれ、ラインハルトの本隊が到着した時には既に撤退していた。後に要塞で拘束された際に「病室のベッドに横たわったまま」と怪我をしていたことが示唆される（いつ怪我をしたのかは不明）。
- OVA版：戦闘の直前から胃痛を患っている描写があり、原作と同じくミッターマイヤー艦隊の急襲を受けた時に、自艦が損傷したタイミングで吐血し、撤退を決める。外傷的な負傷はしていない。その直後にストレッチャーに乗せて運ばれるのを最後に登場せず、去就は生死を含めて不明。
- 道原版：ミッターマイヤーの急襲以外に、味方の予想外の動きやラインハルト本隊の到着の報など、戦術理論外のことが起きすぎてパニックを起こし、撤退を決める（そのため無傷である）。要塞陥落後の拘束時は姿を隠すように毛布を被って震えている。
- 藤崎版：ヒルデスハイム艦隊の全滅を知り撤退を決めるが、直後に戦術理論を無視してまでの機動戦を駆使するミッターマイヤー艦隊に追いつかれ戦死する。
- ノイエ版：ヒルデスハイム率いる別働隊の通信途絶を受けて同隊の壊滅を察し、艦隊戦力の半分を失っては勝ち目は無いと判断して、レンテンベルク要塞への撤退を決める（このため無傷）。

拘束後の去就は不明。ただし、道原版ではガイエスブルク要塞陥落後の捕虜引見の際に登場し、「こんなことはありえない」と放心して呟くのみで早々に退出させられる。ノイエ版でも捕虜引見のシーンで一瞬だけ登場するが、セリフも無く退場させられる。
レオポルド・シューマッハ (Leopord Schumacher)
→#銀河帝国正統政府
ラウディッツ (Rauditz)
声 - 徳弘夏生(旧) / 松田修平(D)
中佐。ウェーゼル狙撃兵大隊所属。
キフォイザー星域会戦に参加するも、指揮官のリッテンハイムの味方の後方部隊を攻撃してまでの遁走による大敗の中で、何とかガルミッシュ要塞に帰還する。そしてゼッフル粒子発生装置を懐に忍ばせた状態で、下半身を失って戦死した部下・パウルス一等兵の死体を担いでリッテンハイムの部屋に趣き、その死体を投げつけて彼を糾弾する。その直後にブラスターで射殺されるも、上記のゼッフル粒子に引火することによって、侯爵もろとも爆死した。OVA版では爆弾を起動させて自爆死する。また藤崎版では原作同様ゼッフル粒子を用いるが、同席していたサビーネの発砲により彼女も巻き込んで殺す。

## 銀河帝国正統政府
エルウィン・ヨーゼフ2世
銀河帝国正統政府皇帝。
→#皇帝・皇族
ヨッフェン・フォン・レムシャイド
声 - 小林恭治(旧) / 真殿光昭(D)
伯爵で門閥貴族。フェザーン駐在帝国高等弁務官。後に銀河帝国正統政府の首相兼国務尚書。
白っぽい頭髪と透明にちかい瞳を持つ名門貴族出身の男性。年齢は明示されていないが20代前半のケッセルリンクより20以上歳が離れていると記されている。ルビンスキーが自治領主に就任したのと同時期に高等弁務官職に着き、以降、ルビンスキーの渾名「黒狐」に対応して、「白狐」と呼ばれるようになる。その役職上フェザーンにおり、リップシュタット戦役には参加しなかったが、旧体制の高官であることや名門貴族のプライドからラインハルトに降ることを良しとせず、そのままフェザーンに亡命する。そのまま安穏とした余生を送ることもできたが、ケッセルリンクに焚き付けられる形で、臨時政府創設の首班に祭り上げられる。ランズベルク伯らによる皇帝誘拐の成功後は同盟に亡命し、銀河帝国正統政府の樹立を宣言すると自らは首相兼国務尚書の地位につく。また事前の内諾なしにメルカッツを勝手に軍務尚書につける。結局、これを大義名分に「神々の黄昏」作戦が起こることとなり、同盟首都は陥落、最期はロイエンタール率いる軍隊に屋敷を包囲され、服毒自殺する。
藤崎版ではフェザーンの設定変更に伴い高等弁務官職自体が存在せず、当初は未登場。皇帝誘拐のエピソードにおいて、有力貴族として原作と同じくフェザーンに担ぎ出されて作中に登場し、銀河帝国正統政府の首班となる。
アルフレット・フォン・ランズベルク (Alfred von Landsberg)
声 - 塩屋翼(旧) / 菅原雅芳(D)
伯爵。門閥貴族。作中ではランズベルク伯アルフレットと記述される事が多い。貴族連合軍の一員で後に銀河帝国正統政府に属する。皇帝誘拐事件時に26歳。
詩や小説の創作を好むロマンチシズムの青年貴族。ラインハルトを金髪の孺子呼ばわりせず、平民出身のシューマッハ大佐に対しても対等な同志として屈託なく語りかけるなど、門閥貴族の中では稀有なことに尊大さや選民思想を持たず、育ちの良さからくる善良な人物として描かれる。他方で自己陶酔しやすい夢想家でもあり、善良さからくる無邪気さゆえに権謀術数的な発想とはおよそ縁が無く、自覚のないままに政治的配慮を欠いた不注意な発言をしたり、野心家たちの謀略の道具として利用される。趣味である創作物についても、貴族達のサロンで発表した詩や短編小説は好評であったというが、フェザーンの出版社に持ち込んだ戦記は美文調過ぎると丁寧に酷評される。また、ラインハルトからは「へぼ詩人」と蔑称される。
初登場はリップシュタット戦役での事前の作戦会議の場で、政治的配慮を欠いたシュターデンの策を声高く評価し、無自覚なままにその計画が抱える欠点を顕にしてしまう。その後、同戦役中には登場せず、戦後はフェザーンで亡命生活を送り、自己の創作能力に対する自信から貴族連合軍から見た「リップシュタット戦役史」なる著作を執筆して生計を立てようとする。しかし、出版社から拒絶され、記録者ではなく行動者として名をなすべきだと思い至ったところでケッセルリンクの訪問を受ける。その後はフェザーンの思惑通りに、先祖が造った宮廷の秘密通路を使ってシューマッハと共に皇帝誘拐事件を引き起こし、そのまま幼帝を連れて同盟へと亡命する。銀河帝国正統政府では軍務次官に任ぜられるが、同盟滅亡後はロイエンタールに確保される前に8歳となったエルウィン・ヨーゼフ2世を連れだし行方不明となる（この逃亡期間では、シューマッハと共にルビンスキーが何らかの関与をしていることが示唆される）。
ロイエンタール叛逆事件後の新帝国暦2年に幼帝と見られるミイラ化した遺体をバッグに入れてハイネセン辺境のクラムフォルスに潜伏していたところを不審者として新領土総督府の官憲に捕らえられる。この時、精神に異常を来たしていたため、精神病院へ移送され一生を終える。彼の発言と彼が残した「幼帝が死ぬまでの詳細な記録」によって、ミイラはエルウィン・ヨーゼフ2世と同定されたが、後にシューマッハの供述によって覆され、エルウィン・ヨーゼフ2世のその後は永遠の謎となった。また、同盟の滅亡から新帝国に捕まるまで記していた架空の日記は、エルウィン・ヨーゼフ2世の偽の亡骸を本物だと信じ込ませるほどであったので、ランズベルクにとって生涯最高の創作物であったと評される。
藤崎版では一般にフェザーン本星は存在しないことになっているため亡命はなく、帝国内にて財産の宝飾品を売って暮らしていた。皇帝誘拐でフェザーンに担ぎ出されるのは原作通りだが、秘密通路はベーネミュンデが案内役になるなど、活躍の出番が減っている。
レオポルド・シューマッハ (Leopord Schumacher)
声 - 中田譲治(旧) / 小谷津央典(D)
大佐。フレーゲル男爵の参謀。32歳。後に銀河帝国正統政府に所属し、物語の終了後にはローエングラム朝帝国軍の准将となる。
有能なビジネスマンを思わせる顔だちをした軍人。極めて有能で冷静であり、能力が正当に評価されていたとは言い難い旧帝国体制下において、平民出身だが30代で、かつ後方勤務で大佐になったという経歴を持つ。そのため、優秀な人材としてラインハルトも興味を持つほどであったが、作中では歴史の波に翻弄され、不遇な一生を送る。
リップシュタット戦役においてフレーゲルの参謀として貴族連合軍に与する。戦役の最後の戦いにおいて戦局が決した中で、なおも戦いに固執するフレーゲルに落ち延びることを勧めるが、これにフレーゲルが「滅びの美学」を標榜したため、それが単なる自分の無能を美化した自己陶酔であること、それに付き合わされる方はたまったものではないと手厳しく糾弾する。これに逆上したフレーゲルに殺されそうになるが、逆にシューマッハを慕う部下たちによってフレーゲルが射殺されて助かり、そのまま部下たちとフェザーンに亡命し、アッシニボイヤ渓谷の農地開拓事業を始める。ところが皇帝誘拐計画を立てたフェザーン政府にその実行犯役として目をつけられ、部下たちを人質に取られる形で誘拐計画に加担することとなる。その後、ランズベルク伯と共に皇帝エルウィン・ヨーゼフ2世誘拐を成功させ、銀河帝国正統政府樹立後は准将に任命される。上記の通り、シューマッハ自身はあくまで部下たちを人質に取られたがゆえに渋々計画に加担しており、ランズベルク伯らと違って、これらの行為が無価値なもの、まして時代に逆行する行為と看破していた。
同盟滅亡後は、ランズベルク伯とエルウィン・ヨーゼフ2世を連れて国事犯として指名手配を受ける中で逃亡生活を送るが、本編最終盤、ルビンスキーの火祭りで負傷したことがきっかけで憲兵隊に拘束される。そこでランズベルク伯が持っていたエルウィン・ヨーゼフ2世とされる遺体が別人であること、地球教が最後のテロ（仮皇宮襲撃事件）を起こそうとしている情報を提供し、釈放される。再度フェザーンでの静かな生活を望むも、守ろうとした集団農場の元部下たちは、帝国軍の動乱に際して既に四散しており、叶わなかった。その後、シュトライトの推薦で帝国軍准将となるが、宇宙海賊との戦闘中に行方不明となったとある。
OVA版では憲兵隊に拘束された際、彼の身元を端末で検索するときに、実在のF1ドライバーであるラルフ・シューマッハとミハエル・シューマッハの似顔絵と名前が一瞬写る。
藤崎版ではフレーゲルの最期が大きく変更されたため、原作でのエピソードがない。フェザーンの存在が秘されていたため、部下たちとフェザーンへ亡命したエピソードもなく、帝国の辺境で部下たちと農業を始めたことになっている。皇帝誘拐のエピソードからは原作と同じく実行犯として作中に登場するが、動機についてはフェザーン人に脅迫されている旨のことを述べている（具体的な内容は不明）。
ウィリバルト・ヨアヒム・フォン・メルカッツ
銀河帝国正統政府の軍務尚書。

## その他の貴族
マグダレーナ・フォン・ヴェストパーレ (Magdalena von Westphale)
声 - 横尾まり(旧)
ヴェストパーレ男爵家の女当主。ヴェストパーレ男爵夫人マグダレーナと呼称される。外伝の登場人物。
シャフハウゼン子爵夫人と共にアンネローゼの数少ない友人。アンネローゼより2歳年上で、黒い髪と黒い瞳、象牙色の肌をした美女。独身だが「歩く博物館」の異名を持つほど、7人の才能ある無名の芸術家のパトロン兼愛人として囲っており、芸術分野に造詣が深い。才色兼備で精神的な骨格が逞しく、もし男であれば貴族社会の俊秀として名をなしたに違いないと評される。愛人の一人である劇作家の上演で、ヴェストパーレとの関係を揶揄して嘲弄してきた観客の貴族たちに狼狽することなく一喝して黙らせたというエピソードを持つ。宮廷に入ってきたばかりのアンネローゼに好意を抱いて何かと親切を示し、彼女が他の貴族たちから陰口以上の嫌がらせを受けないのはマグダレーナがいるためだという。このためラインハルトが頭の上がらない数少ない一人であり、その芸術関係の交友からメックリンガーを間接的に引き合わせた人物ともなっている。また、ヒルダの亡き母が古典音楽の講師を務めていた縁からヒルダとも面識があり、互いに才能を評価しあい、彼女から大元帥の軍服が似合うと言われる。メックリンガーとの交友関係については、精神的物質的な助力を必要とする男性に強烈な保護欲を唆られるのであって、既に芸術家としても軍人としても成功している彼とは男女の仲ではないという。
アンネローゼ周りの人物として掘り下げられて外伝に登場した人物であり、原作本伝には名前も含め一切登場しない。しかし、本編開始前に死亡や失脚して物語から退場したというわけではなく、OVA版ではエピソードの時系列変更によるものも含め、本伝中に普通に登場する。OVA外伝『決闘者』にも登場して決闘のお膳立てを行うなど活躍し、いち早くラインハルトの相手の正体を見抜く。
ドロテーア・フォン・シャフハウゼン (Drothea von Schaffhausen)
声 - 佐藤直子(決)
シャフハウゼン子爵の妻。
ヴェストパーレ男爵夫人と共にアンネローゼの数少ない友人。容姿はかろうじて美人というところだが、性格は善良で親切であり、貴族社会において稀に見る美質の所有者と評される。このため、ラインハルト姉弟の信頼厚く、帝位についた彼の侍従長ウェンツェル・フォン・ハッセルバック男爵は彼女の義弟にあたる。また、過去を扱った外伝『千億の星、千億の光』ではヴァンフリート４＝２の戦いから帰還したラインハルトとキルヒアイスがアンネローゼと会うために邸宅のサンルームを貸す。
本伝ではアンネローゼの友人として名前が登場するのみだが、外伝『星を砕く者』で端役ながら登場して上記の来歴や人物像が説明され、OVA外伝『決闘者』ではアンネローゼとの関係からラインハルトがシャフハウゼン子爵に挑まれた決闘の代理人となる。
シャフハウゼン (Schaffhausen)
声 - 伊藤和晃(決)
子爵。ドロテーアの夫。OVA外伝『決闘者』の登場人物。
善良な妻ドロテーアと共に、貴族としては突然変異的に善良と評される人物。平民であるドロテーアと一緒になるために資産の半分を謝礼金や工作費用に費やしたという。宮廷政治にも興味がなく、薬用植物の研究と旅行記の読書という趣味の日々を過ごす。
原作においては外伝でドロテーアの説明のために名前が触れられるだけで本人は登場しない。OVA外伝『決闘者』にて、同作のエピソードのきっかけとなる人物として登場し、ヘルクスハイマー伯爵と鉱山の採掘権で争いになり、決闘を挑まれたことから、その代理人としてラインハルトを指名する。
コルヴィッツ
帝国騎士。元宮内省の職員。グリューネワルト伯爵家執事。
宮内省職員としてベーネミュンデに飽いて新たな少女を求め始めたフリードリヒ4世のために市井にいたアンネローゼを見出した人物。この功績によって皇帝から多額の褒賞を受け、アンネローゼに仕えるよう指示される。このため、彼女を親身に考えており、ヴェストパーレ男爵夫人、シャフハウゼン子爵夫人に準じるアンネローゼの数少ない友人としてコルヴィッツ夫妻の名が挙がる。しかし、ラインハルトからすれば姉を連れ去った誘拐犯であり、明白に敵意を抱かれている。
藤崎版では原作同様に敵意を抱かれつつも、ベーネミュンデの魔の手から命を賭して姉を守るように厳命される。また子爵になっている。

## 外伝・オリジナルエピソードの登場人物
上記以外の外伝や、メディアミックス作品のオリジナルエピソードの登場人物。 

### 螺旋迷宮
クリストフ・フォン・ケーフェンヒラー (Christof von Köfenhiller)
帝国軍人でエコニア捕虜収容所の捕虜。捕虜たちの自治委員会の会長。同盟への投降時は大佐。男爵。71歳。外伝『螺旋迷宮』の主要人物。
→銀河英雄伝説の登場人物・自由惑星同盟#螺旋迷宮
プレスブルク (Pressburg)
帝国軍人でエコニア捕虜収容所の捕虜。同盟への投降時は中尉。外伝『螺旋迷宮』の登場人物。
→銀河英雄伝説の登場人物・自由惑星同盟#螺旋迷宮

### 白銀の谷
ヘルダー (Helder)
声 - 宮田光(白) / 亀井三郎(黄)
大佐。惑星カプチェランカの帝国軍前線基地「BIII（ベードライ）」基地の司令官。短編『白銀の谷』の登場人物。
出世を約束されてベーネミュンデ侯爵夫人の陰謀に加担し、ラインハルトを暗殺しようとする同作の敵役。部下のフーゲンベルヒに命じて機動装甲車を細工させ、敵情視察を命じたラインハルトとキルヒアイスを極寒の惑星において事故死させようと企む。結局、失敗した上にフーゲンベルヒがヘルダーが命令役と口を滑らしたために、ラインハルトの標的となるが、同短編中はここで話が終わってしまうためヘルダーの去就は不明。後に『黄金の翼』にて戦闘中の死亡に見せかけて2人に殺されたことが示唆されている。
OVA版では原作後の顛末や、ヘルダーの人物描写が掘り下げられている。熟練兵ながら家族から離れて極寒の惑星に配属されたことに不満を持っており、それをベーネミュンデに利用され、本国への栄転を餌に計画に乗る。上記の暗殺失敗の後、暗殺計画に気づかない振りをして基地に帰還したラインハルトが同盟基地を奇襲する計画を提案してきたため、それに乗じて自ら暗殺する計画を立てる。しかし、これはベーネミュンデを告発する証人としてヘルダーを拘束するためのラインハルトの罠であり、まんまと嵌って正体を晒してしまう。それでも熟練兵さながらの戦闘能力で抵抗してラインハルトを追い詰めるも、駆けつけたキルヒアイスに防止される。その後、ラインハルトが観念させようと反逆罪及び連座制で一族皆殺しにされると脅されたことに狂乱し、崖に投身自殺してしまう。
藤崎版はフーゲンベルヒの設定変更に伴い話の流れが変わっている。原作通り、細工した機動装甲車で凍死を目論むも救助要請連絡が届いたために、フーゲンベルヒと共に始末に向かう。しかし、その道中での会話からフーゲンベルヒがラインハルトに傾倒したことを悟り、彼が真相を明かそうとしたところで口封じのために殺害する。その後、自らの手でラインハルトを殺そうとしたが、その際にアンネローゼを侮辱したために激怒したラインハルトにその場で殺される（原作におけるフーゲンベルヒの死に方）。公式記録ではフーゲンベルヒと共に哨戒中に行方不明になったことにされる。
フーゲンベルヒ (Fugenberch)
声 - 関俊彦(白)
大尉。「BIII」基地所属。ヘルダー大佐の部下。短編『白銀の谷』の登場人物。
ヘルダーによるラインハルト暗殺計画の協力者。計画によって凍死したと思われるラインハルトを確かめるため偵察に出る。ラインハルトがまだ生きているなど当初の狙いは外れるも、未だ窮地にあるように見えたこと、さらにキルヒアイスは死んだというラインハルトの嘘に騙され、ヘルダーのことなど、ベラベラと真相を明かしてしまう。そこでアンネローゼを侮辱する言葉を吐いたためにラインハルトとキルヒアイスの逆鱗に触れ、殺される。
藤崎版では設定や描写が大きく変更され掘り下げられており、平民出身の伍長になっている。貴族という出身のみで出世した軍人の指揮下で行われた戦闘で弟を失ったことで貴族出身の軍人に敵意を持つ。そのため、一般にアンネローゼの後援で少年の身（当時15歳）で異例の出世をしていると見なされるラインハルトに強い反感を抱く。また、ヘルダーの命令に従うのも、病気の母の薬代のために物資の横流しをしたことが彼にばれ、脅迫されていることによる。接する内にラインハルトがただの姉の七光だけではないと察するようになるが、ヘルダーに強いられて機動装甲車の細工を行う。その後、ラインハルトの救助要請の連絡が届くと生きていたことを密かに喜び救助に出る（ここでの反応でヘルダーに心変わりがバレる）。その後、原作通りラインハルトからキルヒアイスの死を聞かされると土下座して詫び、そこでベーネミュンデが黒幕であることを明かそうとしたため、ヘルダーに殺される。死に際に自分の死で母に遺族年金が入ることを喜び、ラインハルトに希望を見たと感謝する。
マーテル
声 - 金尾哲夫(白)
中佐。「BIII」基地の副司令官。OVA版でのオリジナル人物。短編『白銀の谷』の登場人物。
ヘルダー大佐が自殺した現場に居合わせ、ラインハルトから証言を求められるも拒否する。その代わりラインハルトに昇進と艦隊勤務に就けるよう推薦することを約束する。その後、大佐に昇進し後任の基地司令官となるが、その半年後に同盟軍の再攻撃を受け基地と共に玉砕し戦死する。

### 黄金の翼
ヴァルテンベルク (Wartenberg)
声 - 根本嘉也(黄)
第5次イゼルローン攻防戦における要塞駐留艦隊司令官。大将。短編『黄金の翼』の登場人物。
要所イゼルローンの防衛を担う軍人。第7次イゼルローン攻防戦でのシュトックハウゼンとゼークトの関係と同じく、要塞司令官のクライストと対立関係にある。シトレ率いる同盟軍の大軍来襲の報を受けて作戦会議に臨むが、クライストと口汚く言い争った末に、結局、伝統的な作戦案（駐留艦隊が出撃して同盟軍をトゥールハンマーの射程内に誘い込み一掃する）で妥協する。ところが、これが同盟軍の狙いであり、並行追撃作戦によってトゥールハンマーの射程内で混戦となってしまい、帝国軍を危機に陥れる。
クライスト (Kleist)
声 - 藤本譲(黄)
第5次イゼルローン攻防戦における要塞司令官。大将。短編『黄金の翼』の登場人物。
要所イゼルローンの防衛を担う軍人。ヴァルテンベルクの項でも書いたように、彼とは激しい対立関係にある。シトレ率いる同盟軍の大軍に対し、事前の作戦会議で激しい口論の末に伝統的な作戦案を選択するが、並行追撃作戦によって切り札トゥールハンマーを防がれる形となってしまう。ヴァルテンベルクの艦隊運用を罵った末に、敵の攻撃で初の要塞防壁にも損害が出るに及んで仕方なく味方ごとトゥールハンマーを撃ち、同盟軍を追い払うことに成功する。
グレゴール・フォン・クルムバッハ (Gregor von Kulmbach)
声 - 石井康嗣(黄)
憲兵少佐。短編『黄金の翼』の登場人物。
30代前半の、やせてとがった印象をあたえる男。道原版及びそのデザインに基づくOVA長篇「黄金の翼」では、色白で黒い長髪かつ赤い口紅をつけた軍人。その正体はベーネミュンデの命令を受けてラインハルトの命を狙う暗殺者であり、短編「白銀の谷」におけるヘルダー大佐の戦死を内密に捜査するという理由でラインハルトにつきまとう。事前にラインハルトの上官のレンネンカンプに宮廷の後ろ盾があることを仄めかし、自由に行動する。第5次イゼルローン攻防戦が始まると暗殺の密命を実行するべくラインハルトの駆逐艦エルムラントIIに乗船するが、混戦状態となり、慣れない戦場で恐慌状態となり、ラインハルトに侮蔑される。その後、プライドを傷つけられたことも加わってラインハルトの命を狙うも返り討ちに遭い、ケーブルを首に巻きつけられた状態で空洞に落とされ、縊死する。

### 朝の夢、夜の歌
ゲアハルト・フォン・シュテーガー (Gerhard von Staeger)
声 - 藤本譲(朝)
幼年学校の校長。中将。男爵。短編『朝の夢、夜の歌』の主要人物。
およそ軍人にも教育者にも見えず、大貴族の傲慢さもなく、田園の小地主のようと描写される退役間近の老士官。ラインハルトらが幼年学校在籍時は副校長を務めており、互いに面識がある。ライフアイゼンの死を外部の犯行と考え、捜査に来たラインハルトに早期の事件解決を頼み込んだり、捜査協力に学年首席のハーゼを派遣するなど協力的な態度を見せる。
物語終盤、実は一連の事件の犯人であったことが判明する。ラインハルトの推測では、夜回りで偶然ライフアイゼンの事故死体を発見し、校長の管理責任を問われることを恐れて他殺体に偽装する。さらにこれを利用して孫のヴァルブルクを学年首席にする策を思いつき、次席のベルツを殺害した上で、あえて血痕を残すなどの偽装を行い、赤緑色盲であるハーゼに疑いが向くように仕向ける（首席・次席がいなくなることで三席の孫が首席となる）。ハーゼをラインハルトにあえて引き合わせたのもこのためであり、黄色のタオルを用いたり、凶器のナイフをハーゼの机に隠すなど、かなり露骨な行動を取る。
最終的に犯行をラインハルトに暴かれ、彼からその卑劣な行為を断罪されるが、姉の七光りで異例の出世をしている貴様に何が理解できるかと反抗し、自身の半生が理不尽なものであったことを吐露して、犯行を正当化する。結果としてそのまま憲兵隊に連行されるものの、キルヒアイスからは、今後ラインハルトが戦っていくのは弱者を虐げる門閥貴族のような強者ばかりではなく、シュテーガーのような現在の社会体制の枠内でささやかな地位の向上と待遇の改善を望む者も敵になると危惧される。
OVA版ではさらに設定が掘り下げられており、元上官であったハーゼの祖父に命令される形で色盲の彼に便宜を図り、入学させていたことが判明する。
モーリッツ・フォン・ハーゼ (Morritz von Haase)
声 - 石田彰(朝)
幼年学校5年生（最上級生）で学年首席。短編『朝の夢、夜の歌』の登場人物。
かなり背の高い茶色の髪の少年で、校長の命令を受けて、捜査にきたラインハルトとキルヒアイスに協力する。基本的に消極的で、ラインハルトらの質問に対する回答も一切役に立たなかった。不思議な言葉選びをしたことから、のちにキルヒアイスによって強度の赤緑色盲であることを見抜かれる（『朝の夢、夜の歌』の時点で劣悪遺伝子排除法が事実上死文化されているとはいえ、先天疾患に厳しい帝国では色盲であることを隠して幼年学校に入ることは大きな問題となる）。
シュテーガーに一連の事件の犯人に仕立て上げられるなど純然たる被害者であり、また学年首席という優秀な人物であったが、色盲であることが発覚したために事件解決後に幼年学校から追放される。
OVA版ではさらに設定が掘り下げられており、祖父はシュテーガーの元上官であり、祖父がシュテーガーに命令する形で色盲を隠して幼年学校に入学できたことになっている（そのため、シュテーガーはハーゼの色盲を知っていた）。
エーリッヒ・フォン・ヴァルブルク (Erich von Warburg)
声 - 太田真一郎(朝)
幼年学校5年生（最上級生）で学年三席。短編『朝の夢、夜の歌』の登場人物。
作中直接は登場せず。ハーゼ、ベルツに次ぐ成績優良生で、実はシュテーガーの孫（他家に嫁いだ娘の子）。
カール・フォン・ライフアイゼン (Karl von Reifeisen)
声 - 上田祐司(朝)
幼年学校5年生（最上級生）。短編『朝の夢、夜の歌』の登場人物で作中事件の被害者。
短編『朝の夢、夜の歌』のきっかけとなる生徒。父は大佐。ある朝、学校の食料倉庫にて死体で発見され、他殺の可能性もあったため、当時憲兵隊に出向していたラインハルトとキルヒアイスが捜査に派遣されることとなる。成績は10位から50位の間で優秀だが傑出したほどではないとされる。
食事に不平があったことが分かり、物語終盤に深夜に食料倉庫に忍び込んだところを、落下してきた30キロの小麦粉袋が頭部に直撃して亡くなった事故死とラインハルトから推測される。
OVA版では子爵家の出身という設定が追加されている。
ヨハン・ゴットホルプ・フォン・ベルツ (Johann Gottholb von Bertz)
声 - 遠近孝一(朝)
幼年学校5年生（最上級生）で学年次席。短編『朝の夢、夜の歌』の登場人物で作中事件の第2被害者。
作中直接は登場せず、ラインハルトがライフアイゼンの葬儀に出席するため学校から離れていた間に、トイレで他殺体となって発見される。現場は、壁の血痕は拭き取られているのに、緑タイルの床の血痕はそのままなど、謎を残す。

### 千億の星、千億の光
リヒャルト・フォン・グリンメルスハウゼン (Richard von Grinmelshausen)
声 - 槐柳二(千)
艦隊司令官。中将（後に大将に昇進し軍務省高等参事官兼宮廷顧問官）。子爵家当主。76歳。乗艦はオストファーレン。配下にラインハルトやケスラー、リューネブルク。「グリンメルス」と略されることもある。外伝『千億の星、千億の光』の主要人物。
軍部、宮廷、貴族、部下と多くの者から軽んじられている老提督。外見は老耄としており、居眠りが多いことから「居眠り子爵」「ひなたぼっこ提督」などとも呼ばれる。後述する皇帝との関係によって現在の不相応の地位にいることを自他共に認めており、言われた相手が困惑するほど、自分は無能者だと平然と言う（曰く18歳の時には既に自分の才能や将来性に見切りをつけていたという）。作中では素なのか意図的なのか、のらりくらりとして、何が狙いかわからない相手を戸惑わせる言動が多く、良くも悪くもラインハルトやキルヒアイスをも困惑させる。編の終盤で本性は明敏であったことが明かされ、ラインハルトを高く評価し、その死に際しては自身が集めた秘聞情報を遺す。また、軍上層部に疎まれていたケスラーの庇護者となっており、ラインハルトとケスラーが邂逅するきっかけとなっている。
元は子爵家の三男で士官学校での成績も凡庸であったが、兄2人が相次いで亡くなったため偶然に家を継ぐことになる。青年時代はフリードリヒ4世の侍従武官兼放蕩仲間で、帝位に就くまで何かと尽力したため信頼も厚く、今も皇帝と仲が良い。また、誰からも軽んじられる存在であったがゆえに貴族社会や官僚界、軍部の秘密や醜聞など、聞き知ったことを生涯にわたって収集することができ、それらを克明に記録していた（秘聞情報、いわゆるグリンメルスハウゼン文書）。
作中の初登場はヴァンフリート星域会戦からで、同戦役中ではミュッケンベルガーやラインハルトを苛立たせたり困惑させるなど、迷惑な指揮官として描かれる。あまりの酷さに前線から遠ざけられるが、それが結果的にラインハルトやリューネブルクの活躍でヴァンフリート4=2の同盟軍基地攻撃という功績を挙げることに繋がる。この功績と皇帝の好意により、大将に昇進して後方勤務（軍務省高等参事官かつ宮廷顧問官。名誉職で実質的な退役）となる。戦役中はラインハルトの足を引っ張っているだけのように見えたが、キルヒアイスの昇進を特に推薦して感謝され、さらには返礼の挨拶に来た彼に対し、ラインハルトを高く評価した上で、その野心にも気づいている素振りを見せる。また、続く皇帝との会話でもラインハルトを高く評価し、皇帝がローエングラム家を下賜する遠因となる。その後、第6次イゼルローン攻防戦の直前頃に夏風邪を引き、そのまま死去したことが示唆される。死の直前にはエリザベートにマチアスの死の真相を教えることでハルテンベルク家（ひいてはリューネブルク）を破滅させ、ラインハルトの将来に役立たせて欲しい（大貴族や高官に対する脅迫に使え）と信頼する部下であるケスラーを通して秘聞情報を託す。
ヘルマン・フォン・リューネブルク (Hermann von Luneburg)
声 - 野沢那智(千)
陸戦隊指揮官。准将（後に少将）。元同盟軍大佐で第11代薔薇の騎士（ローゼンリッター）連隊長。35歳。外伝『千億の星、千億の光』の主要人物。
生まれながらの帝国貴族といった容姿を持つ、長身で銀灰色の髪の白兵戦技の達人。元部下で作中随一の陸戦隊の長であるシェーンコップをして陸戦の指揮官として高く評価され、自分以外では倒せないとまで評される。陸戦に関わらぬ部分でも優秀であり、ヴァンフリート4＝2の地上戦では元はラインハルトの策とはいえ、同盟軍の基地発見の功績を立てた上、すぐに先制攻撃を進言し、さらには同格のラインハルトの発言を封じるなど、キルヒアイスから危険視される。『千億の星、千億の光』におけるラインハルトの対立者という人物であったが、一方で野心家で逆亡命者という反感を買い易い立場であったことや、私生活において恵まれなかったことなどは、後に自身の境遇と重なったラインハルトから複雑な心境を抱かれる。
元は帝国の爵位持ちの家柄だったが同盟に亡命し、後に第11代ローゼンリッター連隊長として名を馳せる。作中の3年前に理由は不明だが、再度帝国に亡命し、陸戦隊の隊長として准将の地位を得る。野心家で帝国での栄達を望み、ハルテンベルク伯の思惑もあって、彼の妹エリザベートと半ば強引に結婚する（マチアスの死が背景にあり、夫婦仲は自嘲するほど最悪だった）。その来歴や野心家であるための普段の言動、さらにはその結婚の経緯から、周囲からは非常に疎まれていた。真偽は不明だが、実は皇族の落胤という噂話もあったという。
作中ではヴァンフリート4＝2の地上戦においてグリンメルスハウゼン艦隊麾下のラインハルトと同格の同僚として登場する。ラインハルトの地上偵察の提案に対し、陸戦隊の長である自分の方がふさわしいとして彼の手柄を横取りするような形となるが、ローゼンリッター連隊長であるヴァーンシャッフェを戦死させ、続く即座の同盟基地攻撃の進言や、そこでの活躍などラインハルトも認める戦功を挙げる。ラインハルトからその存在を危険視されるのと同時に、リューネブルクもまたラインハルトの野心や才幹を見抜いて危険視し、以降、水面下で暗闘する。しかし、オフレッサーに取り入ろうとして、逆に拒絶されるなど、自分の人望の無さなどの不手際を晒し、追い込まれていく。第6次イゼルローン攻防戦では、復讐に燃えるシェーンコップの策で戦場に引きずり出され、彼との一騎討ちの果てに右腕を斬り飛ばされて敗北し、シェーンコップに対して自らの技量が衰えたことが敗北の原因であると主張した後、「俺は死んでやる、死んで解放してやる」と妻に対して独白して絶命する。戦死後、大将に特進する。
エーリッヒ・フォン・ハルテンベルク (Erich von Haltenberg)
声 - 佐々木功(千)
内務省警察総局次長。ハルテンベルク伯爵家当主。38歳。エリザベートの兄で、リューネブルクの義兄。外伝『千億の星、千億の光』の登場人物。
現実的な視野と貴族のプライドを併せ持つとされ、まだ若手ながら、いずれは警視総監、そして内務尚書の座を占めると噂されている実力者。かつて妹がうだつの上がらない貴族子弟カール・マチアスと付き合うことに反対し、その上でマチアスがサイオキシン麻薬の密売をしていると知ると、妹と家名、そして将来の栄達を守るために、彼をフォルゲン伯と組んで謀殺する。その後、最愛の人の死で廃人同然に陰鬱とする妹を見かね、元薔薇の騎士連隊の連隊長という経歴を持つリューネブルクと婚約させた。これについてケスラーは最愛の人を奪った者を夫とする憎しみの対象を与えることで妹の心を救おうとしたのではないかと推測している。
最終的にグリンメルスハウゼンがマチアスの死の真相をエリザベートに教えたために妹から恨まれ、睡眠薬を飲まされて階段から突き落とされた上に、顔に植木鉢を叩きつけられるというその職位と爵位に合わない悲惨な死を迎える。
エリザベート・フォン・リューネブルク (Elisabeth von Luneburg)
声 - 麻上洋子(千)
リューネブルク の妻。ハルテンベルク伯爵家令嬢（現当主エーリッヒの妹）。外伝『千億の星、千億の光』の登場人物。
かなりの美貌を持つ伯爵令嬢。かつてカール・マチアスという最愛の恋人がいたが同盟との戦闘中に亡くなり、ショックで廃人同然になっていたという過去を持つ。兄の斡旋で、そのマチアスを殺した薔薇の騎士連隊の元連隊長という経歴を持つ亡命者ヘルマン・リューネブルクと半ば強引に結婚させられた。そのため、当然のことながら夫婦仲は最悪だった。なお、エリザベートはマチアスがサイオキシン麻薬の密売に手を染めていたことや、それによって兄とフォルゲン家が共謀して彼を最前線に送り戦死させたことを知らなかった。
第6次イゼルローン攻防戦とほぼ同時期にグリンメルスハウゼンの画策によってマチアスの死の真相を知らされる。これによって兄への復讐心が芽生え、睡眠薬入りの紅茶を飲ませた上で階段から突き落とし、さらに鉢植えを顔面に投げ落として殺害する。
カール・マチアス
フォルゲン伯爵家の四男。准将（軍官僚）。エリザベートの恋人。故人。外伝『千億の星、千億の光』の登場人物。
エリザベートのかつての恋人で将来を誓いあった仲であった青年。極めて能力に乏しく、家のおかげで斡旋された軍務（主計）も怠りがちであったが、エリザベートへの愛は最終的には本物だった。ハルテンベルクとフォルゲン両家の反対を押し切って結婚しようとし、さらに結婚生活の生活費のためにサイオキシン麻薬の密売に手を出す。それが警察総局に務めるエリザベートの兄エーリッヒに知られ、カールの長兄で現当主のフォルゲン伯爵と相談の上で、エリザベートとそれぞれの家名を守るために最前線に送られ戦死した。なお、この時の相手が薔薇の騎士連隊であったことが、リューネブルクの人生に影響を与える。
マルティン・ブーフホルツ (Martin Buchhortz)
声 - 三木眞一郎(千)
キルヒアイスの小学校時代の旧友。外伝『千億の星、千億の光』5章の登場人物。
ヴァンフリート星域会戦後に実家に帰ったキルヒアイスと偶然に再会した幼馴染。その時、18歳で国立オーディン文理科大学で古典文学について研究していたが徴兵され戦場に送られることを憂慮し（古典文学研究は徴兵免除の対象にならない）、思わずキルヒアイスにあたってしまう。その半年後、憲兵隊による学生たちの地下反戦組織の摘発で逮捕され、政治犯収容所に送られてしまう。さらに2年後に、地位と権限を得たキルヒアイスが行方を追った時には栄養失調で既に亡くなっていたことが判明する。

### 星を砕く者
ノルデン (Norden)
声 - 大原康裕(三)
第3次ティアマト会戦におけるラインハルトの参謀長。少将。子爵家の嫡男。32歳。外伝『星を砕く者』の第1章「第3次ティアマト会戦」の登場人物。
第3次ティアマト会戦において、軍務省人事局の指示でラインハルトの幕僚となった青年将校。32歳で少将という地位にあり、また内務省次官の父の引退に伴い、間もなく家督を継ぐと目されている。特に無能というわけではないが良くも悪くも凡庸な人物で、ラインハルトの見識が常人の範囲から外れるがゆえに、態度に出さずとも内心で軽視してしまう。作中ではラインハルトが否定しているにもかかわらず、ホーランド艦隊の無謀な用兵ぶりを高く評価し、彼を苛立たせる。さらにはキルヒアイスの配慮もあって、ラインハルトから直接、狙いや限界点に達したところを討つと説明されていたにもかかわらず、いざその時になっても見当違いの意見具申を行ったため、ついにはラインハルトに激怒され、あまりの衝撃に硬直してしまう。キルヒアイスから敵意は抱かれなかったものの、最終的には「ラインハルトさまのお役には立たない」と判断され、以後、ラインハルトの幕僚としては登場しない。
藤崎版では、ある貴族からラインハルトを戦死させる密命を帯びてラインハルトの幕僚に配属された人物として登場する（原作では単に軍務省のお役所仕事で他意はなかったことが説明されている）。その正体はミュッケンベルガーを通して既にラインハルトに知られており、ノルデンの存在が軍全体に危険をもたらすというミュッケンベルガーの憂慮でラインハルト艦隊は後方待機の命令を受けてしまう。ラインハルトとしては戦功を挙げたいにもかかわらず、当の原因であるノルデンが戦死させるという任務を達成するため、艦隊を突出すべきなど、危険な具申を行うため、ラインハルトから睨まれる。原作同様にホーランド艦隊の活躍に狼狽するが、敵艦隊壊滅後は、それまでの苛立ちから「残存艦隊を皆殺しにせよ」と恥知らずな進言を行ったことで、ついに堪忍袋の緒が切れたラインハルトから罵倒と叱責を喰らい艦から摘み出される。
コルプト大尉
大尉。兄は子爵。ブラウンシュヴァイク公の従弟の息子で、姉はリッテンハイム侯の一門に嫁いでいる家柄。外伝『星を砕く者』の登場人物。
クロプシュトック戦役に討伐軍の一員として参加した青年貴族。戦闘後の勝者側の略奪の嵐の中で、上品な老婦人に伸し掛かるとそのサファイアの指輪を奪おうとし、彼女が守るために飲み込もうとすると喉をナイフで斬って殺し、切り口から指輪を奪う。そこに駆けつけたミッターマイヤーに詰問されると、まったく悪びれず、自分がブラウンシュヴァイク公の従弟であることやリッテンハイム侯の一門とも縁戚であることを述べて罪を免れようとしたため、激昂したミッターマイヤーに軍規に照らしてその場で射殺される。これによってミッターマイヤーは門閥貴族の怒りを買い、その窮地をラインハルトが助けることになる（また、それによってラインハルトとフレーゲルの対立が始まる）。なお、彼の登場シーンではその名前は登場せず（単に青年貴族や大尉と称される）、後日に兄の子爵がコルプトを名乗る。
コルプト子爵
コルプト大尉の兄。士官。門閥貴族。戦艦アルトマルクに乗艦（おそらく艦長）。外伝『星を砕く者』の登場人物。
階級は不明だが士官。第4次ティアマト会戦の前段において弟を殺された恨みから、ミッターマイヤーに「戦闘中は背後に気をつけろ」と脅しにやってくる。しかし、まともに相手にされず、その場にロイエンタールもいたことであっさり追い払われてしまう。その後に起こったレグニツァ上空遭遇戦において、予告通り戦艦アルトマルクがミッターマイヤーの乗艦を背後から狙うが、砲撃を躱された上に同盟軍の前に引きずり出され、十字砲火を浴びて撃沈される。
作中での明確な登場はミッターマイヤーを恫喝した場面のみだが、ミッターマイヤーの記憶では、大尉射殺後に囚われた軍刑務所でフレーゲルと一緒にいた一人ではないかとしている。

### 汚名
ミヒャエル・ジギスムント・フォン・カイザーリング (Michael Sigismund von Kaiserling)
声 - 川久保潔(汚)
元中将で退役少将。男爵。短編『汚名』の主要人物。
キルヒアイスが観光地クロイツナハIIIで出会った老人。帝国暦483年のアルレスハイム星域会戦で惨敗したことから愚将の汚名を持ち、少将に降格の上、退役した。しかし、およそそのような来歴を感じさせない明敏さを持ち、キルヒアイスから興味を持たれる。また、カイザーリングもキルヒアイスを気に入り食事に招くなどする。実はヨハンナが初恋の相手で現在も愛し、そのために独身を貫いていた。このヨハンナを想ってバーゼルを庇ったことがすべての元凶となり、最終的に自らの手で愛する者を手にかける悲劇になってしまう。
『汚名』の冒頭において、サイオキシン麻薬中毒の軍人たちに襲われていたところをキルヒアイスに助けられる。結果的にキルヒアイスが麻薬事件の捜査を行うきっかけとなり、麻薬中毒者がかつてのカイザーリング艦隊の所属兵士だったことや、キルヒアイスが命を狙われたことなどから事件の容疑者候補の一人として疑われる。しかし、その後、バーゼルが真犯人であることや、ヨハンナへの恋慕から彼を庇っていたことなどが判明する。最後、追い詰められたバーゼルからの命令を受けて証拠隠滅を行っていたヨハンナを丸腰の老婆を撃つことはできないキルヒアイスでは止められないと判断すると、代わりに彼女を射殺し、ケリをつける。
クリストフ・フォン・バーゼル (Christof von Basel)
声 - 中田浩二(汚)
退役中将。短編『汚名』の登場人物。
カイザーリングの旧友であり、アルレスハイム星域会戦当時のカイザーリング艦隊幕僚（補給担当）。実は帝国軍内部におけるサイオキシン麻薬密売組織の頭目であり、アルレスハイム星域会戦における帝国軍内部の敗北も彼が艦隊の兵士に麻薬を蔓延させたことで中毒患者となった兵士が暴発したためであった。一度はサイオキシン麻薬の所持容疑で憲兵隊に召喚されるが、妻ヨハンナを恋慕するカイザーリングの計らいで罪を免れ、更にカイザーリングが軍事裁判の場で沈黙を貫いたことからその事実が露見することはなく、カイザーリングが降格の上退役処分になる傍らで軍に残り、中将で退役後はある星間輸送企業の経営陣に名を連ねている。
クロイツナハIIIでヨハンナと共に会う予定だったが本編開始の少し前に告発の手紙を受け、これをカイザーリングの仕業と疑い、軍内の麻薬中毒者の兵士を操って彼の暗殺を企て、さらに事件の捜査にあたるキルヒアイスの命も狙った。最終的にはキルヒアイスとホフマンの捜査によってすべての真相が暴かれて逮捕されるが、その直前でヨハンナに証拠隠滅の連絡を入れたことが、物語の悲劇的な結末に至ることになる。
ヨハンナ・フォン・バーゼル (Johanna von Basel)
声 - 池田昌子(汚)
バーゼル退役中将の妻。短編『汚名』の登場人物。
老いても年相応に美しい老嬢。カイザーリンクの初恋の人。夫がサイオキシン麻薬の密売者で、アルレスハイム星域会戦の敗北の原因であることも知っているが夫を愛しているがゆえに沈黙している。しかし、自分を愛するがゆえに、部下である夫を庇い、汚名を甘受したカイザーリングに良心の呵責を感じ、夫に足を洗ってもらうために、匿名の告発の手紙を送る。ところが、バーゼルがこの差出人がカイザーリングだと勘違いしたところから、一連の事件が起きてしまう。
一連の捜査で真相に気づいたキルヒアイスから懇願されてもカイザーリングを救うために夫を告発することは拒絶し、夫に命じられるままにその罪を立証しうる証拠書類の隠滅を図る。最終的には彼女を止めることはできないキルヒアイスに代わってカイザーリンクに射殺される。死の間際、命を絶たれた無念も無く自身を撃った彼に対する恨み言でもなく優しい微笑みを浮かべる。
ホフマン (Hofmann)
声 - 神山卓三(汚)
クロイツナハIIIの治安警察の警視。短編『汚名』の登場人物。
クロイツナハIIIでサイオキシン麻薬密売の捜査を担当する定年間近の警官。元軍人。ややとぼけた風貌と態度の持ち主だが、捜査に対する姿勢は真摯であり、休暇中のキルヒアイスに半ば無理やり捜査協力させる。襲撃犯に襲われて不利な状況に追い込まれたキルヒアイスの窮地を機転を利かせて救い、犯人であるバーゼル退役中将との対決でも臆することなく逮捕に貢献する。OVA版ではキルヒアイスを信じて彼に自分のブラスターを貸与もしている。
憲兵と治安警察との確執から帝国軍に隔意を抱くと同時に、軍人時代に理不尽な上官に怒りを持っている。そのため、キルヒアイスに軽口として彼の上官（すなわちラインハルト）の悪口を言ってしまい当初、反感を抱かれる（キルヒアイスの反応を見て虎の尾を踏んだと気付きすぐに陳謝する）。

### 叛乱者
アデナウアー (Adenauer)
声 - 佐々木敏(叛)
少佐。駆逐艦ハーメルンIIの艦長。男爵家の当主。OVA版オリジナル外伝『叛乱者』の主要人物。
貴族だが、民間船の船長も経験しており、門閥貴族特有の選民意識がない人物。しかし、それを柔弱と誤解したラインハルトから当初軽んじられる。戦闘で負傷した際に、副長のベルトラムが不在であったために艦の指揮権をラインハルトに委譲するが、これが『叛乱者』における一連の出来事のきっかけとなる。事態が流血沙汰となる寸前に負傷した体を張ってベルトラム、ラインハルト双方を制止し、正式にラインハルトを艦長代理に任命する。貴族同士の贔屓と誤解したベルトラムに、今必要なのはこの艦を救おうとする意思と冷静な判断力であることを説き聞かせ、二人に後を託しつつ気を失って倒れてしまう。これによってラインハルトから一転して評価される。
ハルトマン・ベルトラム
声 - 加納詞桂章(叛)
大尉。駆逐艦ハーメルンIIの副長。平民出身。『叛乱者』の主要人物。
平民出身だが才覚があり、ザイデル兄弟達に「平民期待の星」と評される好人物。しかし、実際にはその出世欲の源泉は貴族達に命令できるというルサンチマンに基づくものであった。そのために、アデナウアーがラインハルトに指揮権を委譲したことを貴族同士の馴れ合いと決めつけ、ラインハルトの命令に従わないばかりか、逆に彼を拘禁してしまう。名誉を重んじるために艦の自沈を進めたことから、ラインハルトを首班とした反乱に遭い、今度は逆に自分が反乱を起こしてラインハルトの命を狙う（この際にラインハルトを庇ったロルフを射殺してしまう）。最終的にアデナウアーの必死の説得を受け、正式に艦長代理となったラインハルトに従う。その後、アルトミュールからの脱出において灼熱の太陽風の中で船外活動を行い、（弟のロルフを殺してしまったこともあり）アラヌスを庇って殉職する。一度は敵対するもラインハルトから立派な副長だったと再評価される。
アラヌス・ザイデル
声 - 佐藤祐四(叛)
伍長。ハーメルンIIの機関員。ロルフの兄。『叛乱者』の主要人物。
町工場を経営する老いた両親を持ち、それにもかかわらず兄弟2人で一緒の艦に配属されたこと（共に戦死してしまう可能性がある）で上層部を恨む愚痴を言う。平民として副長のベルトラムを信頼し、逆に当初ラインハルトを怪訝に見ていたが後に評価を改める。ラインハルト拘束後、自沈を進めるベルトラムと、それを止めようとする拘禁されたラインハルトの板挟みに遭い、悩んだ末にラインハルトに加担する。一連の騒動の中で弟を失う。最終盤で艦の姿勢を制御するため船外作業をベルトラムと行い、死の危険が迫るもベルトラムが庇い、自分は大火傷を負ったものの助かる。
後に出世していったラインハルトが下級兵士までを含めた部下にも気を配り、彼らの支持を得たのは、ザイデル伍長たちと接して彼らの苦労を知ったことも大きいとして話は締められる。
ロルフ・ザイデル
声 - 井上智之(叛)
二等兵。ハーメルンIIの機関室員。アラヌスの弟。『叛乱者』の登場人物。
兄よりも手先が器用で、特にコンクールで入選するほど絵画を得意とする。一連の出来事ではラインハルトに与するが、ベルトラムの反乱においてラインハルトを庇って射殺される。
シュミット
声 - 五十嵐明(叛)
一等兵。ハーメルンIIの機関室員。『叛乱者』の登場人物。
細身で血色の悪い青年。天体物理学を専門に大学を出たが、一兵卒として徴兵された。恒星アルトミュールから恒星風を利用して離脱する方法を提案し、ラインハルトに採用される。
デューリング
声 - 植村喜八郎(叛)
中尉。ハーメルンIIの水雷長。『叛乱者』の登場人物。
ラインハルト拘禁後に、ベルトラムが自沈を進めていることを知り、これを止めるためにキルヒアイスに相談する。これがラインハルトの反乱のきっかけとなるが、本当の目的はラインハルトの責任で同盟に降伏し、少なくとも命は助かるためであった。このため、一連の騒動後に正式に艦長代理となったラインハルトが、死の可能性が強い恒星アルトミュールの表面爆発を利用して脱出する案を採択すると、恐怖から自分だけ脱出用ポッドで脱出し、救命信号を乱発して艦の位置を暴露してまで同盟に救助してもらおうとする。
フレーベル
声 - 青羽剛(叛)
少尉。ハーメルンIIの通信主任。『叛乱者』の登場人物。
一連の騒動のベルトラム側の支持者。高潔と見られていたベルトラムの本心を知り、翻意する。

### 決闘者
ヘルクスハイマー
声 - 野島昭生(決)
門閥貴族で伯爵。リッテンハイム侯爵の一門。OVA版オリジナルの外伝である『決闘者』及び『奪還者』の主要人物。
シャフハウゼン子爵家とハイドロメタル鉱山の採掘権について争い決闘を行うこととなり、一連の出来事の原因となる。著名な代理決闘者であるゴルトシュミットを雇うなど勝利を確信していたが、相手の代理決闘者がラインハルトであったことや、ベーネミュンデの差金でゴルトシュミットが殺されたことなどが重なり、結局、フリードリヒ4世の勅命で決闘は引き分け、権利は半分で確定してしまう（『決闘者』）。
『奪還者』にも主要人物として登場する。詳細は#奪還者を参照。
黒マントの男
声 - 内田直哉(決)
名前不明。ベーネミュンデ侯爵夫人が差し向けた暗殺者。『決闘者』の主要人物。
シャフハウゼン子爵家とヘルクスハイマー伯爵家の決闘騒ぎを知ったベーネミュンデに雇われた暗殺者。シャフハウゼンの代理人となったラインハルトを合法的に殺すため、ヘルクスハイマー側の当初の代理決闘者であったゴルトシュミットを作法を無視した決闘で殺して代わりの決闘者となる。最初の銃での決闘ではラインハルトの意表をついた動きと、ゴルトシュミットの時と同様に決闘の作法に反して彼の心臓を狙ったことが逆に災いして敗北する。しかし、決着に納得せず、得意の剣での決闘を願い出る（決闘のルール上認められる行為であり、相手は拒否できない）。利き腕が仕えないにもかかわらず、ラインハルトを追い詰めるが、フリードリヒ4世の勅命によって決闘を中止されてしまう。これによってそもそもの採掘権の話は引き分けとなるが、目的はあくまでラインハルトの暗殺であるため、後日、改めて再戦を挑み、これに破れて自決する。
ゴルトシュミット
声 - 岡野浩介(決)
ヘルクスハイマーの代理決闘者。『決闘者』の登場人物。
過去に一度も決闘で負けたことはないという手練れで、ヘルクスハイマーに代理決闘者を頼まれる。しかし、これを利用してラインハルトを暗殺したいベーネミュンデの差金で、ラインハルトとの決闘前に黒マントの男に決闘を挑まれる。そして決闘の作法通りに黒マントの男の右手を撃ちぬいたが、作法を無視した黒マントの男に胸を撃たれて死亡する。
シャフハウゼン
子爵。ドロテーアの夫。決闘の当事者の一人。
→#その他の貴族

### 奪還者
ヘルクスハイマー
門閥貴族で伯爵。リッテンハイム侯爵の一門。『決闘者』及び『奪還者』の主要人物。
『奪還者』において突如、軍事機密を抱えて同盟への亡命を図っていることが判明し、その阻止の密命をラインハルトが受けるところから話が始まる。実はリッテンハイム侯の一門として、政敵ブラウンシュヴァイク公の娘エリザベートに遺伝的欠陥があり、（皇太子ルードヴィヒが亡くなったことで）近い将来の皇位継承争いに使えることを探り当てていた。それをリッテンハイム侯に告げるが、それが母方の血筋に由来する遺伝的欠陥と判明し、リッテンハイム侯の娘で皇位継承権を持つサビーネも該当していたことがわかってしまう。このため、秘密を守るために逆にリッテンハイム侯に一族もろとも命を狙われるはめとなり、妻を毒殺される。そこで10歳の娘マルガレータや親族、軍事機密（指向性ゼッフル粒子発生装置の試作品）を伴ってフェザーン経由で同盟へ亡命しようとしていた。
同盟領に入ったところで、ラインハルトが艦長を務める巡航艦ヘーシュリッヒ・エンチェンに捕捉され、最期は脱出の際に脱出ポッドの減圧ミスで娘のマルガレータのみを遺し、他の親族らと共に死亡する。
マルガレータ・フォン・ヘルクスハイマー
声 - 大谷育江(奪)
ヘルクスハイマー伯爵の娘。10歳。『奪還者』の主要人物。
10歳とは思えない聡明さと度胸を示し、ラインハルトを感心させるほどの少女。父ヘルクスハイマー伯が、リッテンハイム侯に一族共々命を狙われたために、父や親族らに連れられ同盟領へ向かうが、その途中でラインハルトが艦長を務める巡航艦ヘーシュリッヒ・エンチェンに拿捕されてしまう。この時に、脱出ポッドの減圧ミスで父や親族全員が事故死してしまい、一人だけ生き残る。ラインハルトに保護された後、紳士的に接してくれたキルヒアイスに心を開き、ラインハルトから提案された取引に応じて、軍事機密と引き換えに宇宙船と私財を返還してもらい後見役を買って出たベンドリングと共に同盟に亡命する。なお、キルヒアイスに好意を抱き、持っていたクマのぬいぐるみにジークフリードと名づける。
ベンドリング
声 - 森川智之(奪)
少佐。男爵家の三男。独身。『奪還者』の主要人物。
ヘルクスハイマーの逮捕命令を受けたラインハルトの支援のために、派遣された青年将校。実際はアーベントロート及びリッテンハイム侯の意を受け、ラインハルトより早く機密情報を確保することにあったが、その内容が遺伝的欠陥という醜聞だったことまでは知らされていなかった。その場の空気をわきまえない冗談や一言多い言動はあるものの、少ない情報からヘルクスハイマーの艦の航行距離を正確に言い当てるなどラインハルトに感嘆される。また、ヘルクスハイマーら一族が全滅した中で保護したマルガレータの扱いについて、少女への拷問や自白剤投与を躊躇したり私財徴用を否定する。
事の真相が明らかとなると、そのあまりの馬鹿馬鹿しさにショックを受けて軍務を放棄、孤児となったマルガレータの保護者として同盟に亡命する。意を汲んだラインハルトによって公式記録では戦闘中に行方不明と報告される。
アーベントロート (Abendroth)
声 - 伊藤昌一(奪)
少将。統帥本部作戦三課所属。『奪還者』の登場人物。
『奪還者』冒頭において同盟に亡命しようとしているヘルクスハイマー伯の身柄拘束と軍事機密である指向性ゼッフル粒子発生装置の試作機奪還をラインハルトに命じる。リッテンハイム侯の意を受けており、その真の目的である遺伝的欠陥の情報確保のため、真相を隠してベンドリングを派遣するなど工作する。『奪還者』の最後において、任務を終えて帰還したラインハルトより、暗に真の目的であった遺伝的欠陥の醜聞を見逃す見返りに、自分とキルヒアイスを昇進させる約束を飲まされる。

### その他OVAのオリジナルエピソード
クラインゲルト
声 - 加藤精三(旧:第13話)
子爵。帝国辺境の惑星クラインゲルトの領主。フィーアの義父。同盟の大規模侵攻作戦におけるOVA版のオリジナルエピソードの人物。
同盟軍の大規模侵攻及びラインハルトの焦土作戦において事前にケスラーから退去勧告を出される。しかし、これを拒否し先祖伝来の土地、そして妻と息子が永眠する土地に留まり、領民を守る決意をする。
『アニメージュ』付録のキャラクターシール裏面の解説文においてはクラインゲルト伯爵と表記されていた。
フィーア・フォン・クラインゲルト
声 - 玉川紗己子(旧:第13話)
ケスラーの幼馴染で元恋人。クラインゲルト家に嫁ぐ。同盟の大規模侵攻作戦におけるOVA版のオリジナルエピソードの人物。
ケスラーを「ウルリッヒ兄様」と呼び、かつて恋人関係にあったが、ケスラーが恋愛より軍務を優先させたために別れる。その後、クラインゲルト子爵の後継ぎであるアーベント（声 - 高宮俊介）と結婚し、息子をもうける。その後、夫が戦死したため未亡人となる。退去勧告にやってきたケスラーと再会し、動揺するが、最終的にはクラインゲルト家の人間として義父と息子とともに領内に留まることを選択する。
テレーゼ・ワグナー
声 - 日髙のり子(旧:第14話)
同盟に占領された惑星の有力平民の娘。同盟の大規模侵攻作戦におけるOVA版のオリジナルエピソードの人物。
同盟軍第7艦隊が進駐した帝国領惑星に住んでおり、同盟兵士の懐柔のため父親からヴァーリモントに接近するように命じられる。しかし、その後真剣に愛し合うようになる様子が描かれる。その後、帝国の焦土作戦に端を発する物資不足による暴動の中で、父親と家を失い、ヴァーリモントと姿を消す。
ワグナー
声 - 加藤修(旧:第14話)
同盟に占領された惑星の有力平民。同盟の大規模侵攻作戦におけるOVA版のオリジナルエピソードの人物。
同盟軍第7艦隊が進駐した帝国領惑星に住む有力者。思惑から同盟のヴァーリモント少尉に娘を近づけさせる。その後、帝国の焦土作戦に端を発する物資不足で同盟軍が食料の接収を行ったために、住民のリーダーとして一斉蜂起、最期は同盟の装甲車によって家ごと砲撃され死亡する。

## 列伝の登場人物
複数の作家による公式トリビュート作品『銀河英雄伝説列伝』の登場人物。

### 竜神滝(ドラッハ・ヴァッサーフェル)の皇帝陛下
セアド・ブルーデス
ラインハルトが新婚旅行のため借り上げた山荘の番人。列伝の登場人物。
皇帝一行の案内人と運転手を務める。マリーンドルフ家家令のハンス・シュテルツァーとは旧知の仲であり、10年前までは共にブラウンシュヴァイク公爵家で働いていた。滝の近辺に住む「竜魚(ドラハンフィッシュ)」が違法な改造魚であることを知っていたが、ラインハルトや侍従のエミールに釣りを楽しませるため、真実を伏せていた。

### ティエリー・ボナール最後の戦い
フォルカー・フォン・ベーゼンハルト
交易で成功した新興貴族ベーゼンハルト伯爵家の現当主で、筋肉質な体格の壮年の男。列伝の登場人物。
半年程帝国軍に所属していたため、軍事に精通していると思いこんでいる。一族が財産を惜しみなく私兵と艦隊につぎ込んだため相続税の支払いに困窮していた所、フェザーンから『同盟領の航路情報を提供するので同盟の補給基地を襲撃し、物資を略奪すれば金銭を支払う』と唆され、父の友人だったシュタインホフ元帥からイゼルローン要塞に寄港する便宜を与えられ数度に渡り同盟領の補給基地の襲撃を行っていた（当人は気づいていないが、フェザーンからは帝国との結びつきを強化するための布石、シュタインホフからはリスク回避の駒扱いされている）。
約1万の私兵艦隊を率いてアルトゥム星系への遠征に出ていた所、ペテルセン提督率いる第9艦隊と交戦。根拠のない自信やワインを飲んで腹を下し戦闘中にトイレに行ってしまうこと等から、部下達から司令官代行のフートより当てにできないと内心で不満を持たれてしまう。用兵の常道を無視した奇襲でペテルセンを戦死させるが、分艦隊指揮官のウランフ、ボナールの反撃を受け損耗率50%の大敗を喫する。冷静さを欠いたベーゼンハルトは残った艦隊に集団ワープの命令を出し、フートから質量が密集した状況でのワープの可能性を警告されるものの無視して強行、そのまま行方不明となった。
マルヴィン・フート
ベーゼンハルト艦隊の司令官代理。列伝の登場人物。
フォルカーの祖父の代からベーゼンハルト一族に仕えている。才能はあったものの平民だった為出世できずにいたが、ベーゼンハルト家に引き抜かれた。70歳になるが判断力は衰えてはいない。
アルトゥム星系の戦いで、ベーゼンハルトが無謀な用兵指揮を執ることに困惑するも逆らえず、結果大敗した彼が集団ワープの命令を出した事への危険性を訴えるが聞きいられなかった。